# Bildtafel Getreide
Die Bildtafel Getreide gibt einen Überblick über die Vielfalt der verschiedenen Getreide- und Pseudogetreidesorten, die weltweit angebaut, geerntet, verarbeitet und konsumiert werden. Anhand der Fotos der Bildtafel soll eine einfache Identifizierung möglich sein, insbesondere wenn die Bezeichnung nicht bekannt ist.

## Gerste

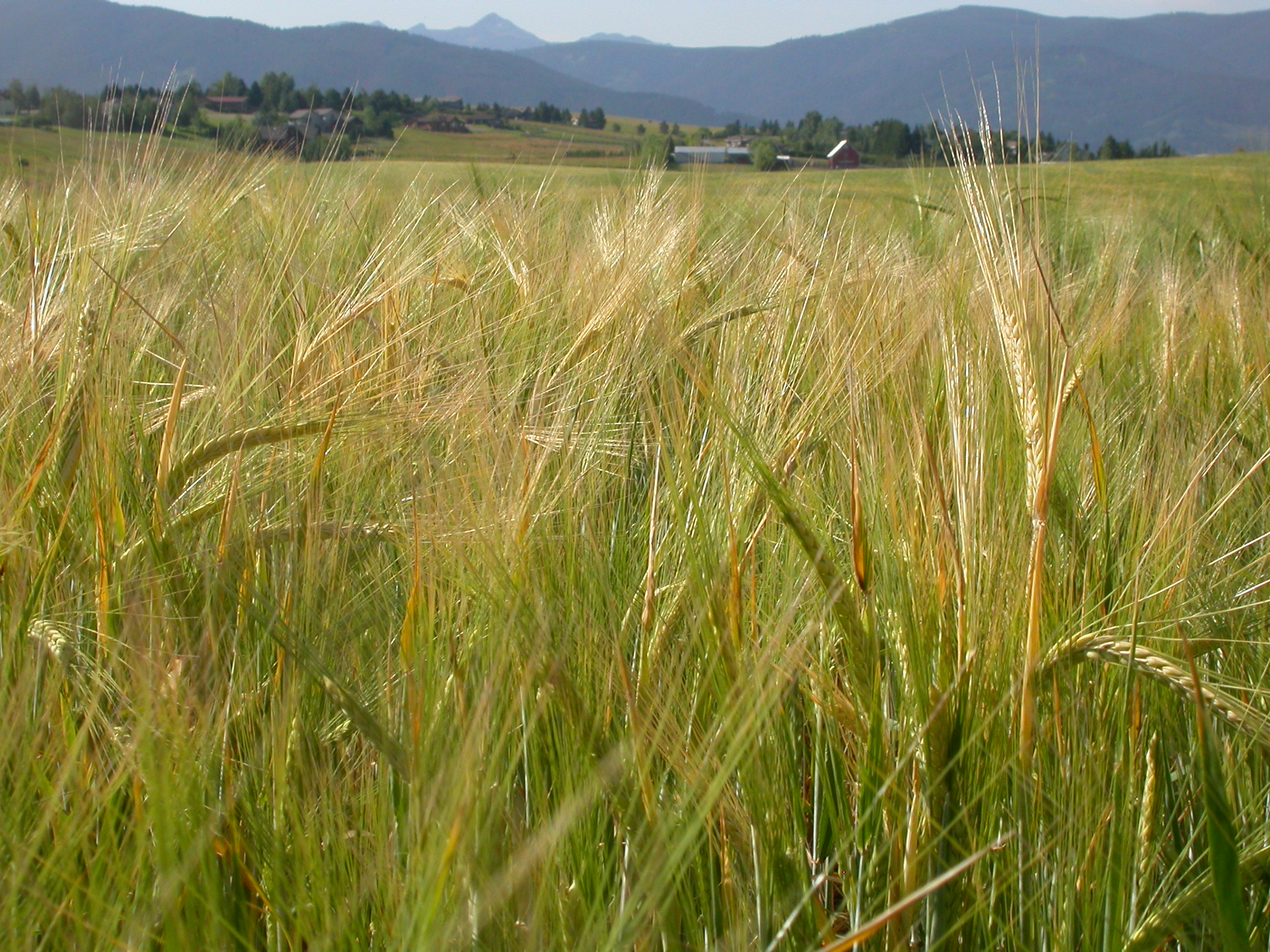
Feld
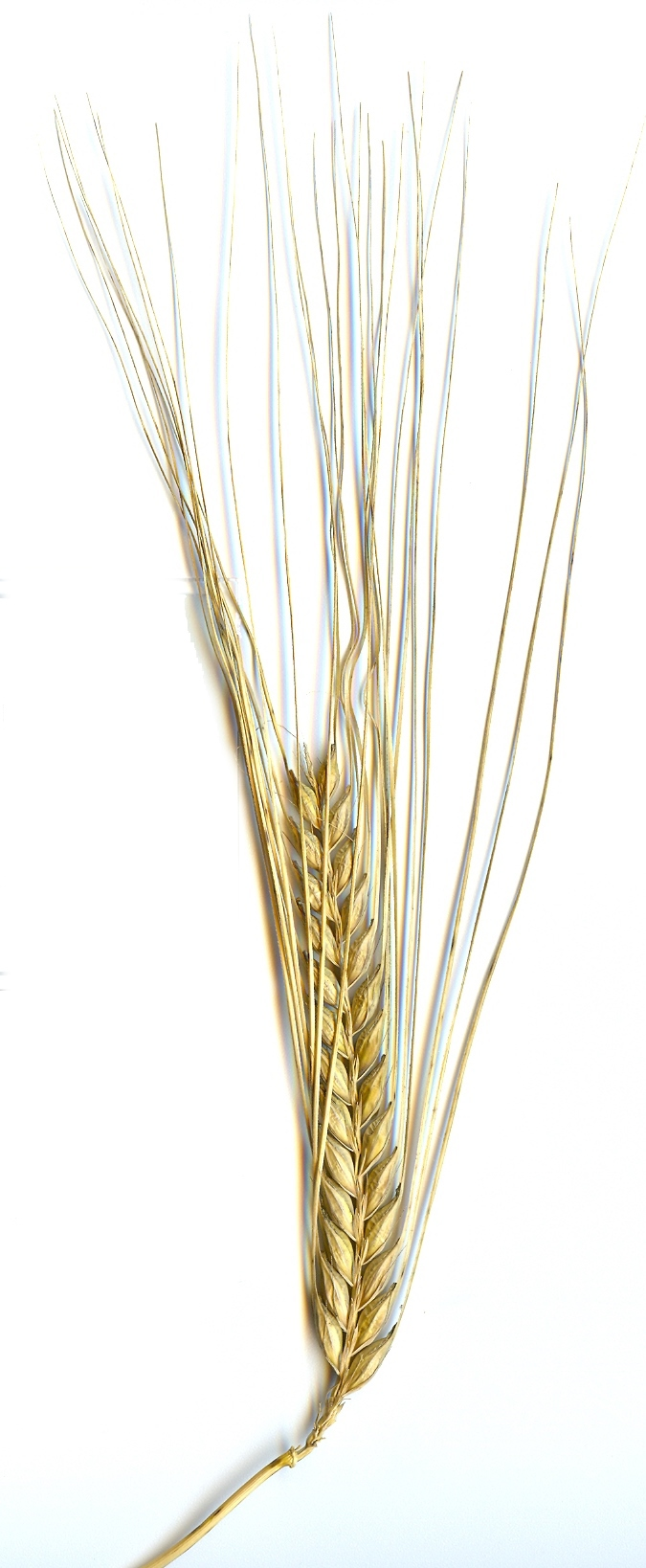
Ähre
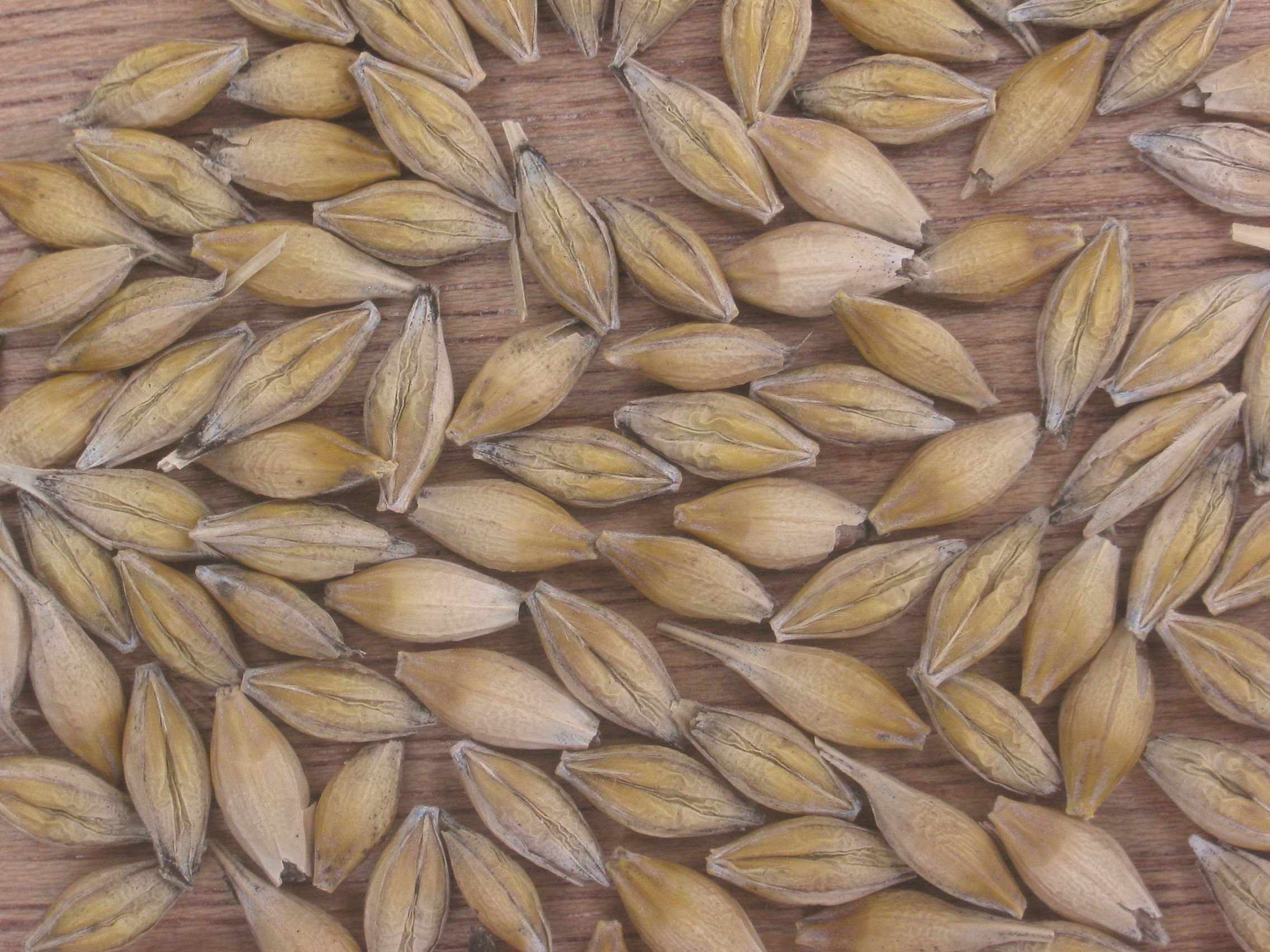
Körner in Spelzen

## Hafer

### Nackt-Hafer

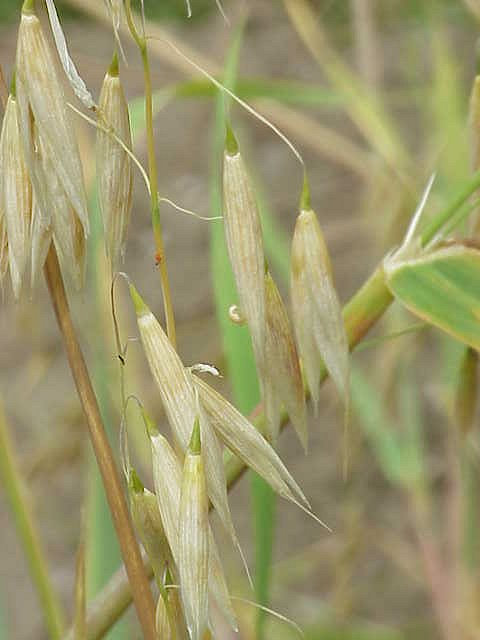
Nackt-Hafer
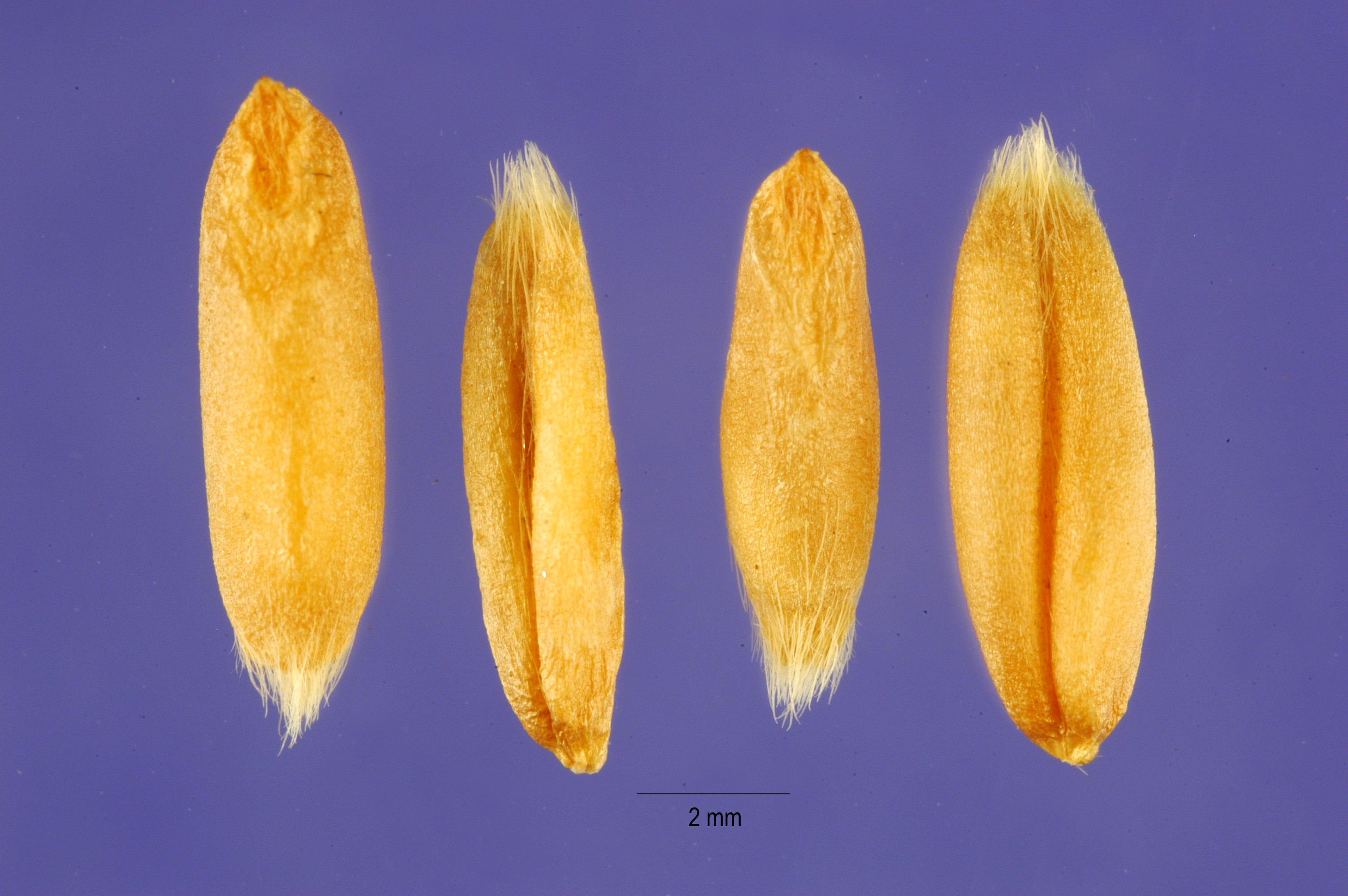
Körner von Avena nuda

### Saat-Hafer

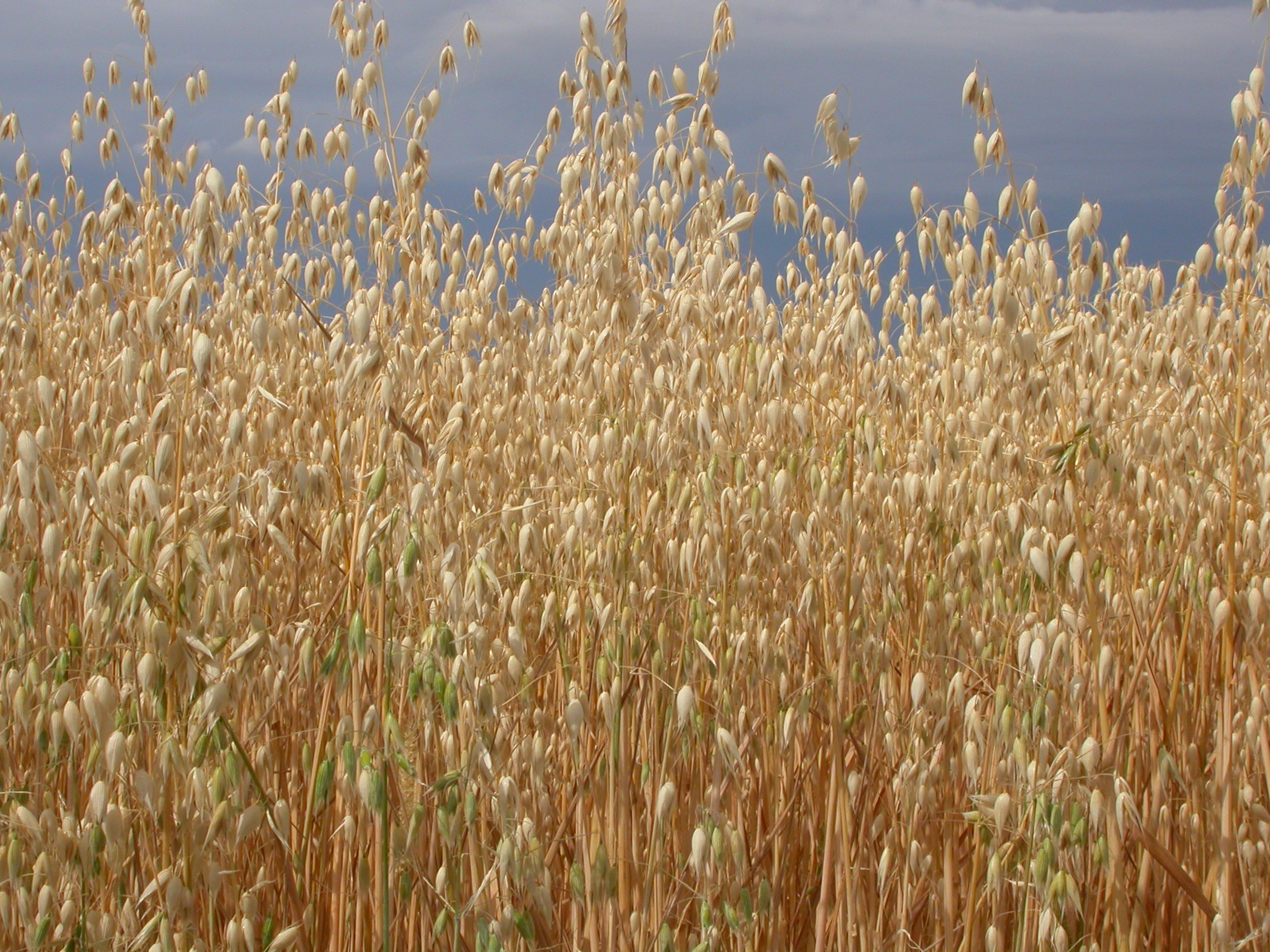
Feld
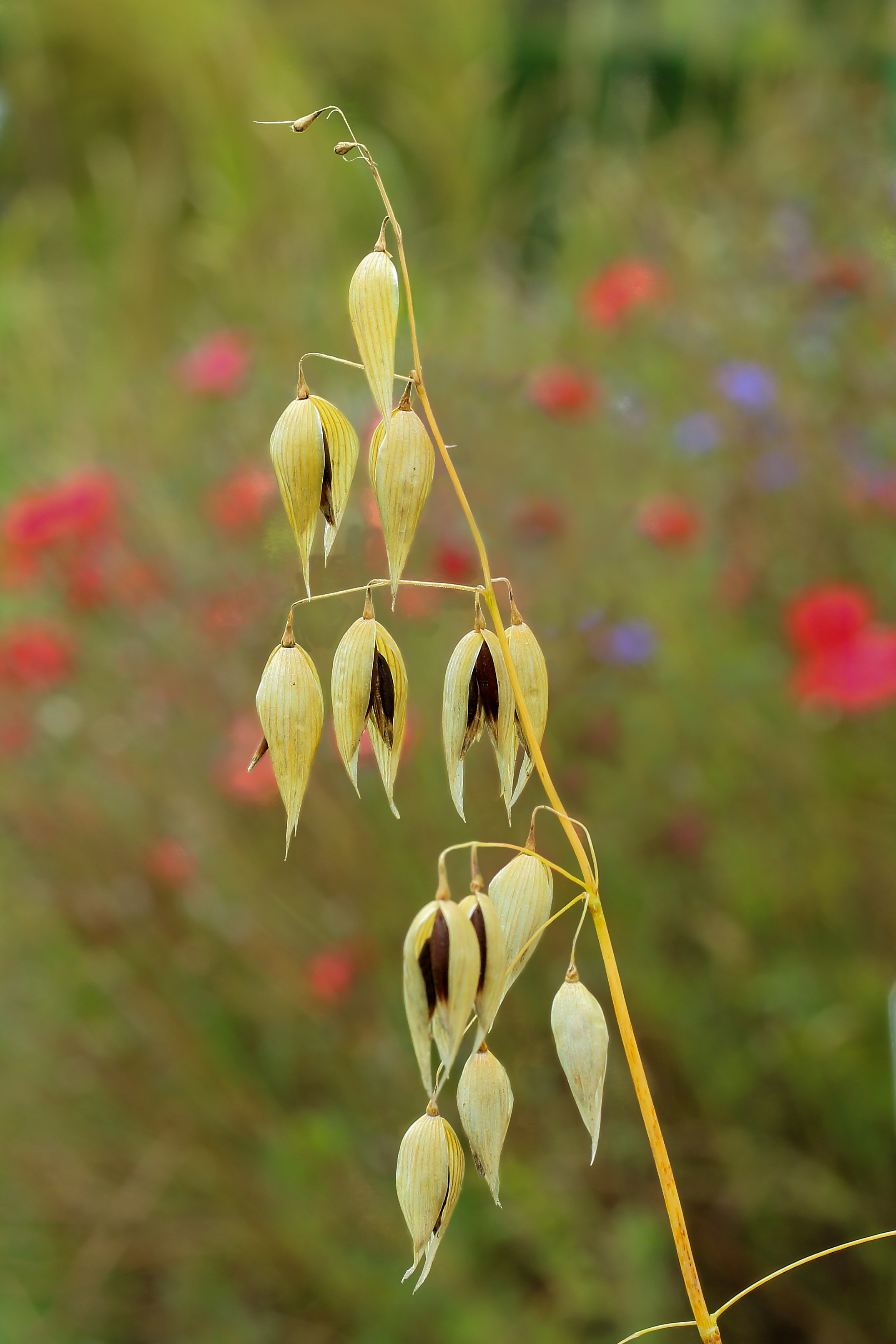
Rispe
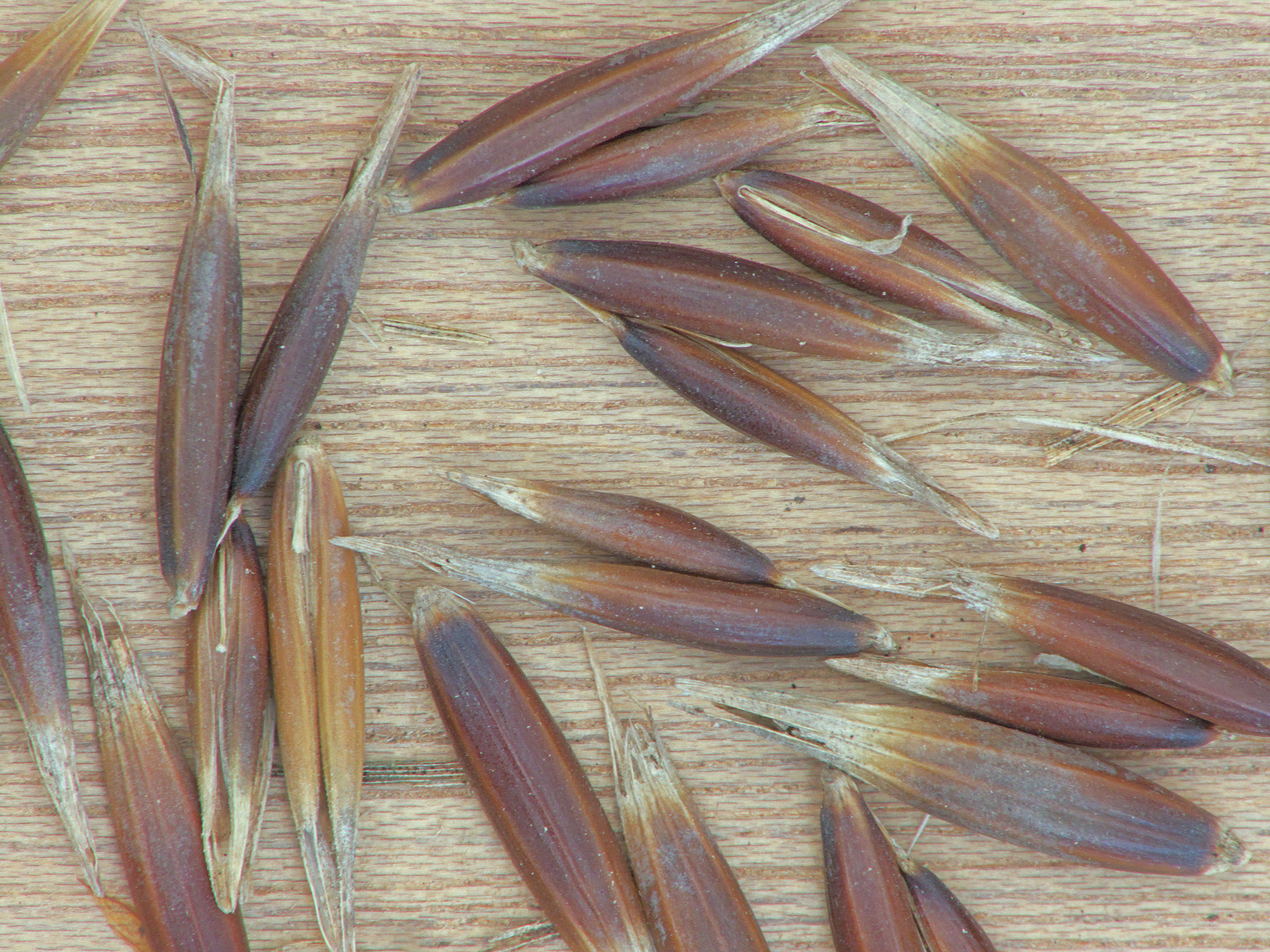
Körner in Spelzen

## Hirse

### Fingerhirse

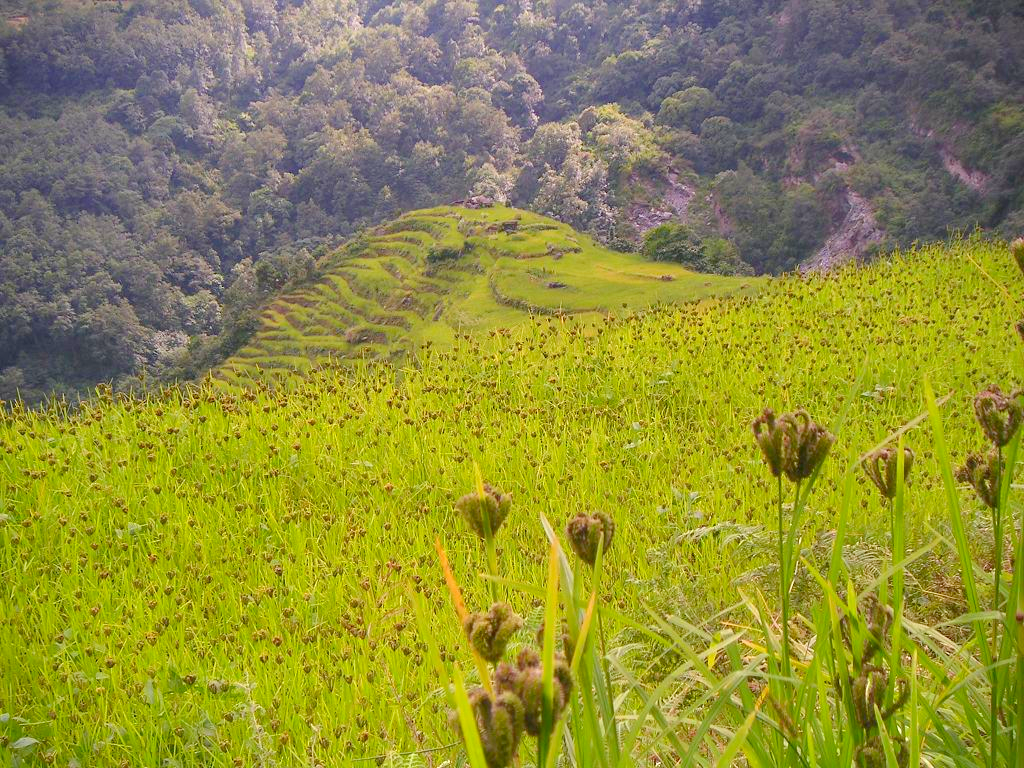
Feld
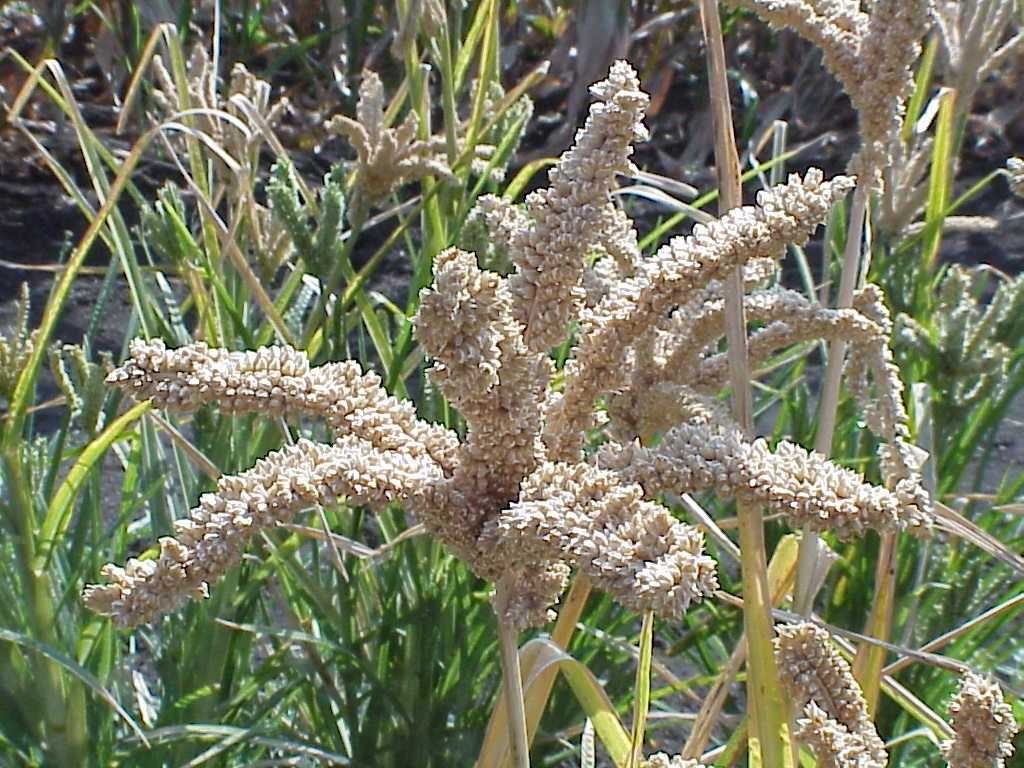
Fingerähre
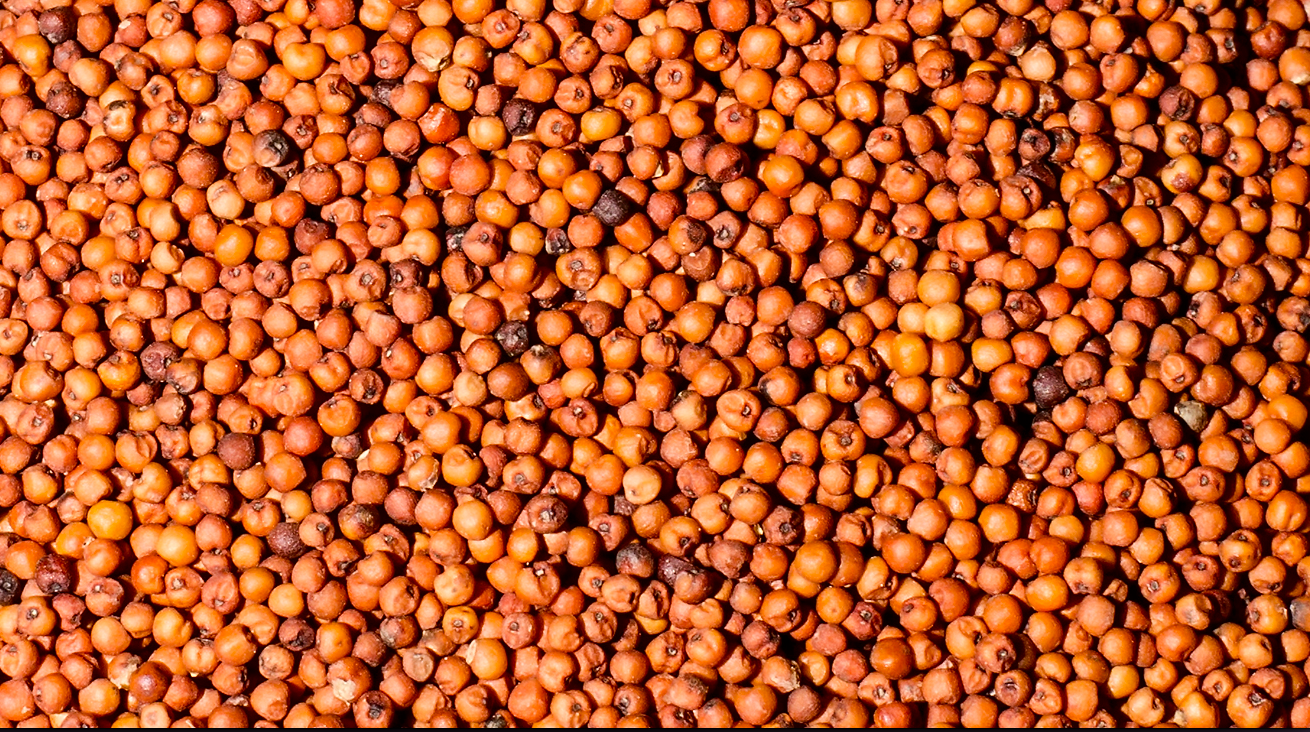
Körner

### Fonio

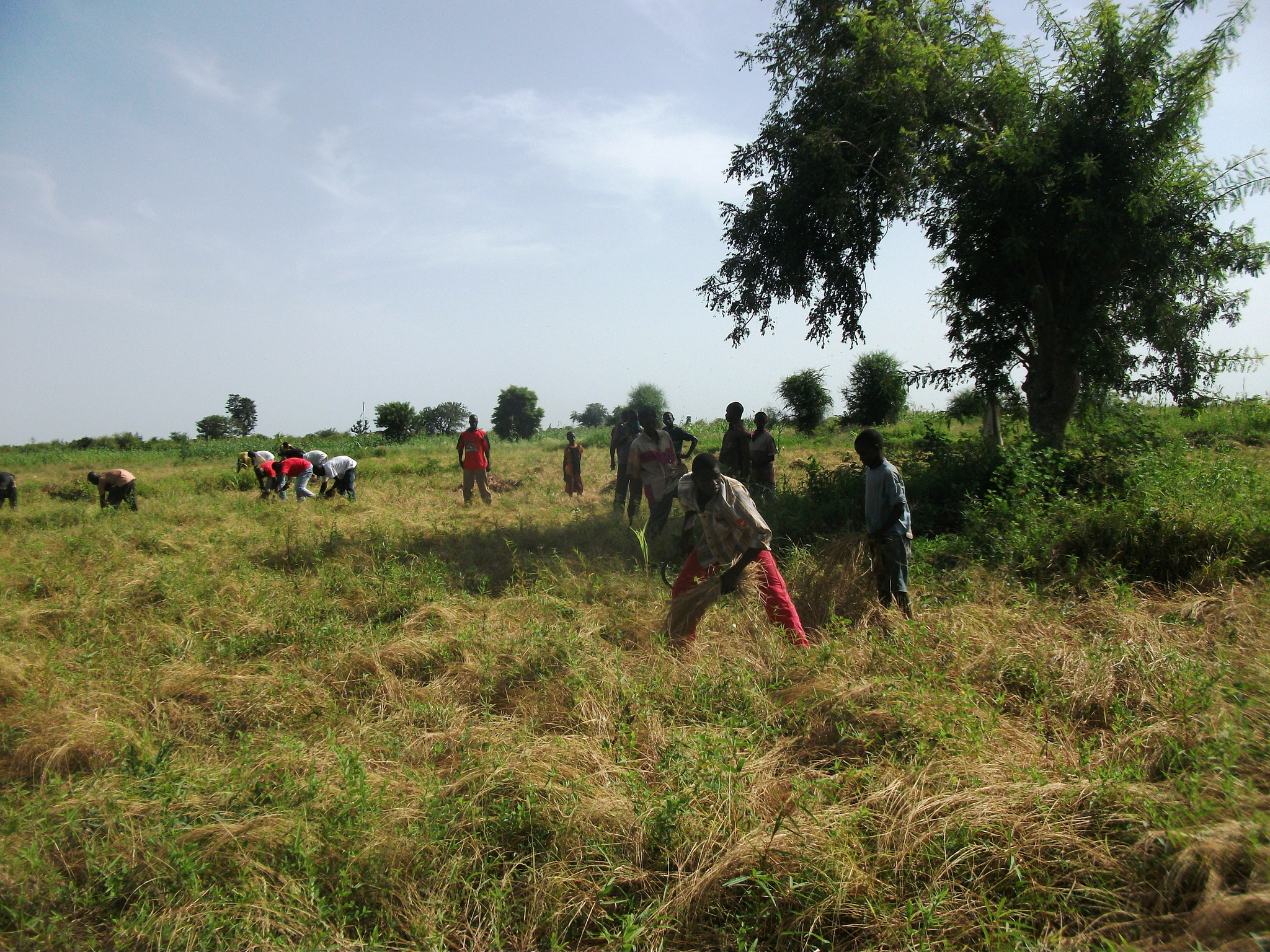
Feld
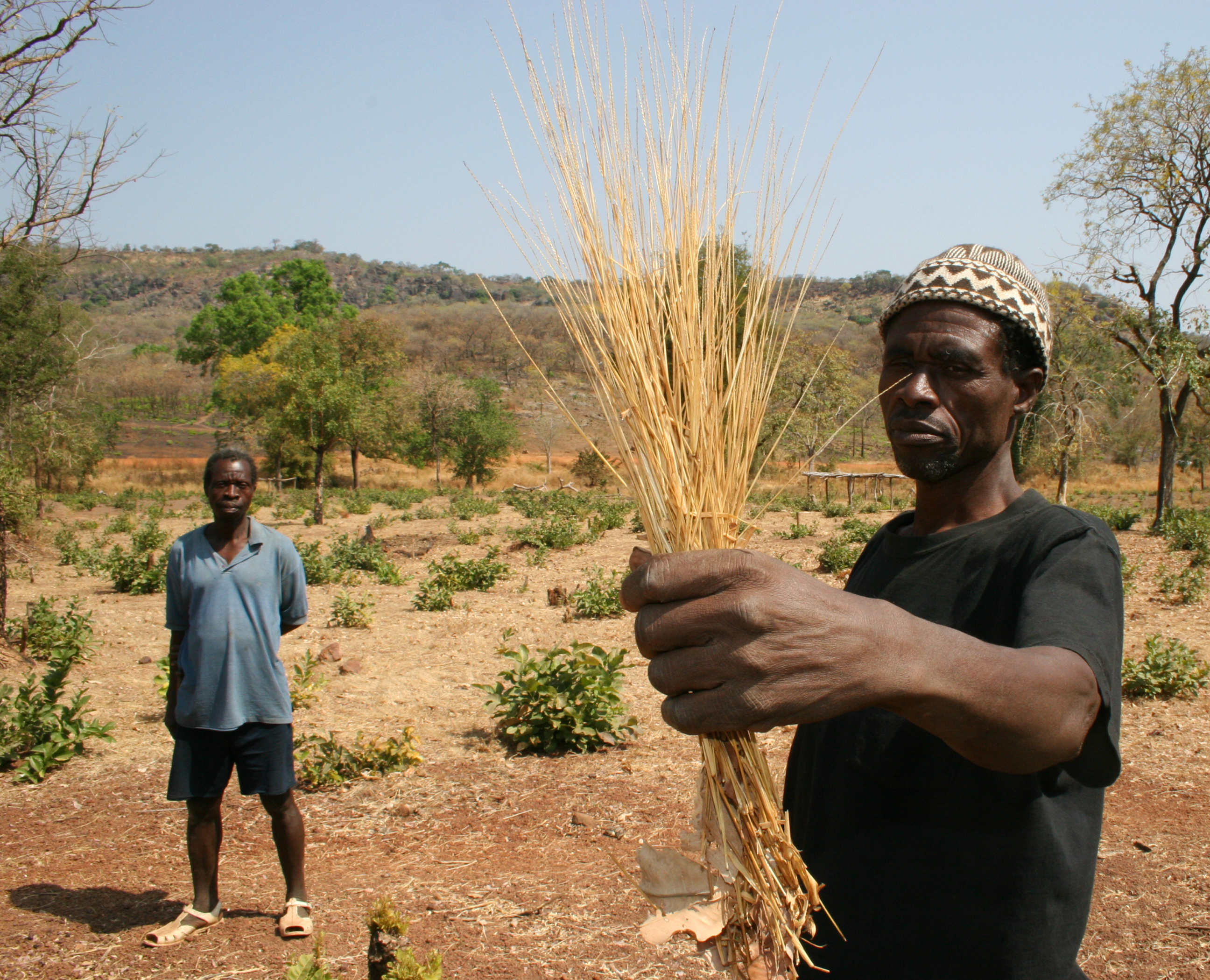
Ähren
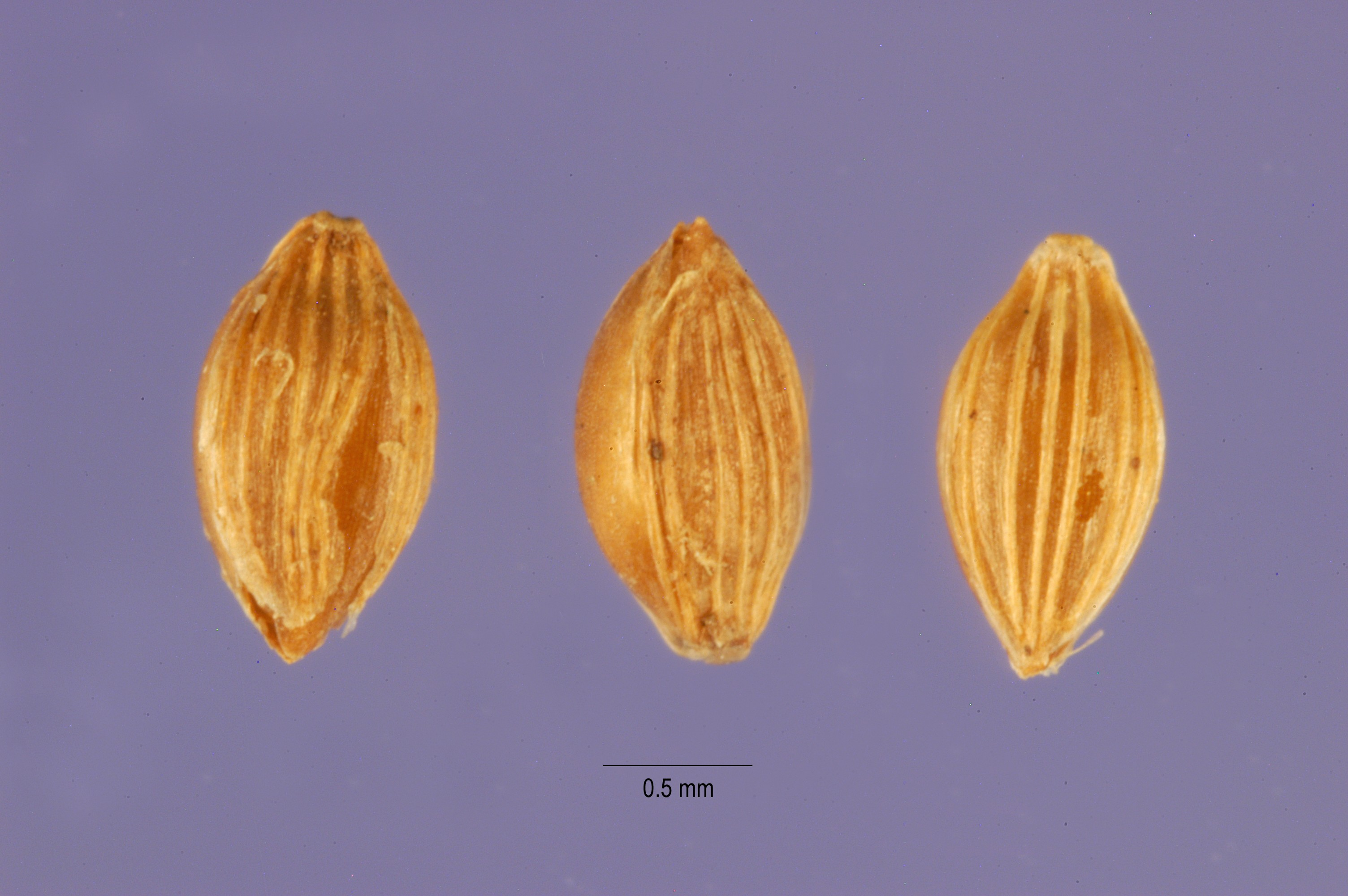
Körner

### Kolbenhirse

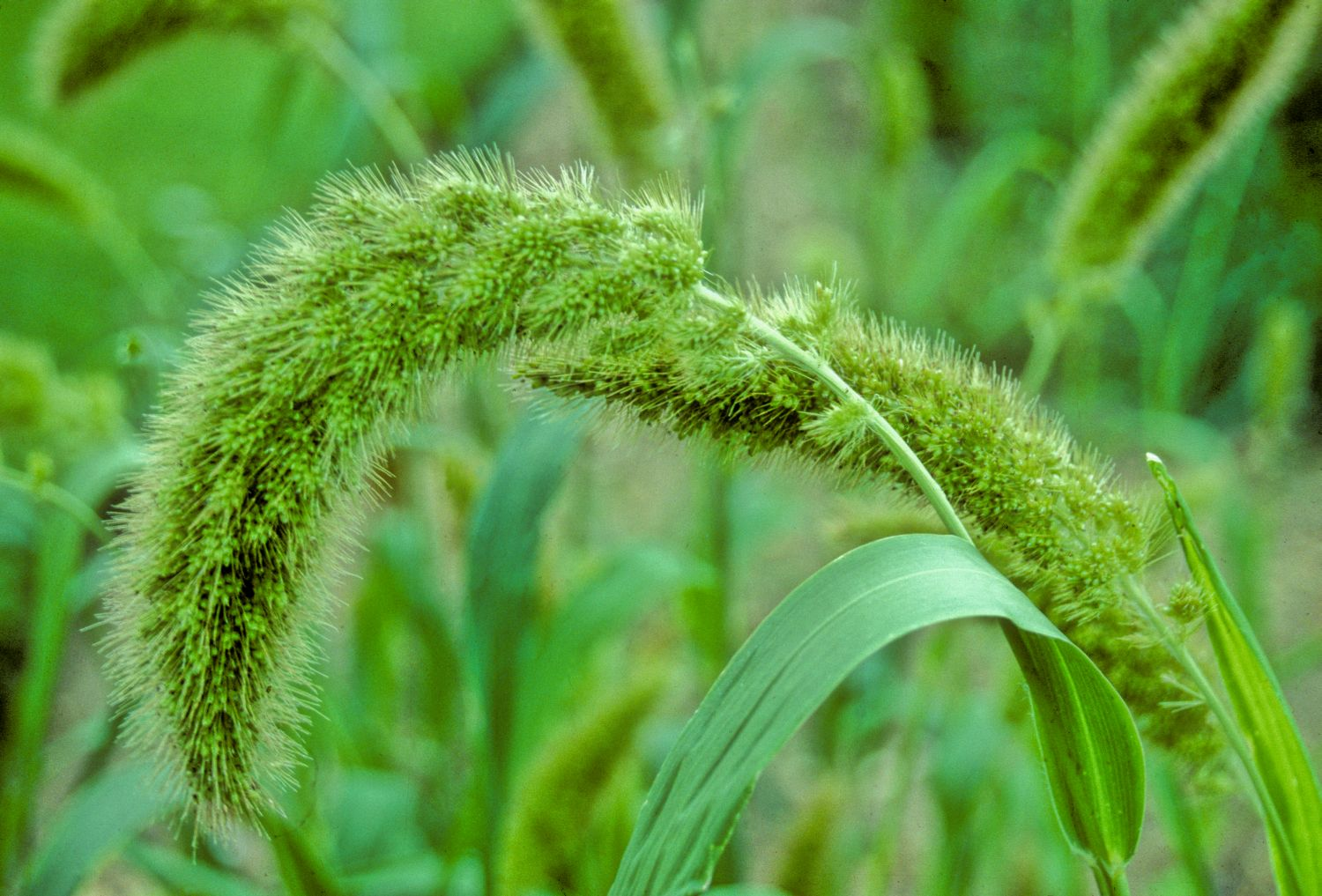
Blütenstand
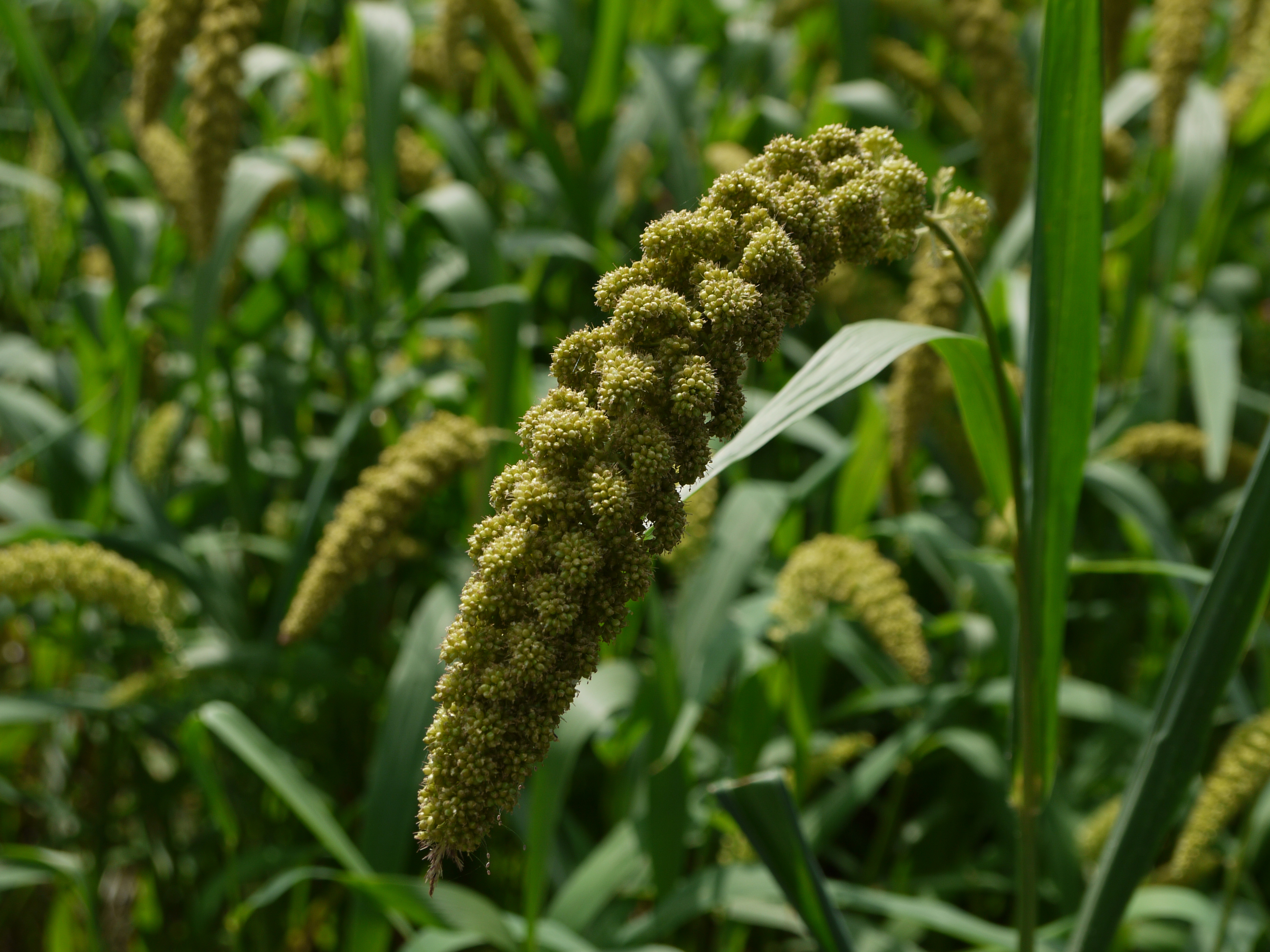
Fruchtstand
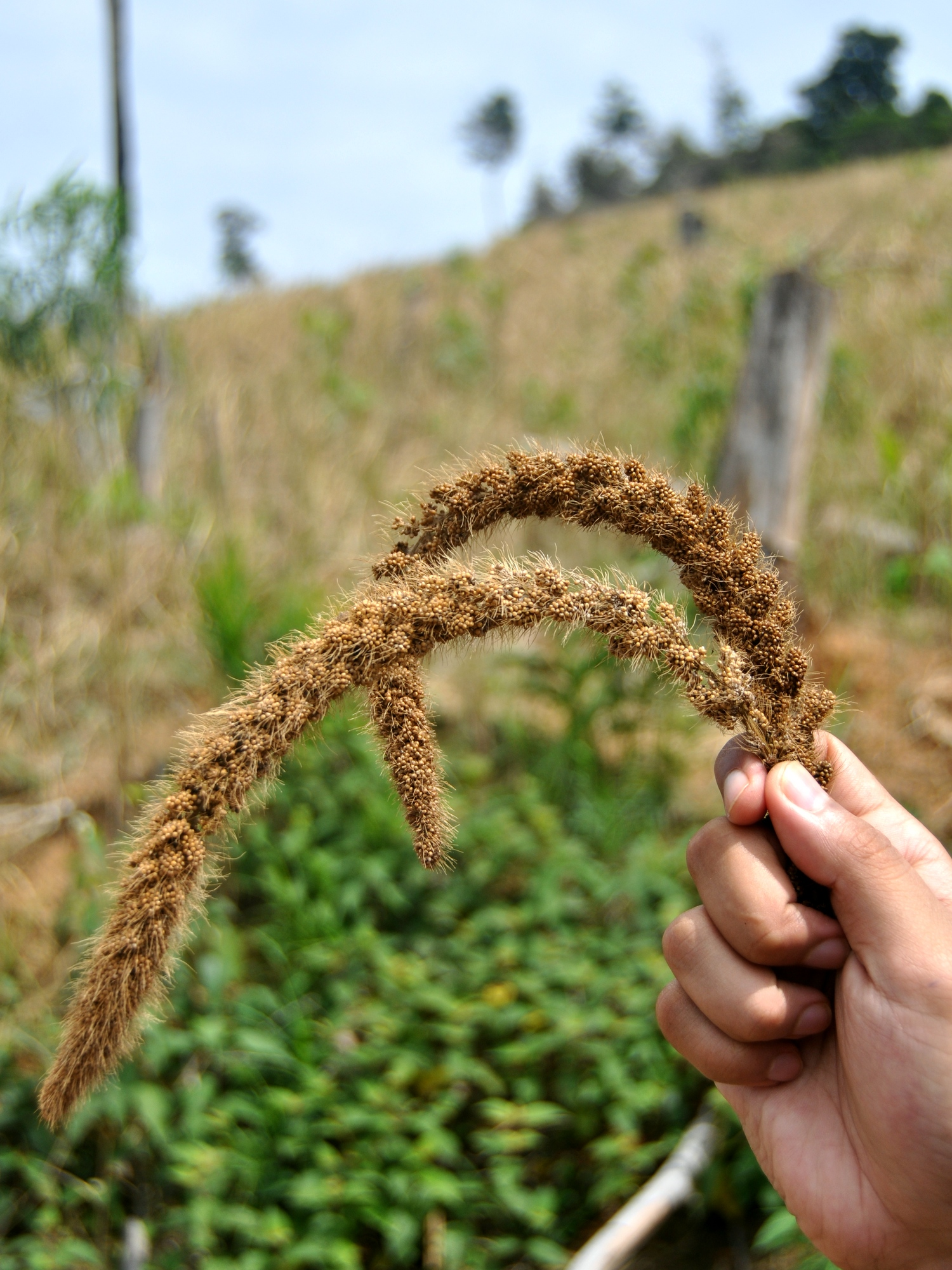
Reife Ähre

### Perlhirse

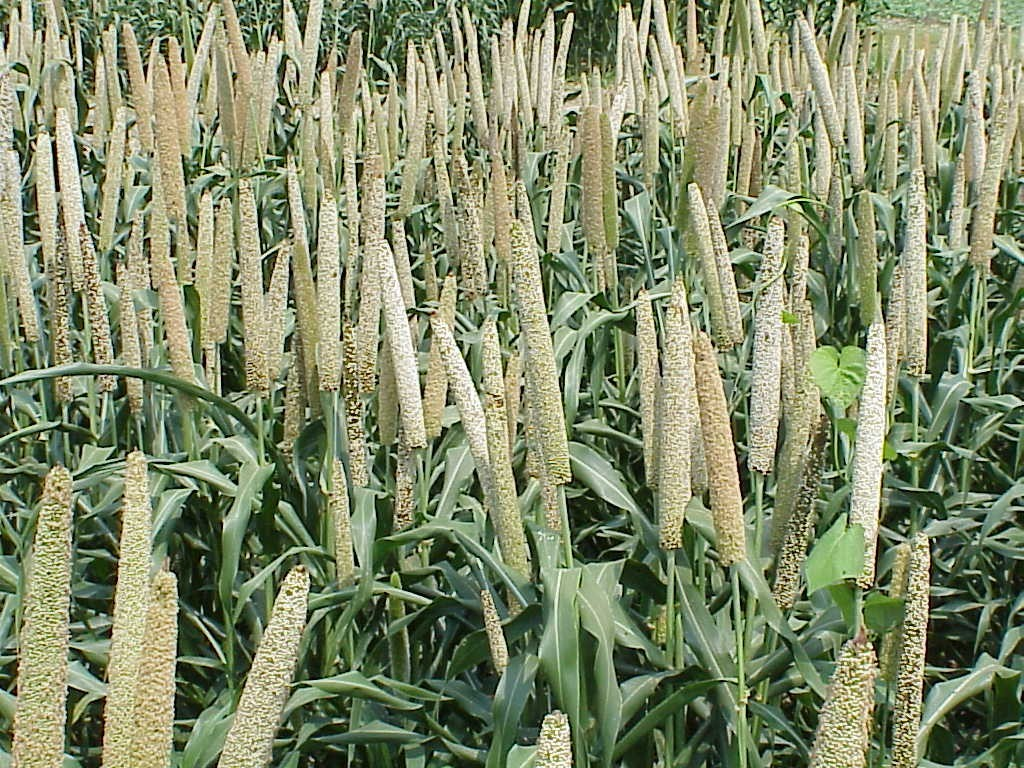
Feld
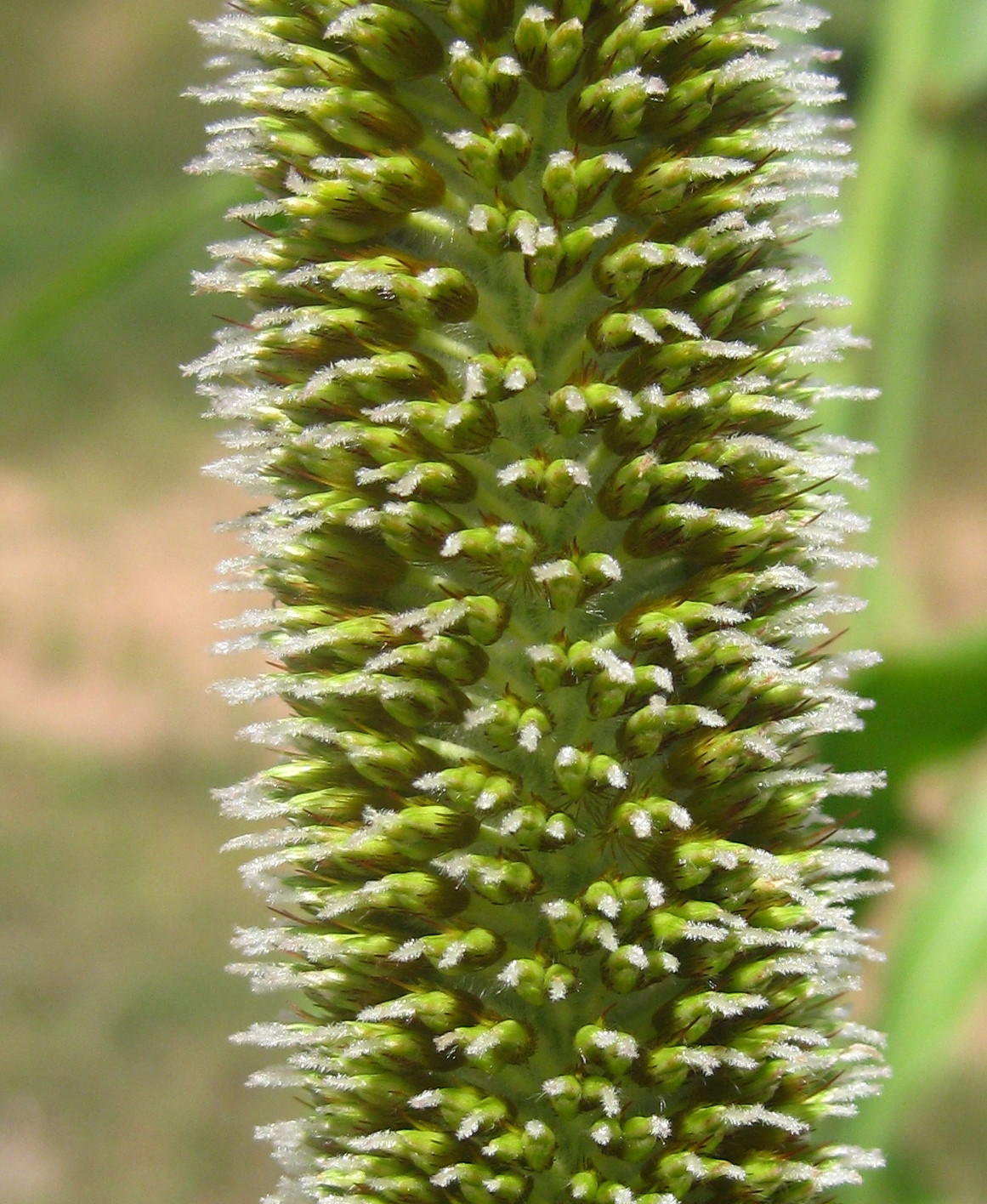
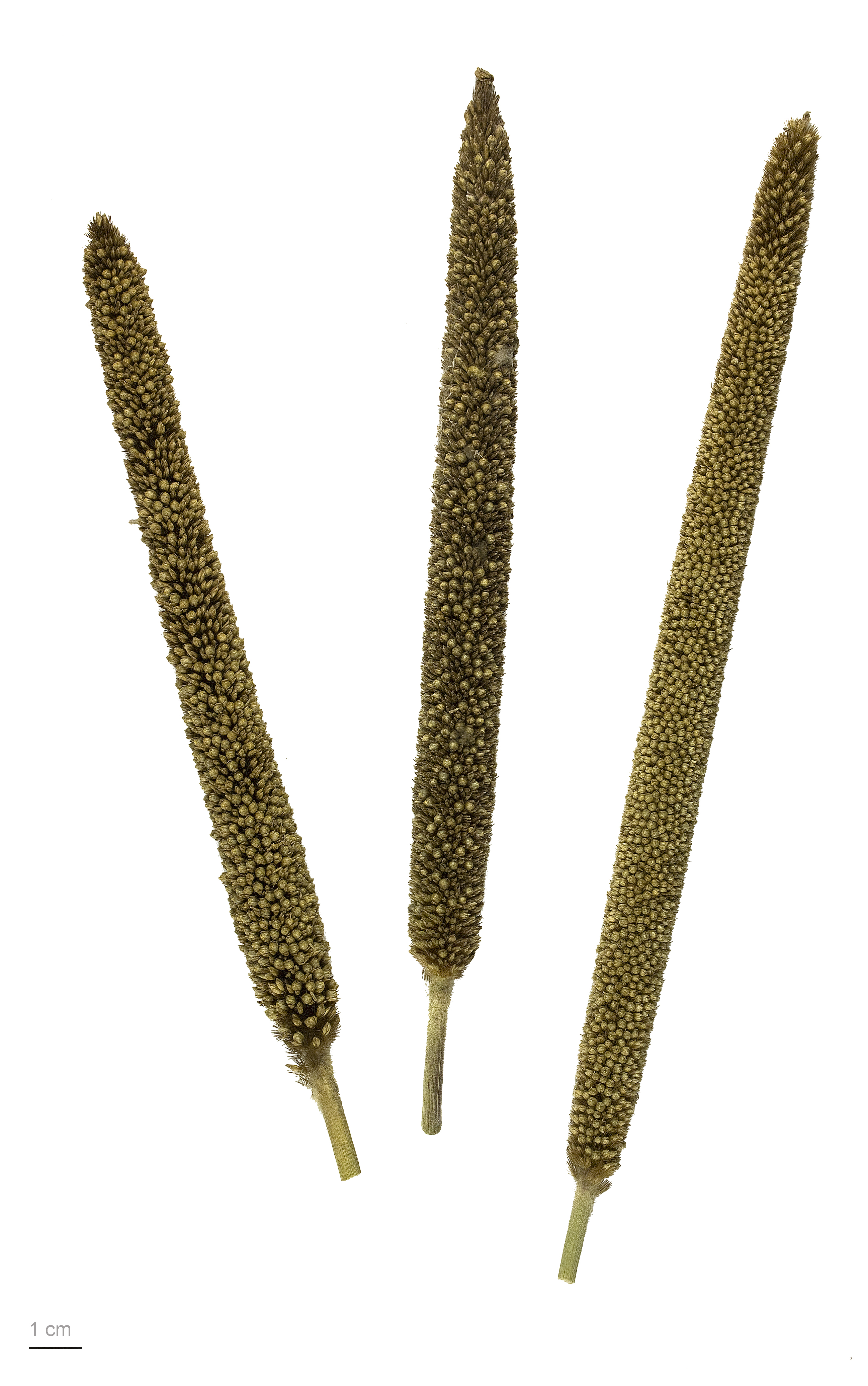
Ähre
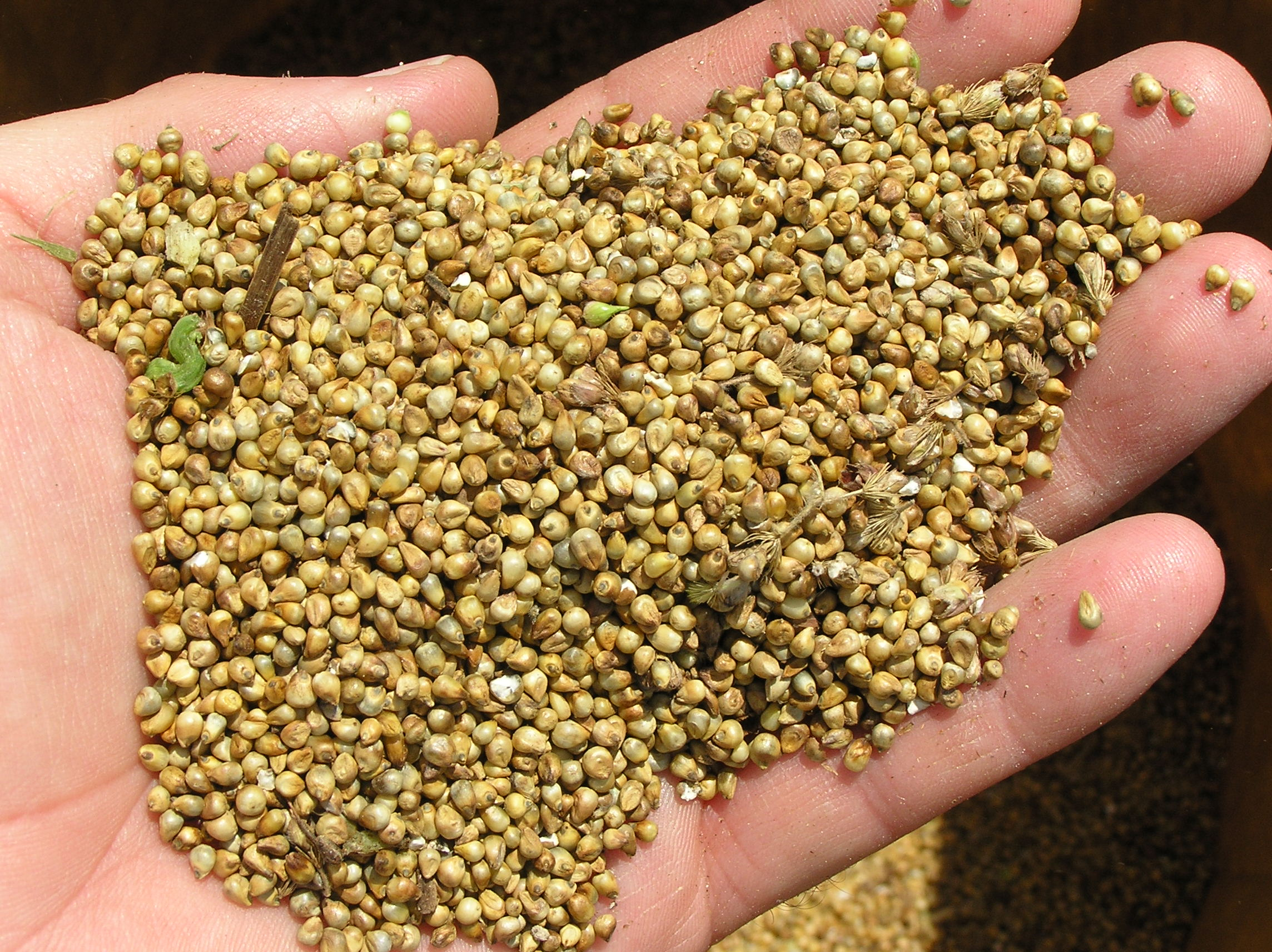
Körner
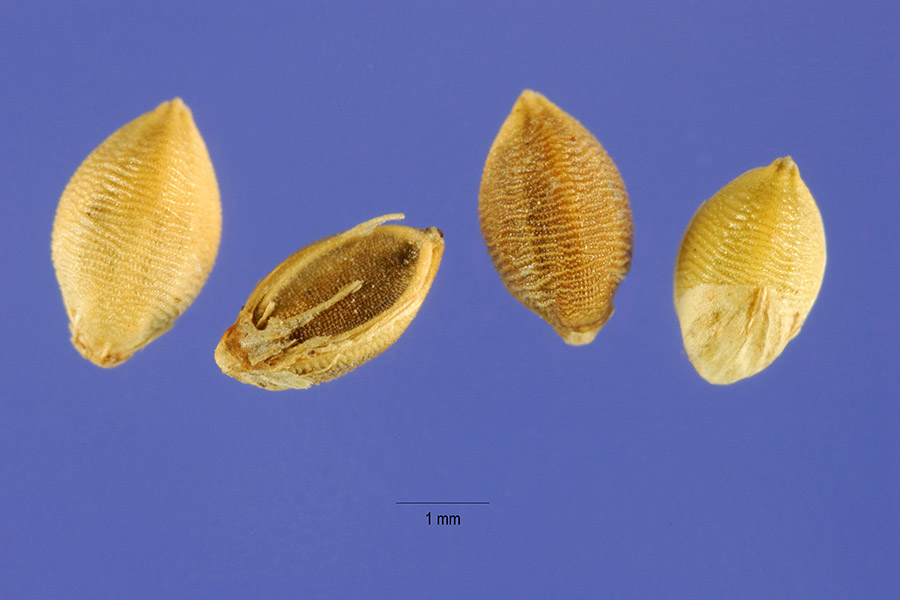
Körner Details

### Rispenhirse

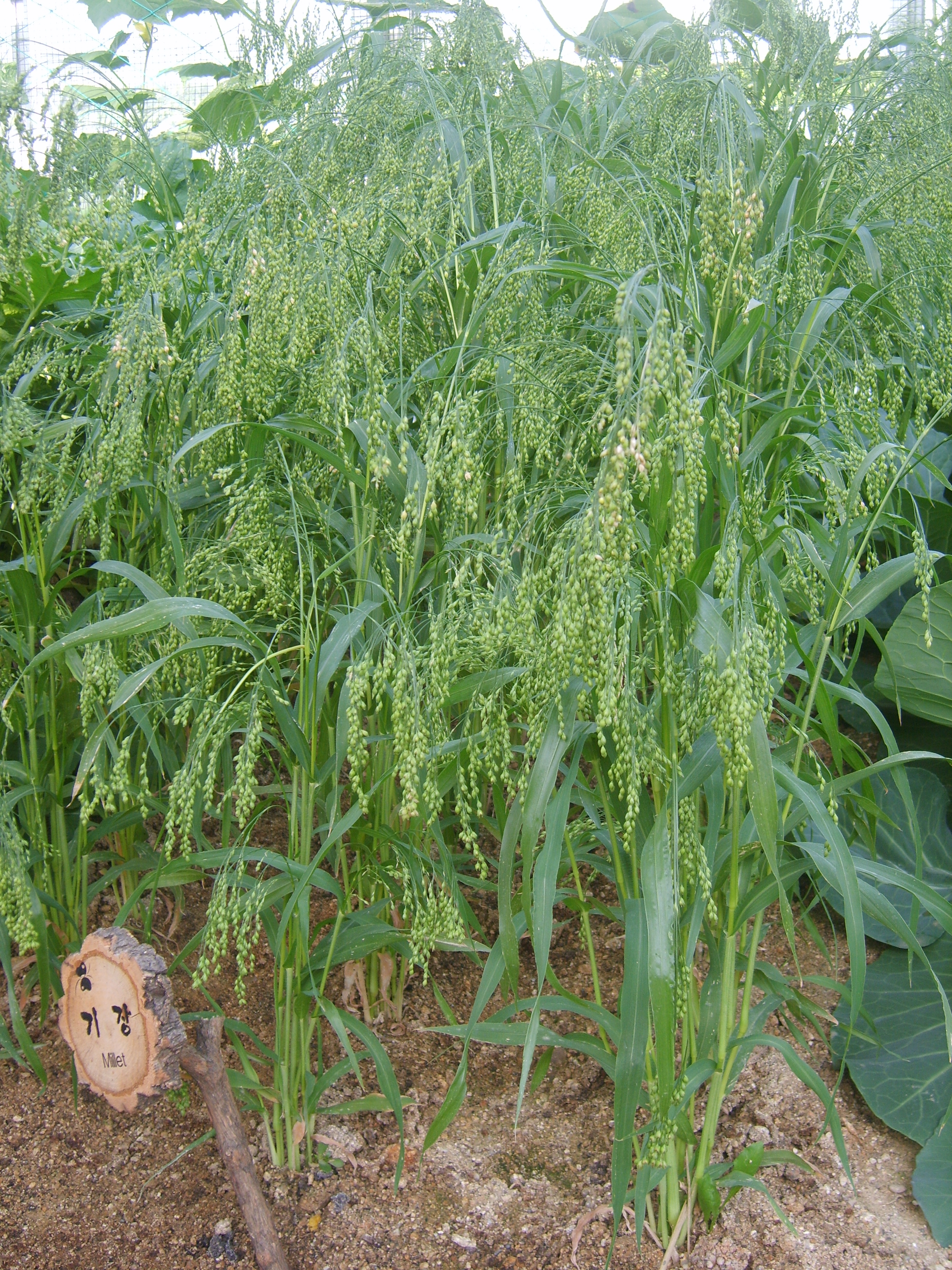
Pflanze
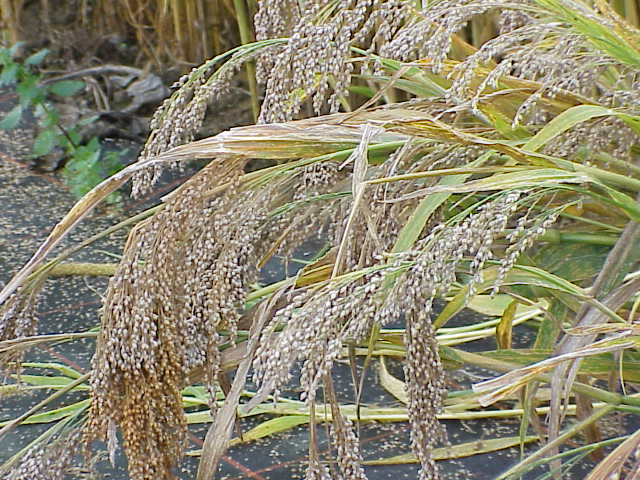
Fruchtstand
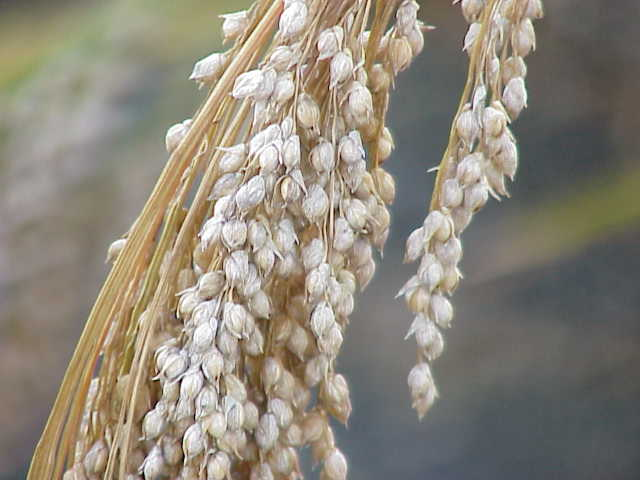
Reife Ähre

### Sorghum

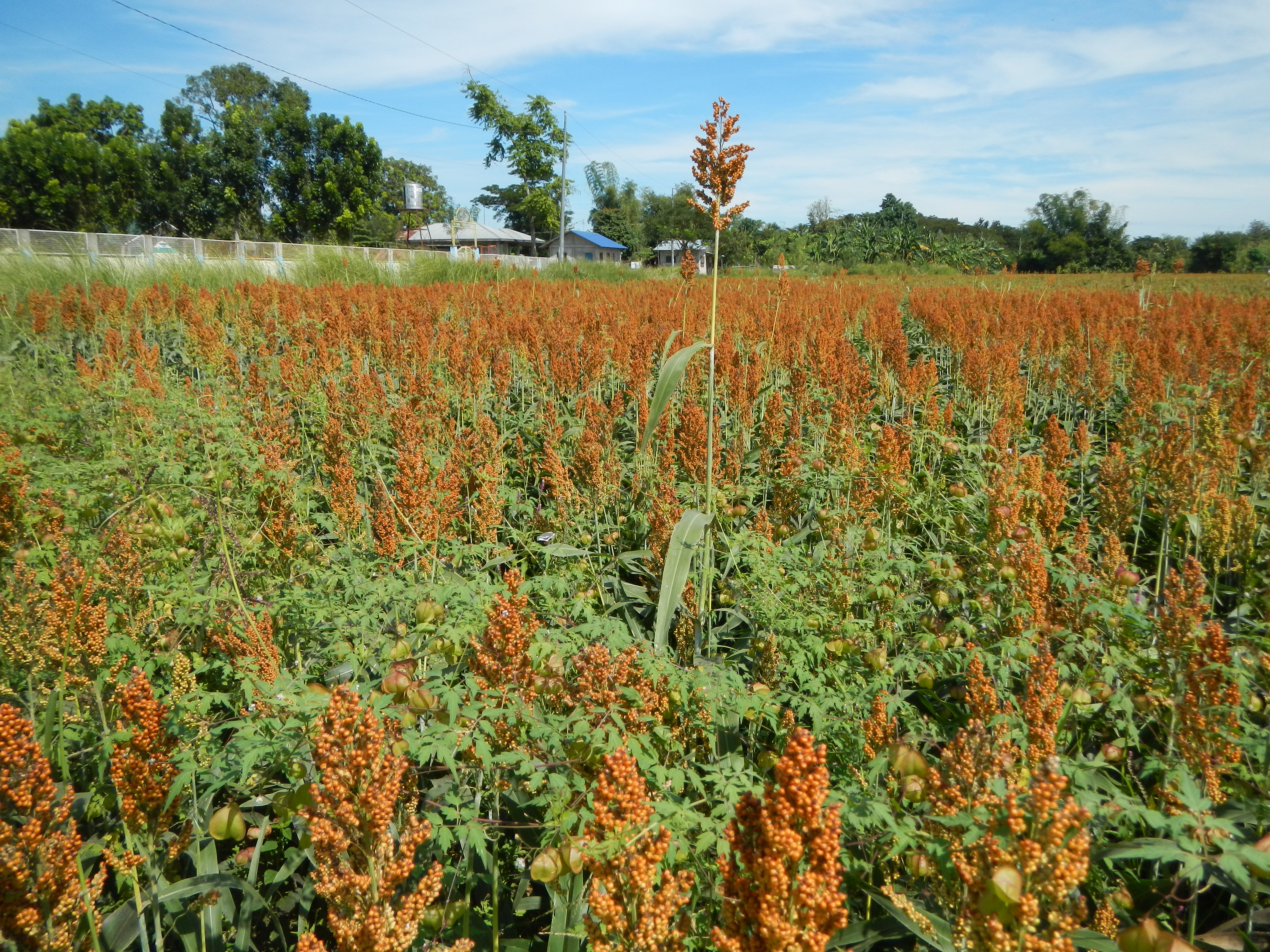
Feld
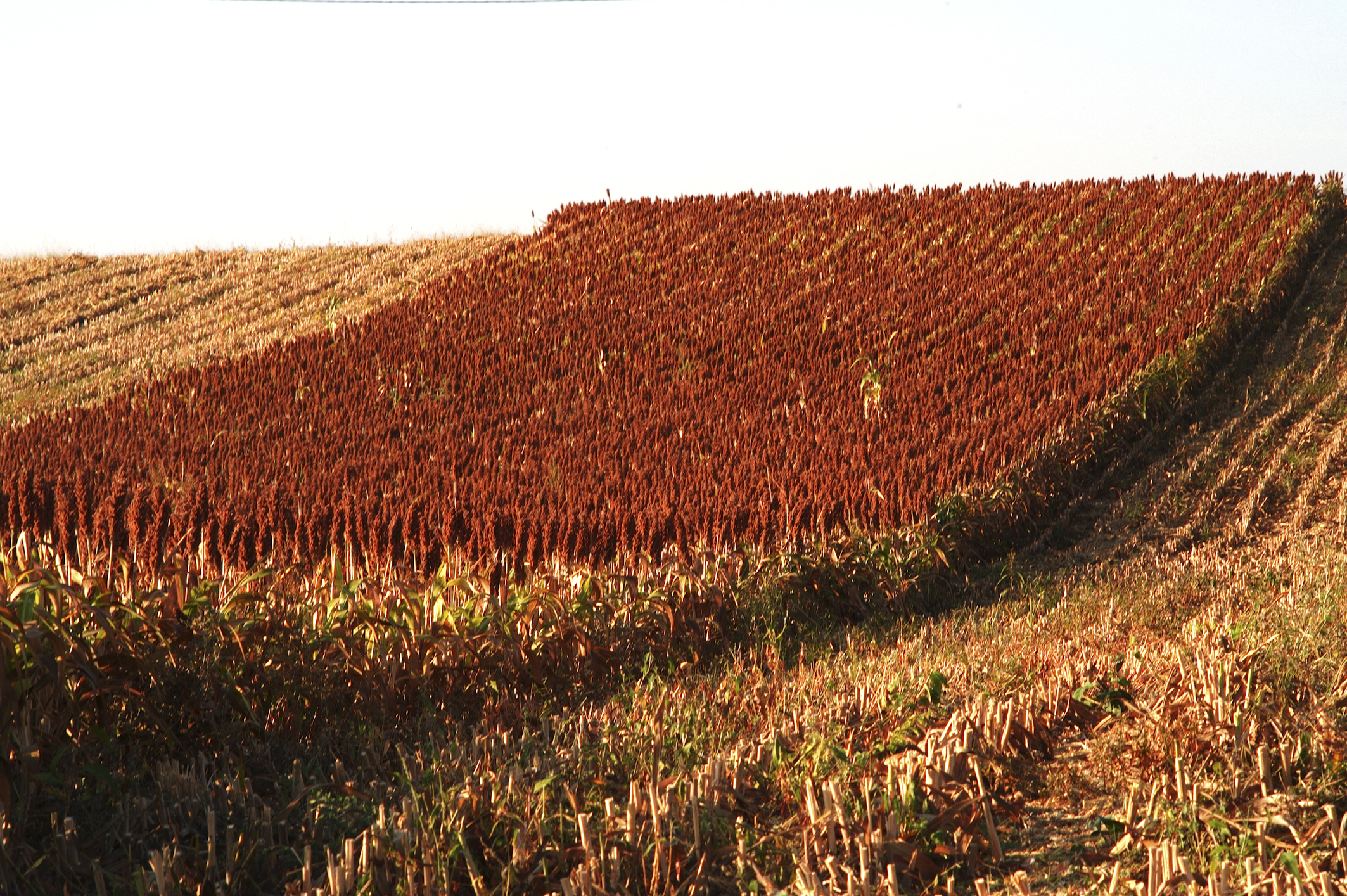
Erntephase
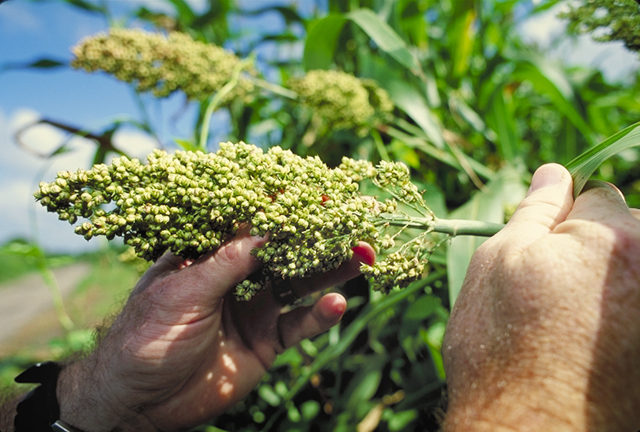
Fruchtstand
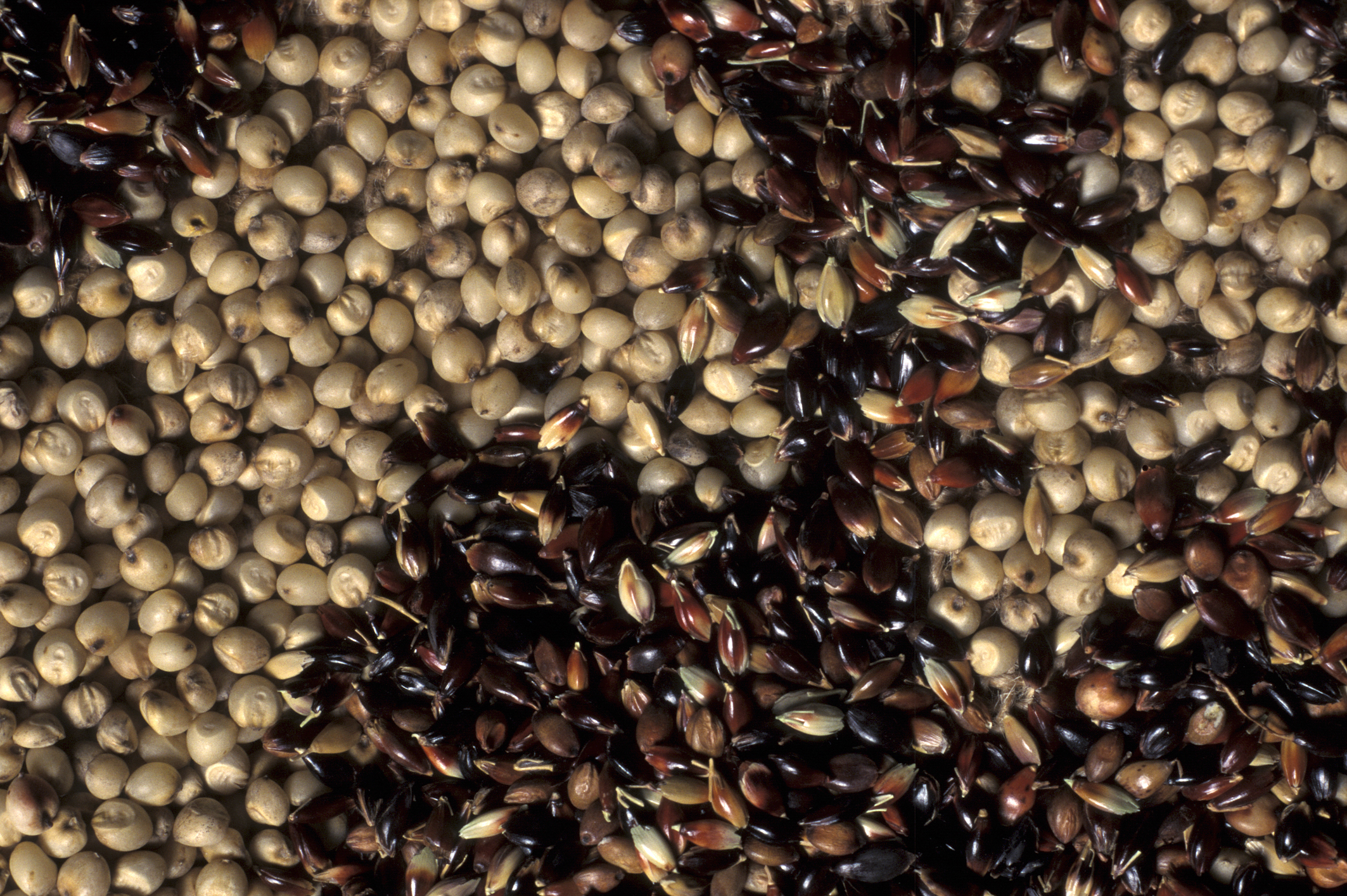
Körner
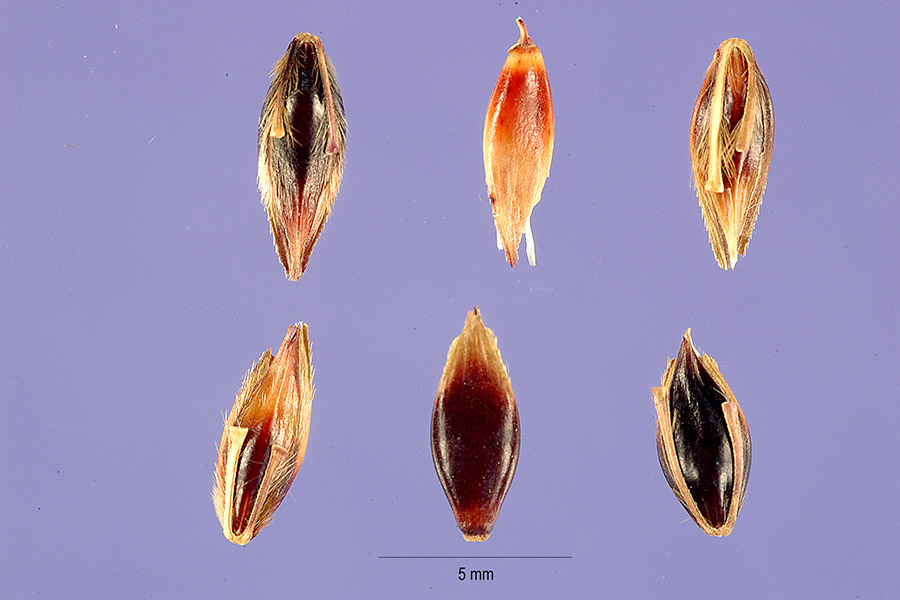
Körner Details

### Teff(Zwerghirse)

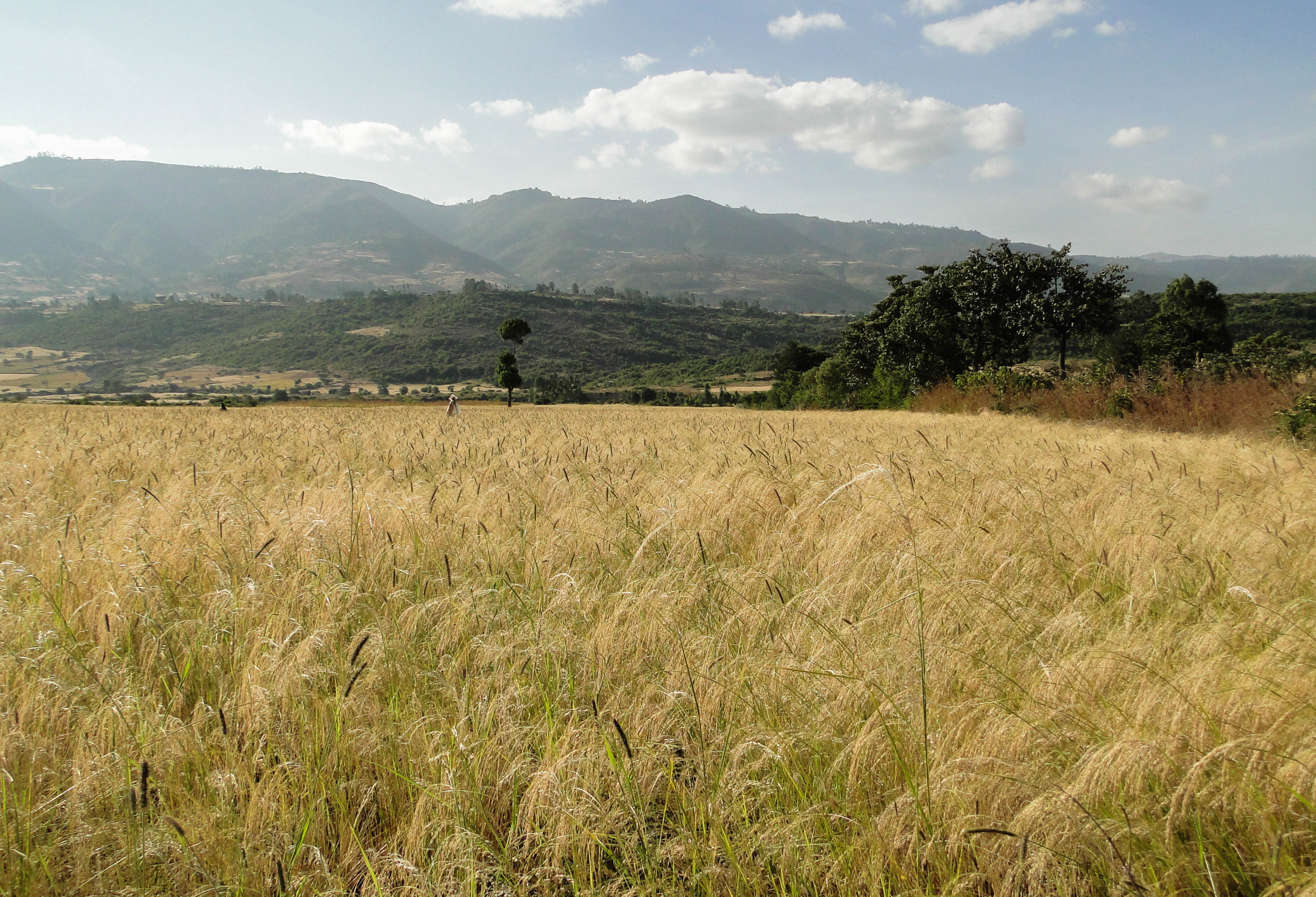
Feld
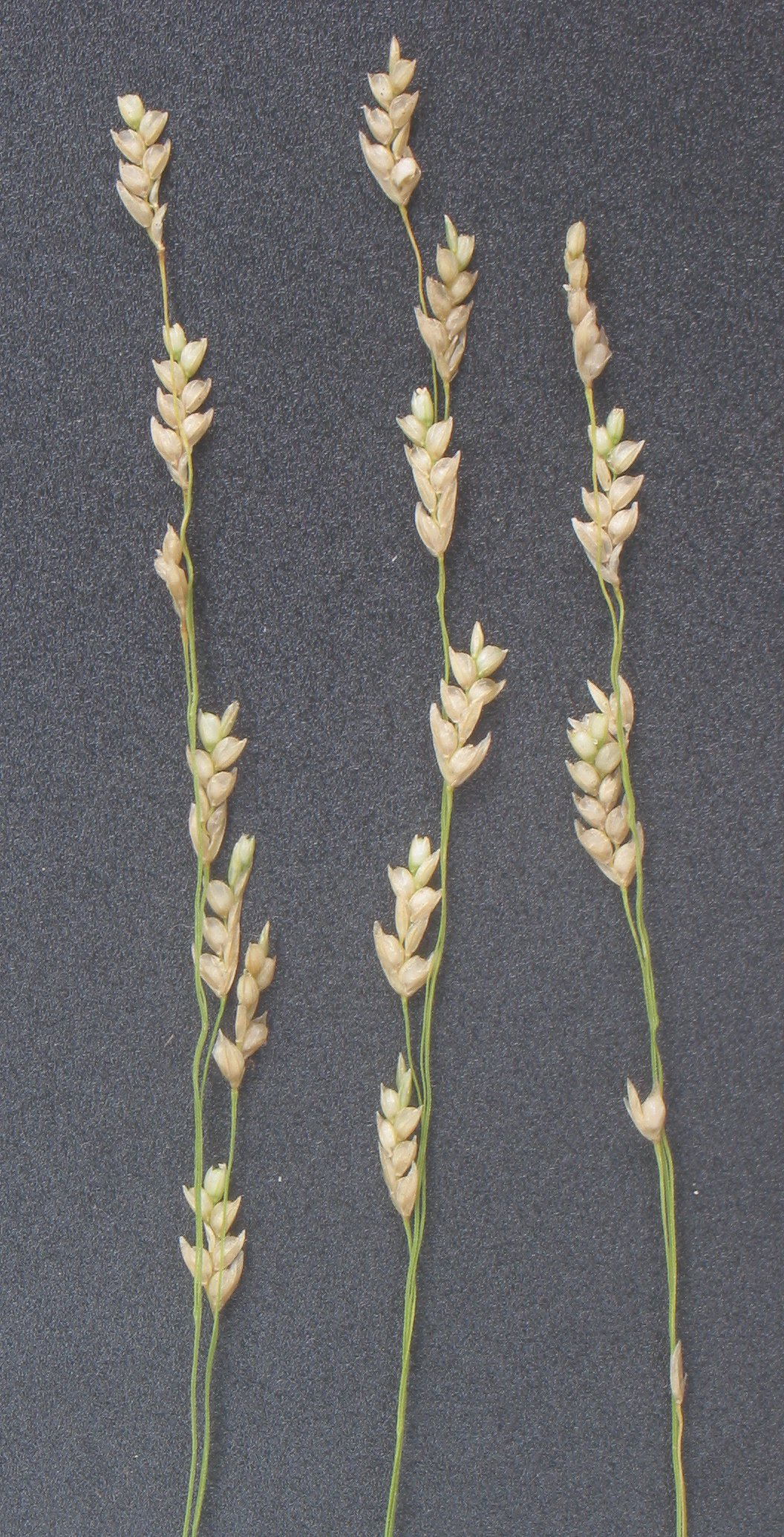
Rispen
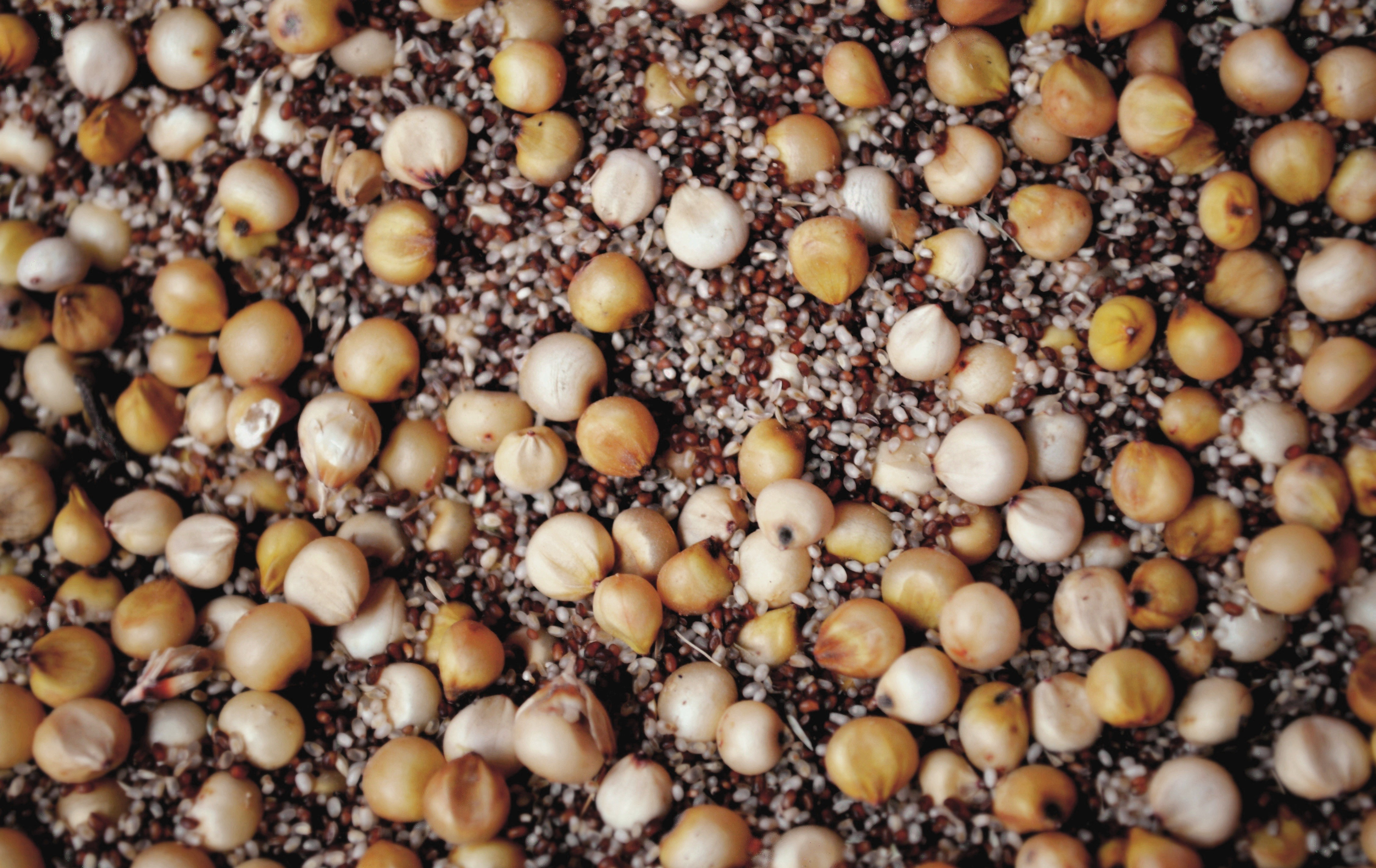
Körner (die kleineren; die großen sind Sorghumkörner)

## Indisches Reisgras
Indisches Reisgras (Oryzopsis hymenoides), Markenname Montina

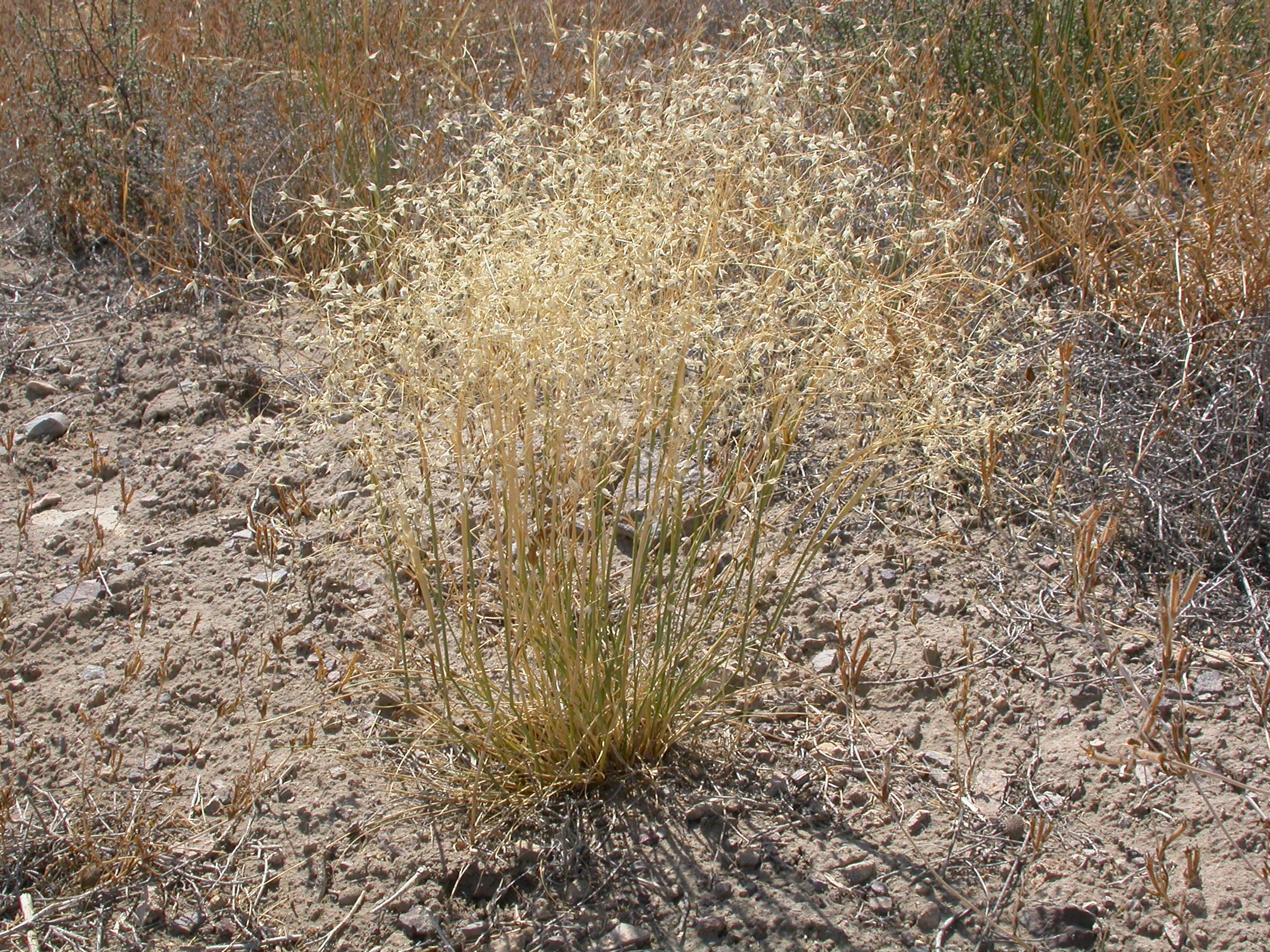
Feld
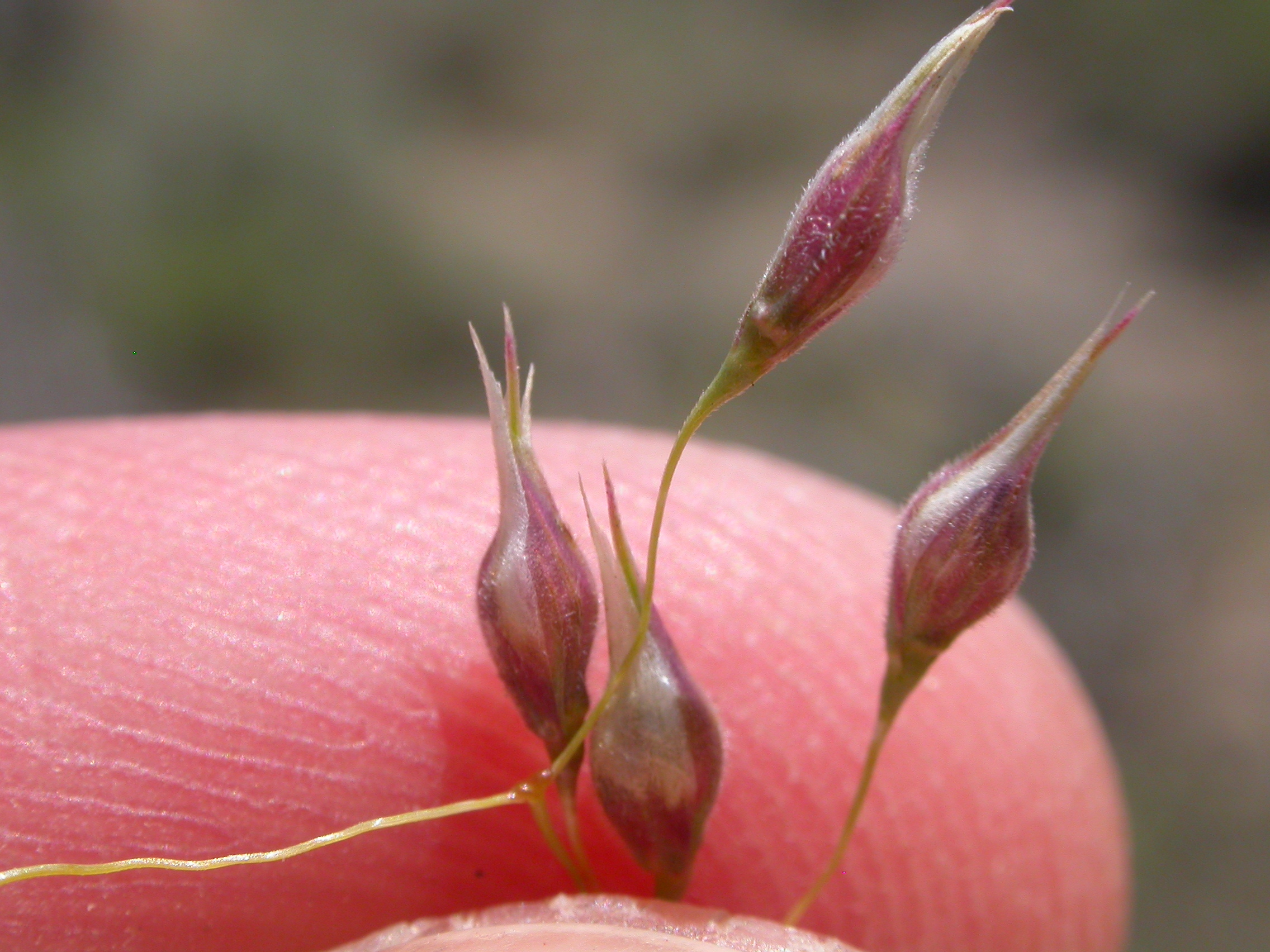
Körner

## Mais

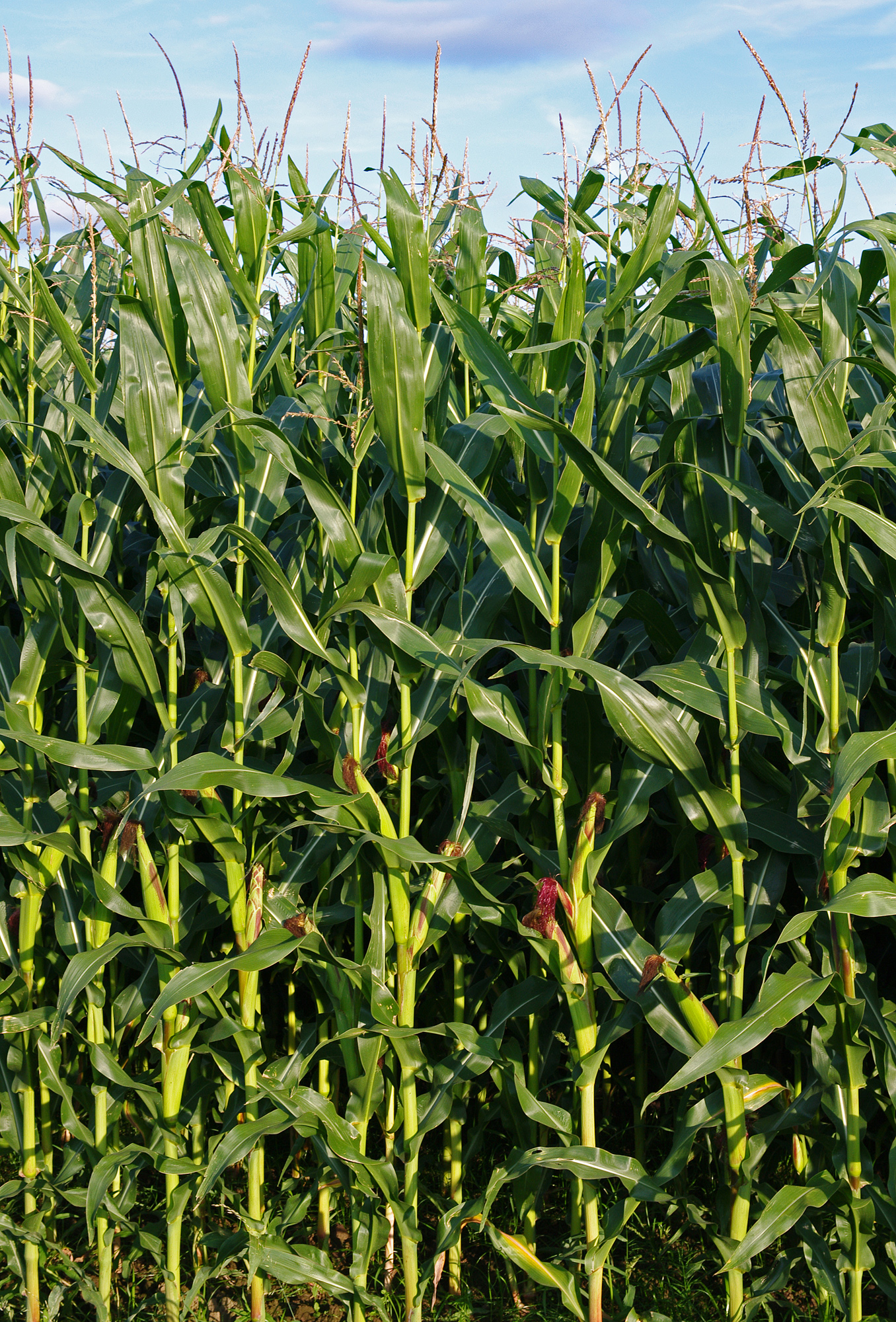
Feld
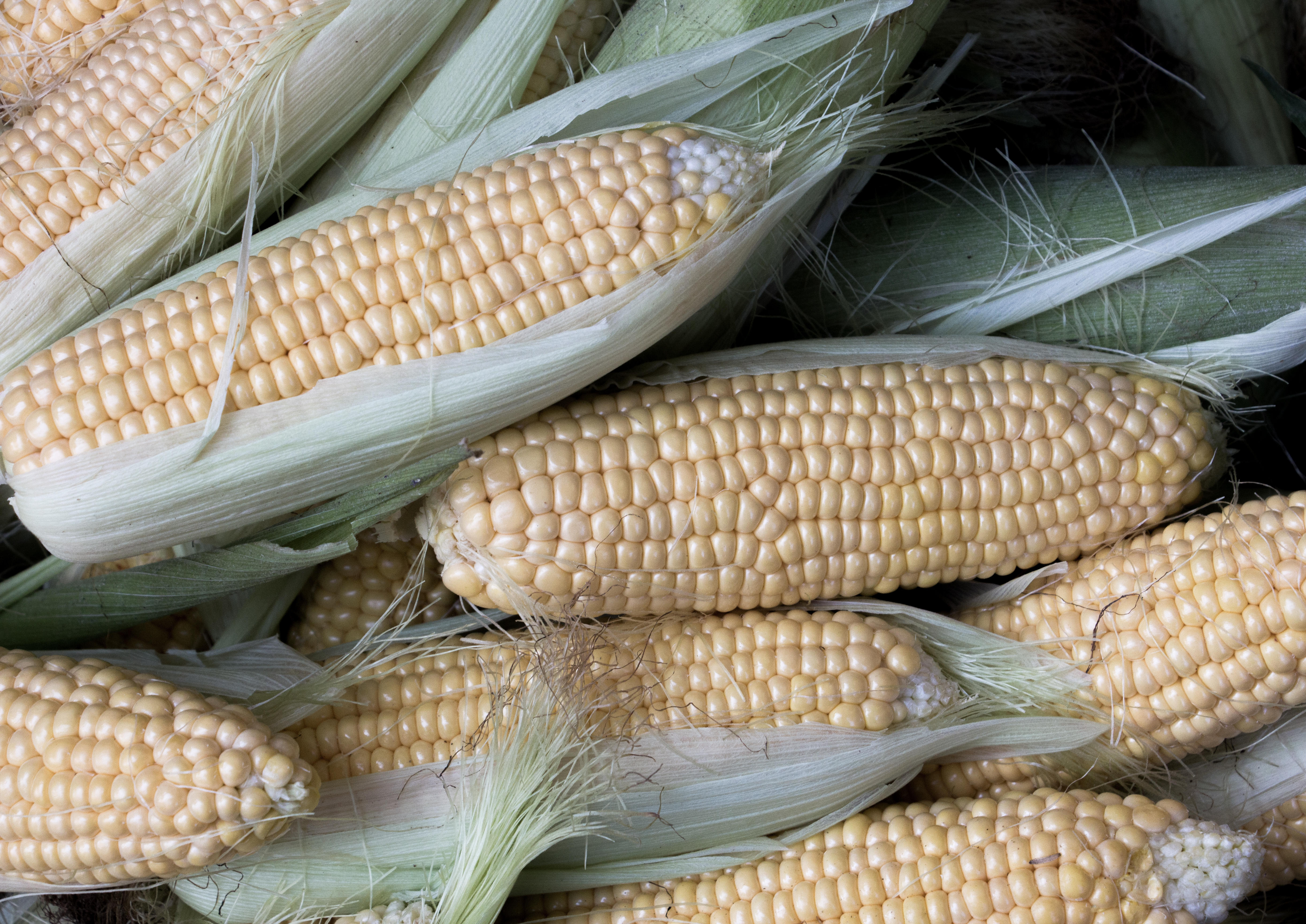
Kolben
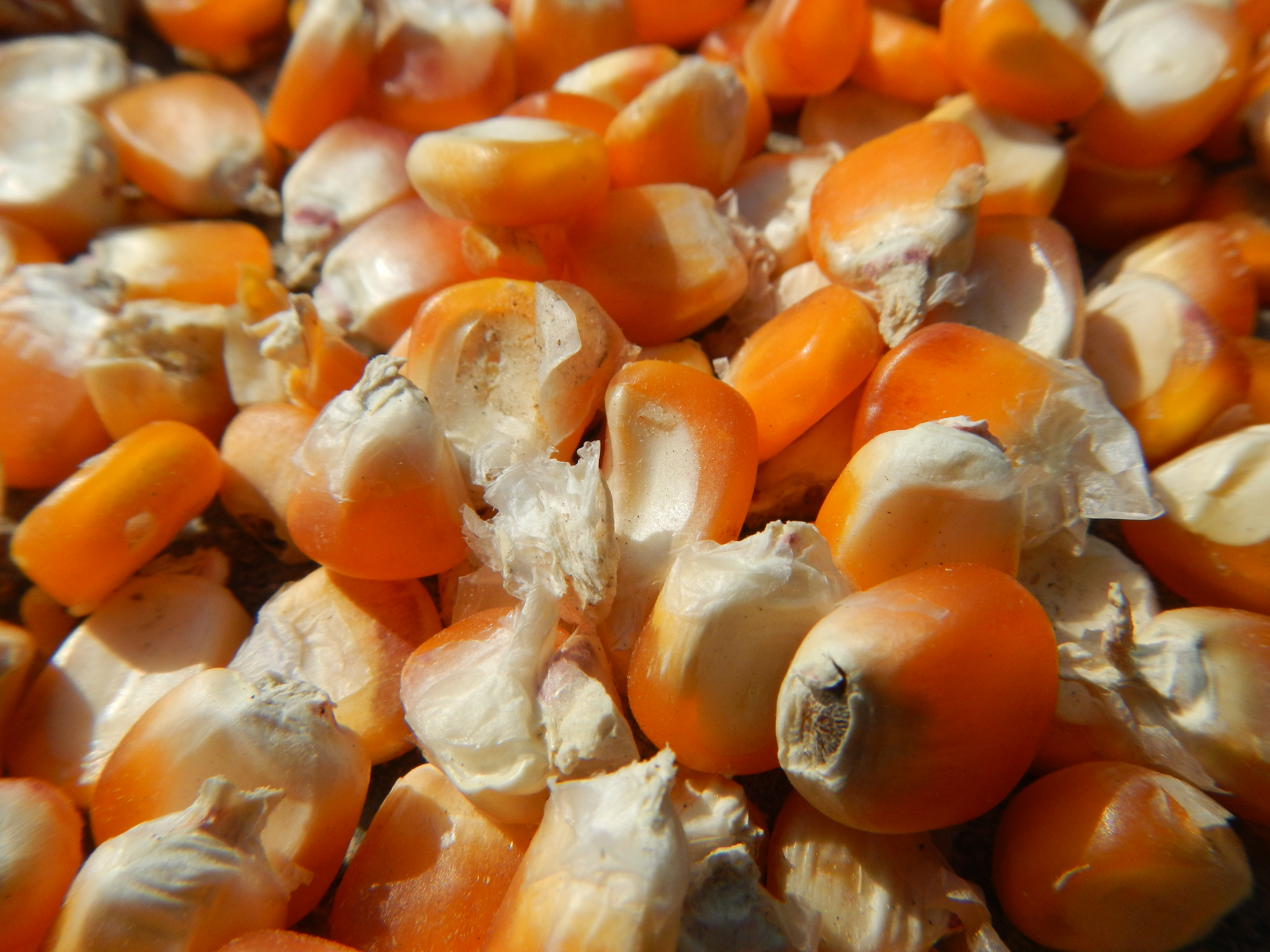
Körner

## Reis

### Langkornreis
Langkornreis (Oryza sativa ssp. indica)

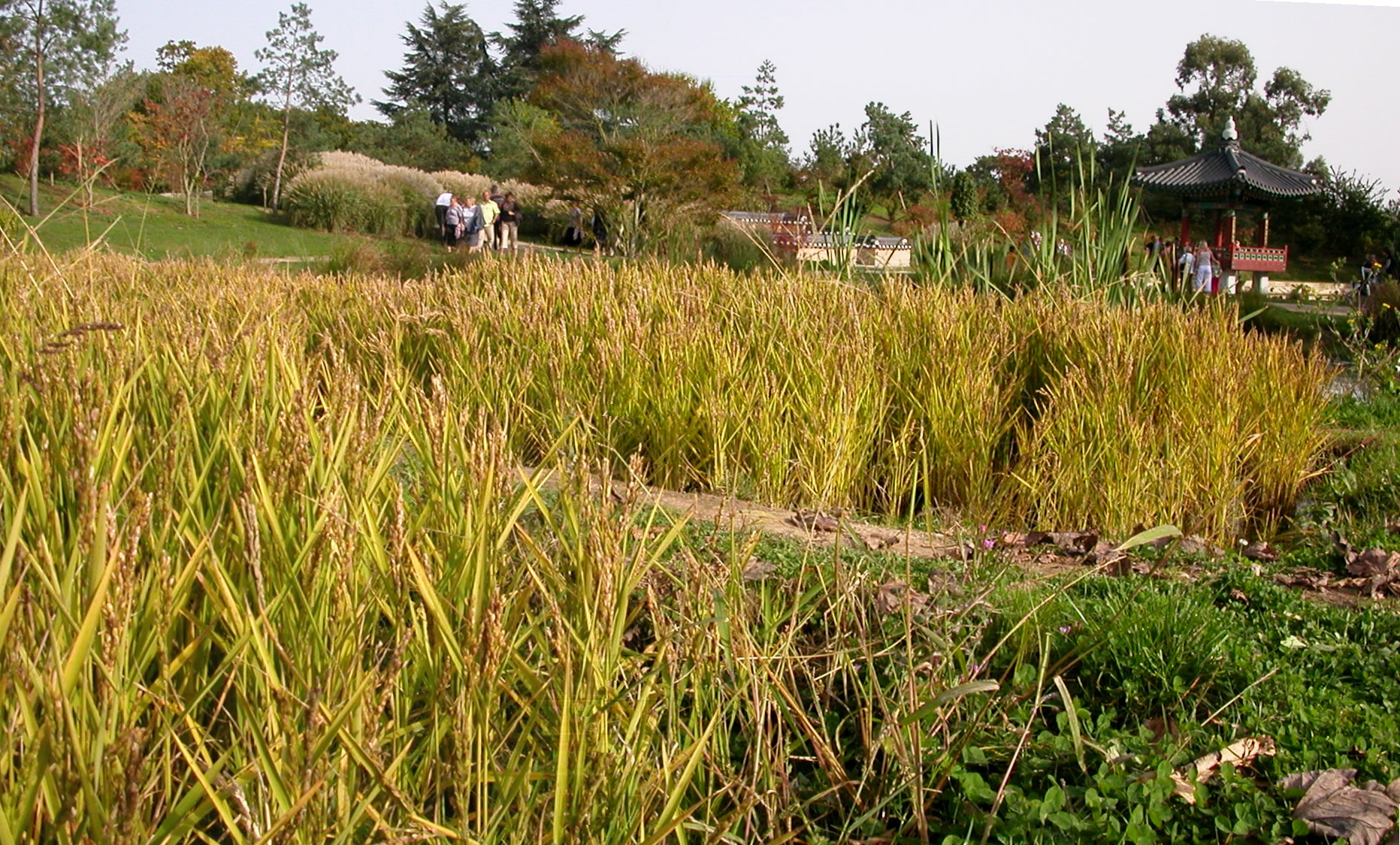
Feld
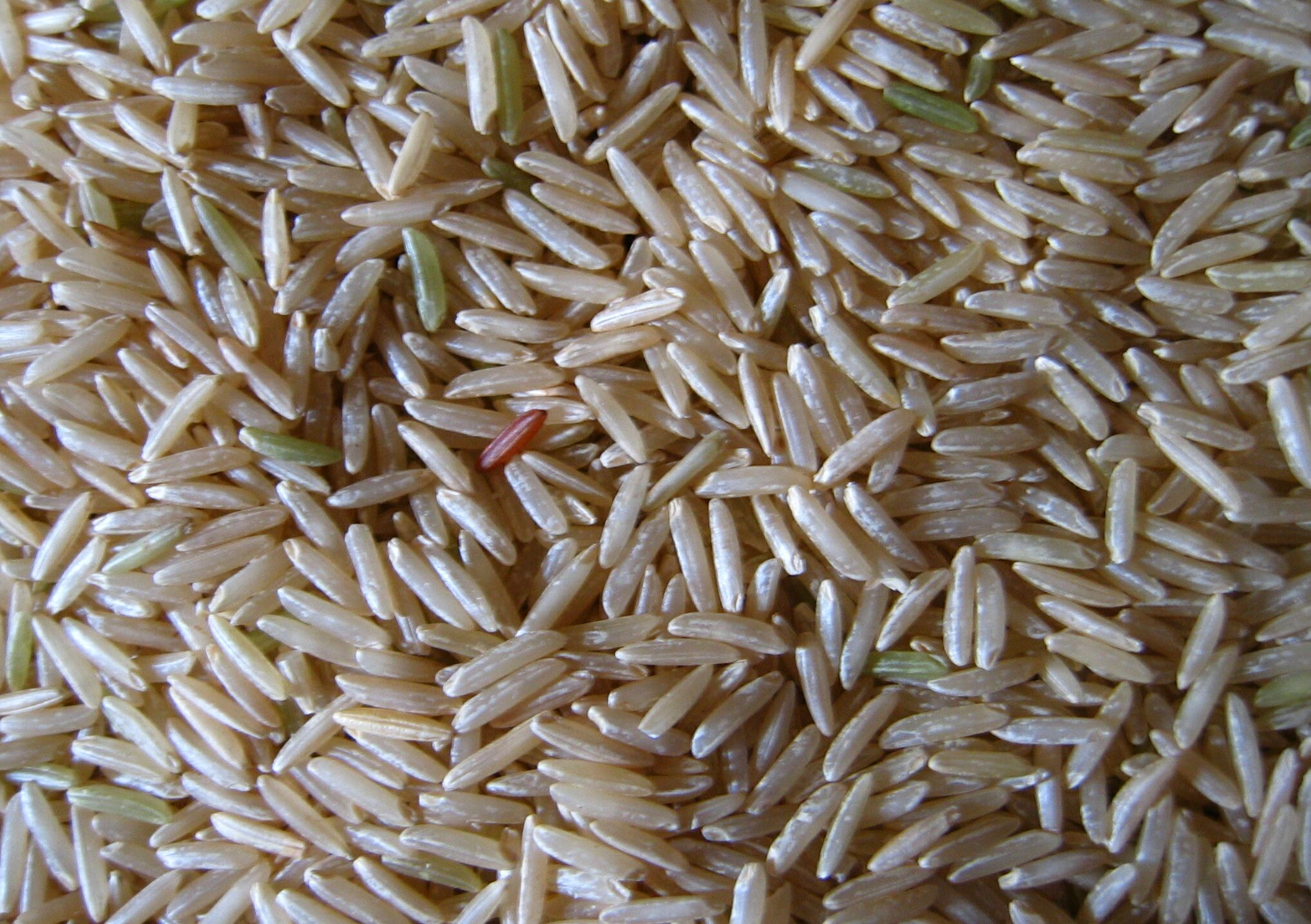
Körner

### Rundkornreis
Rundkornreis (Oryza sativa ssp. japonica)

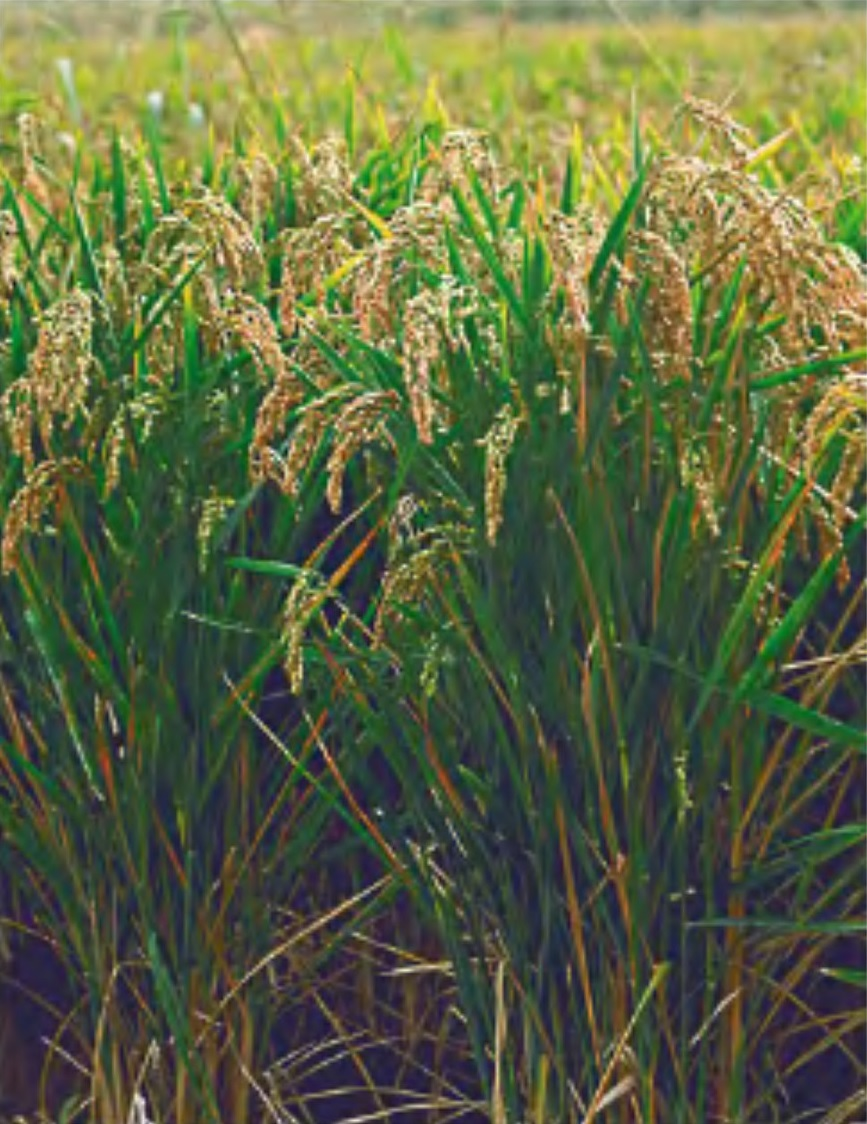
Feld
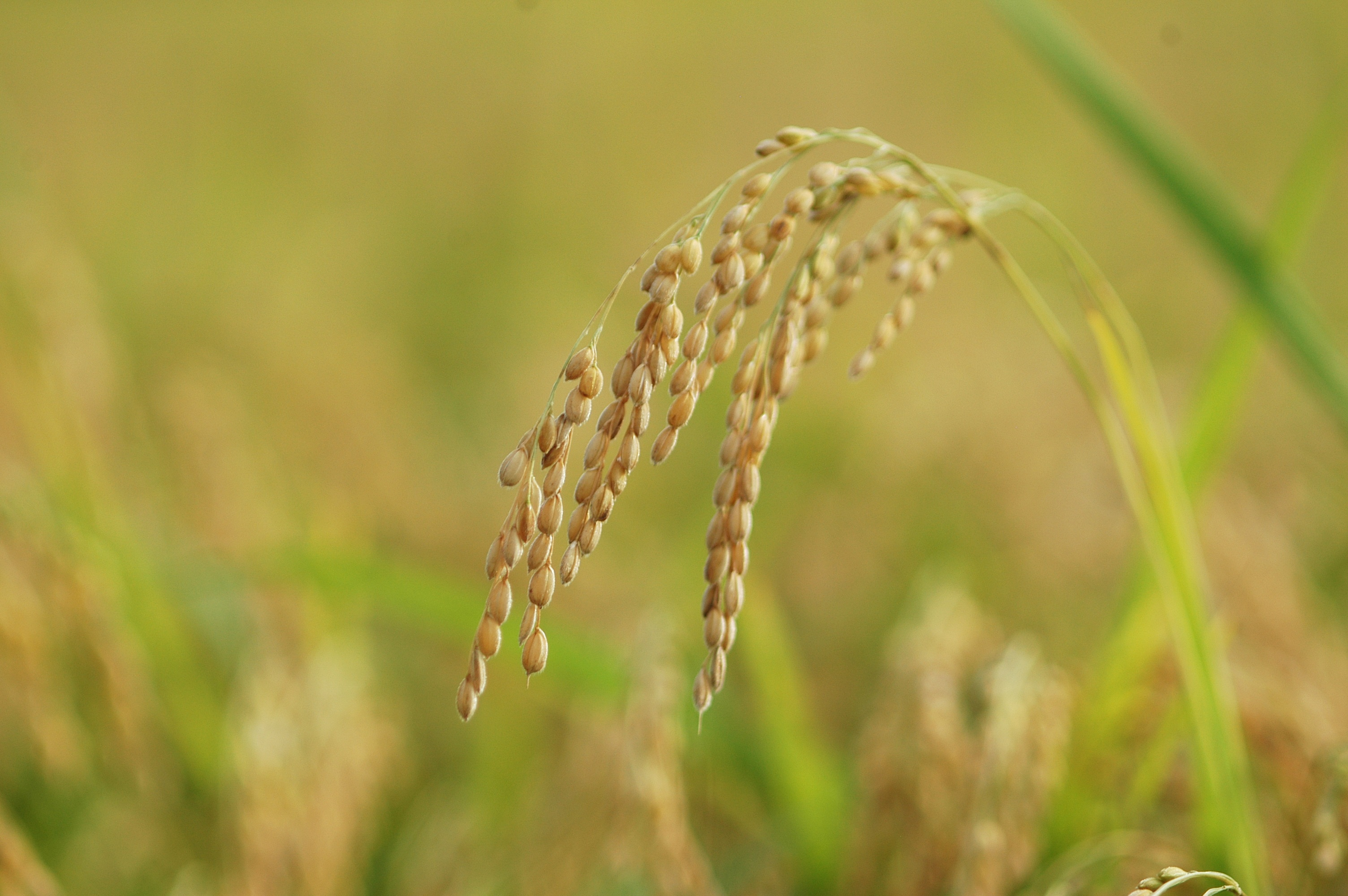
Rispe
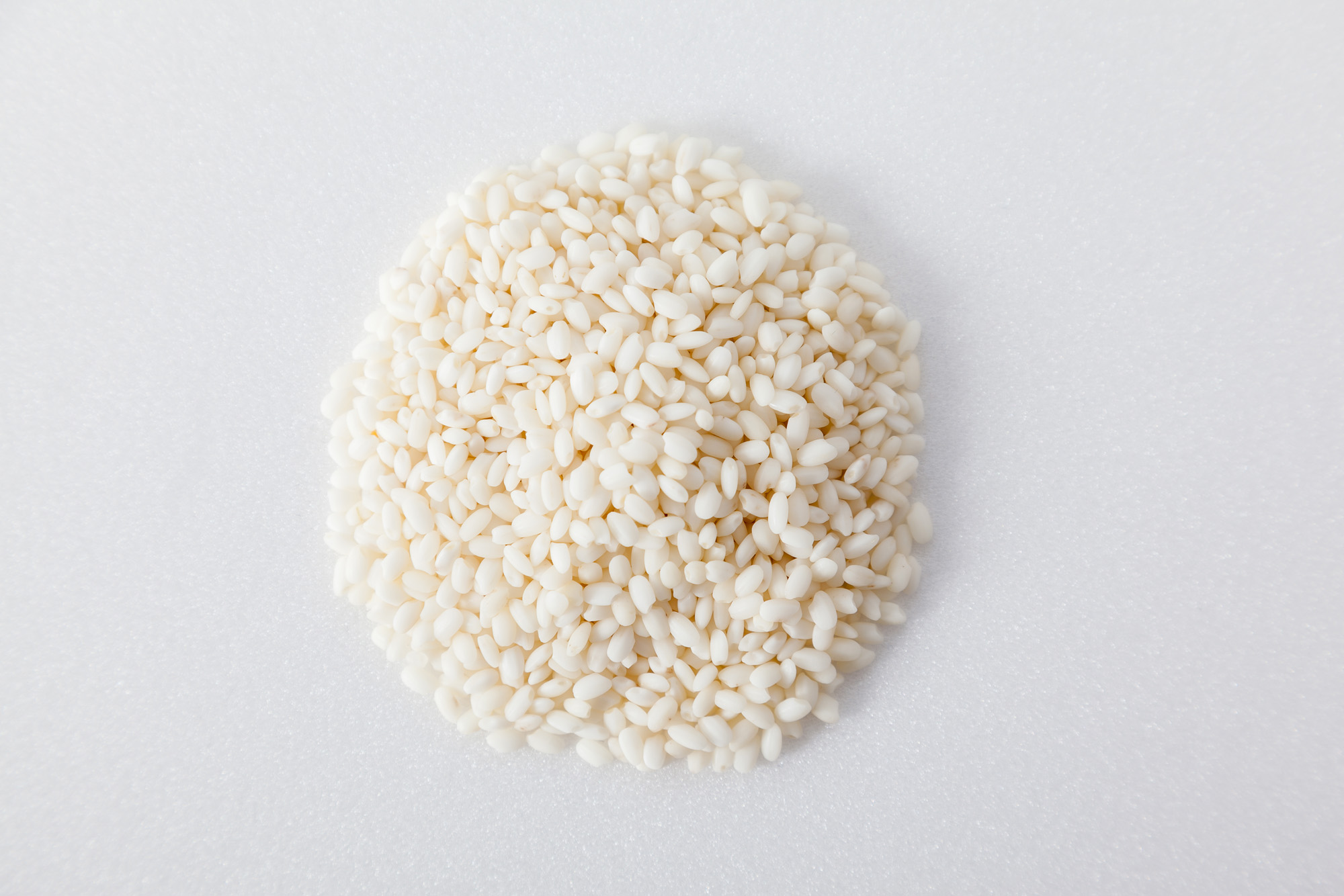
Körner

## Roggen

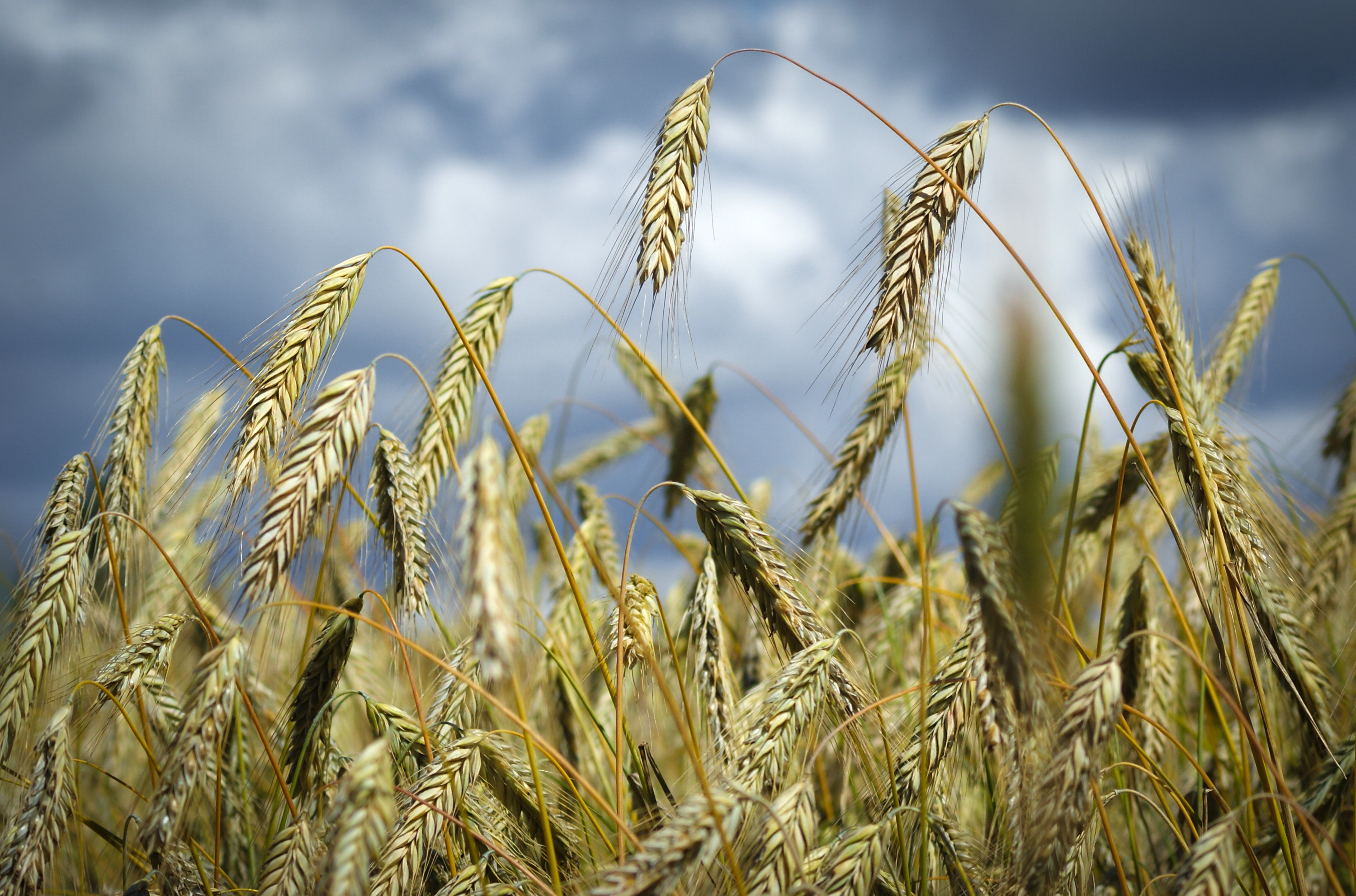
Feld
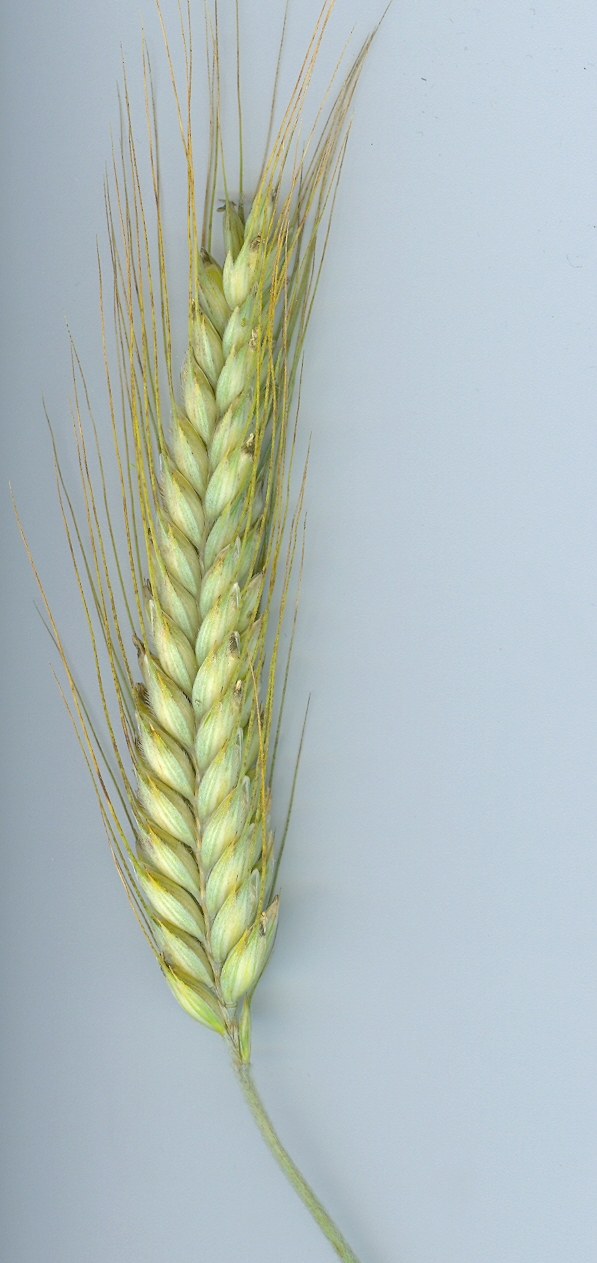
Ähre
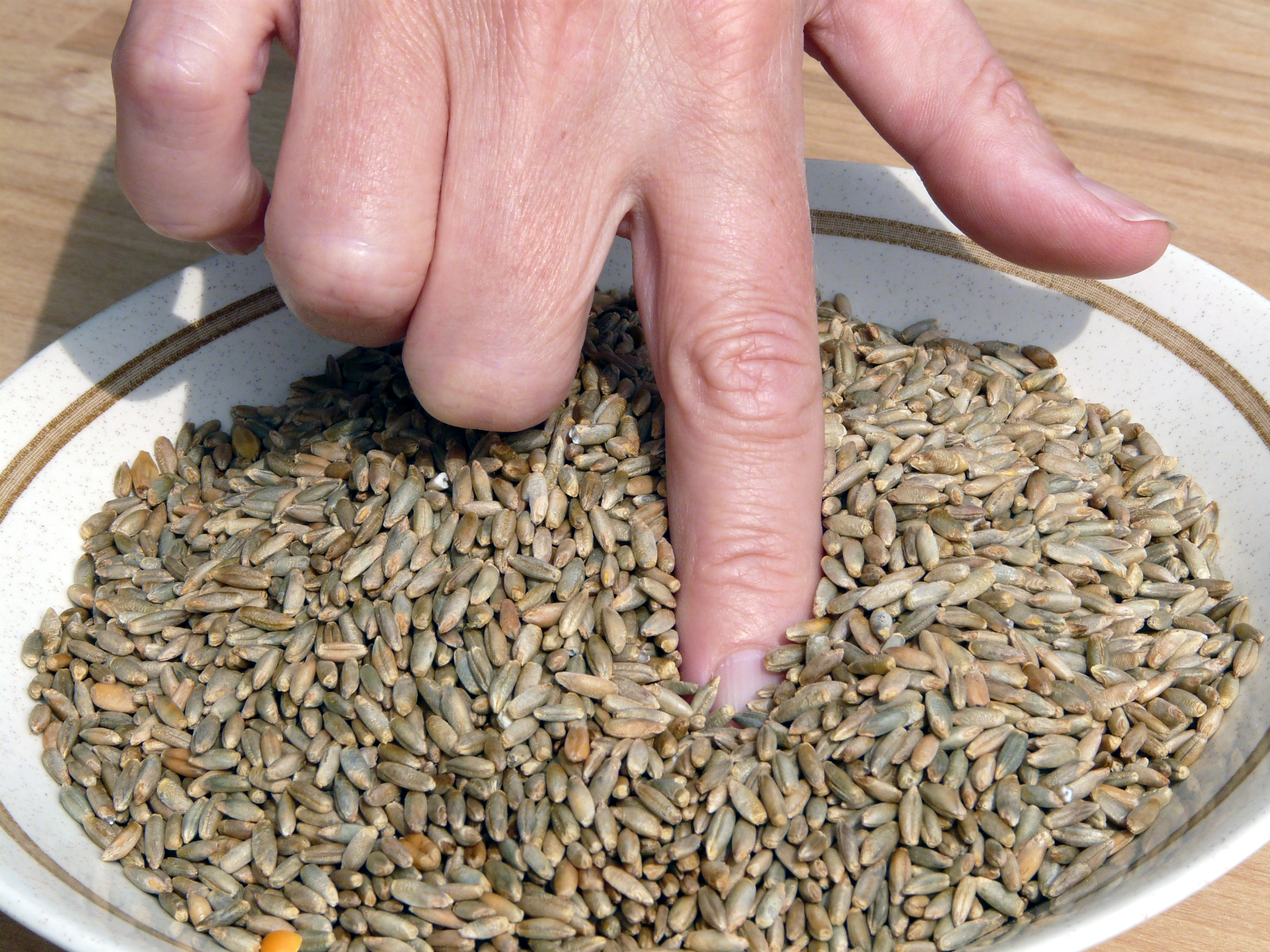
Körner

## Wasserreis(Wildreis)
Wasserreis (Zizania)

### Zizania aquatica

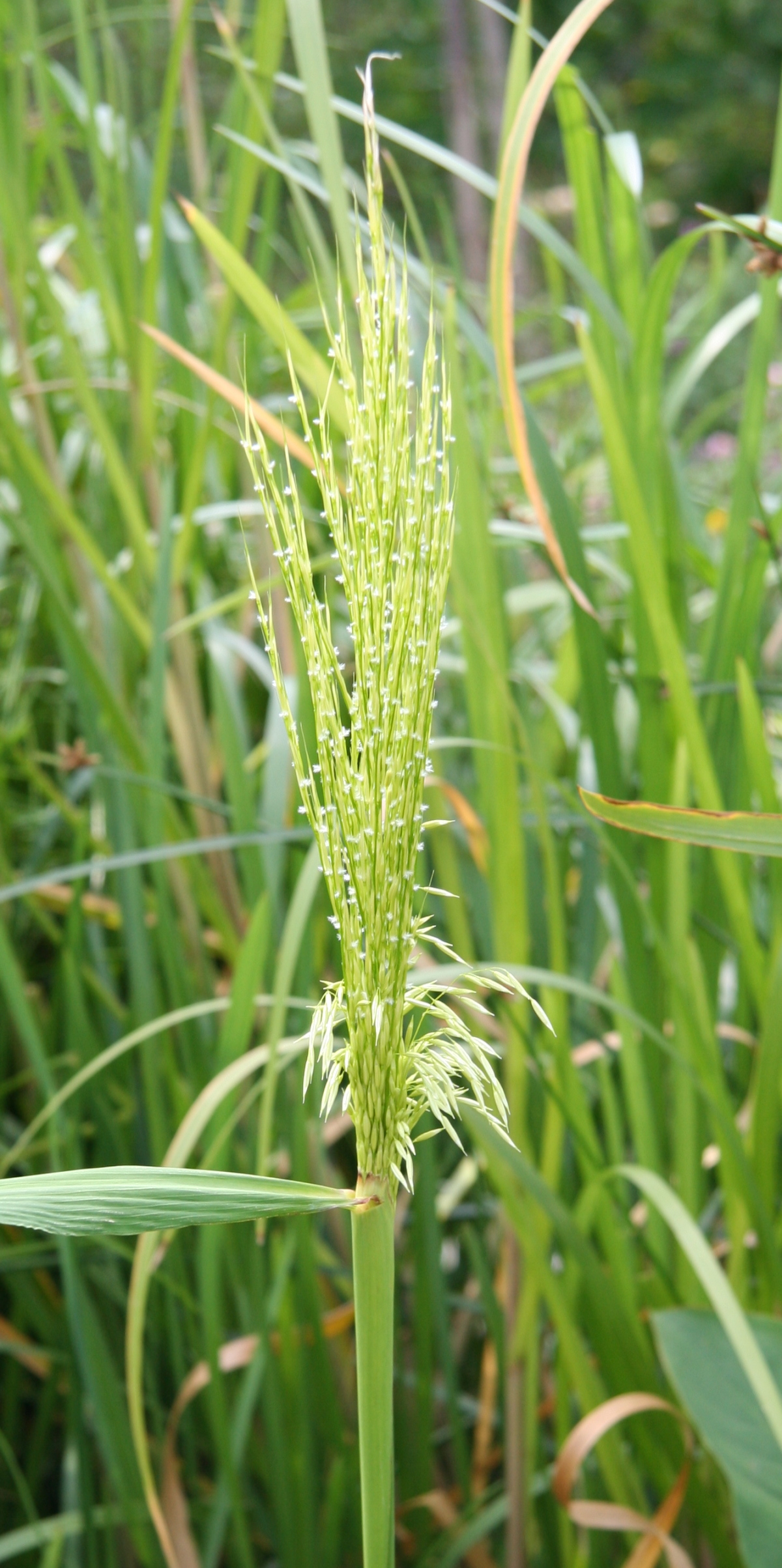
Feld
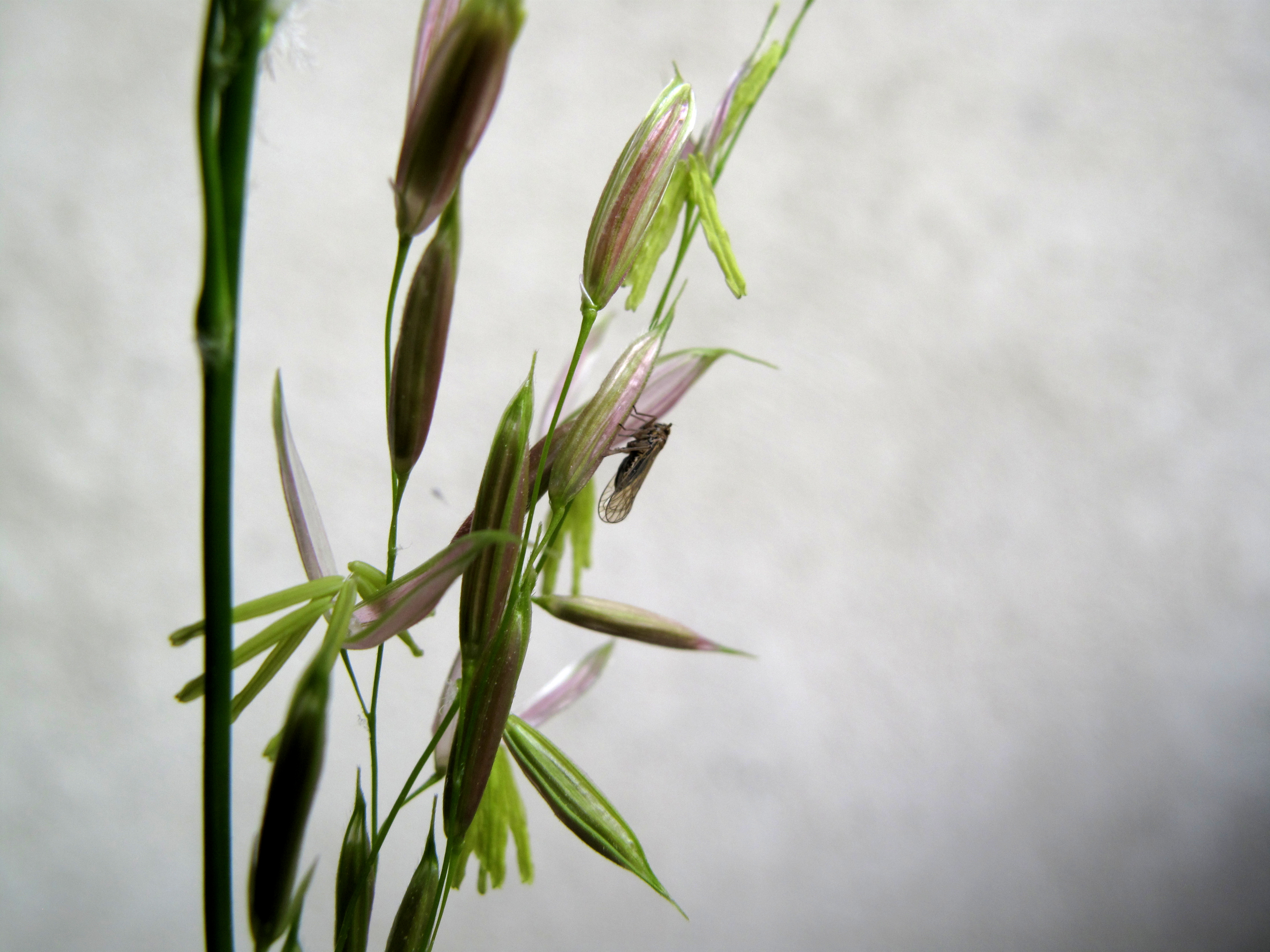
Rispe
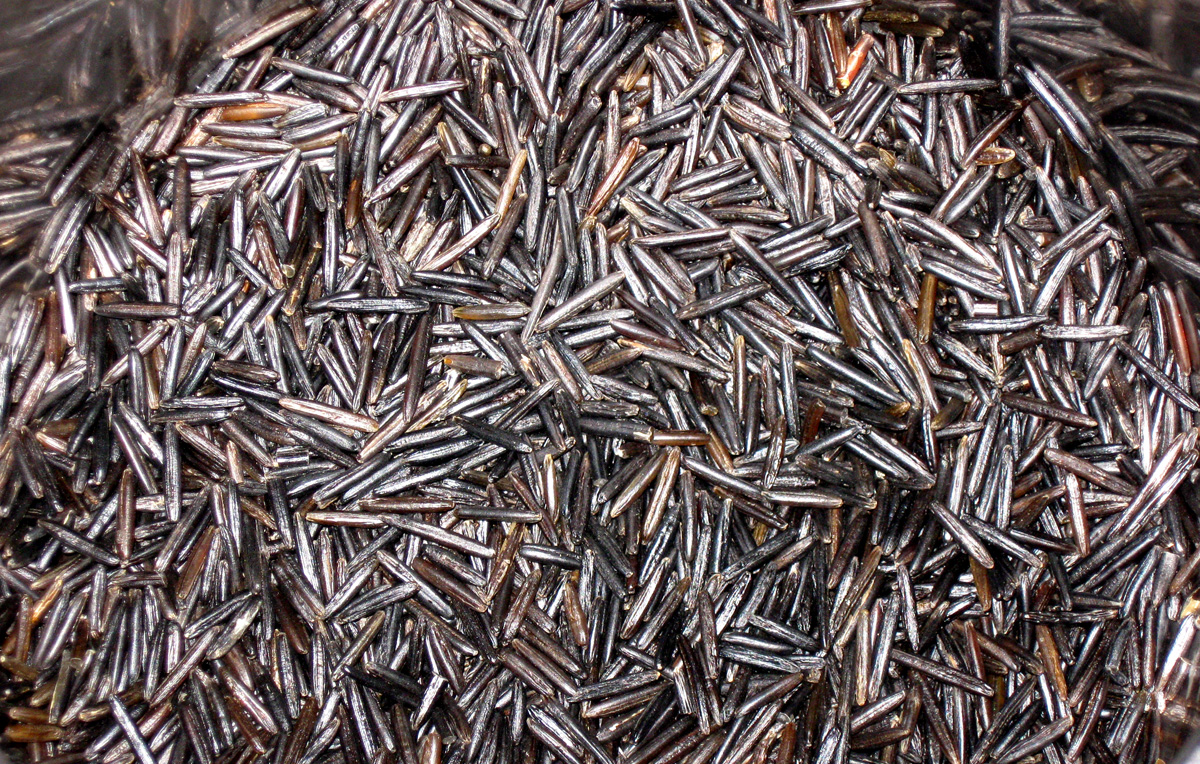
Körner

### Zizania latifolia

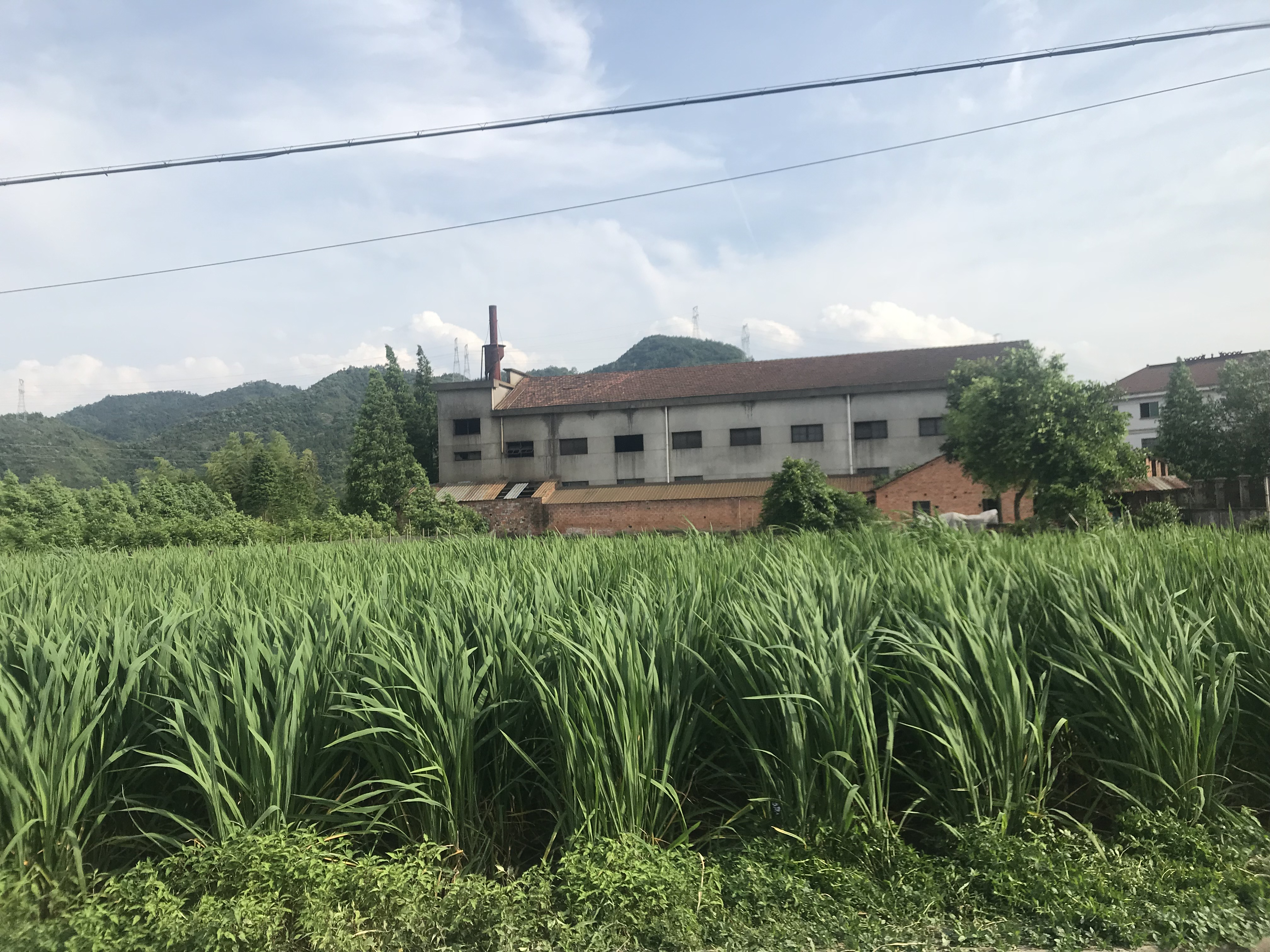
Feld

### Zizania palustris

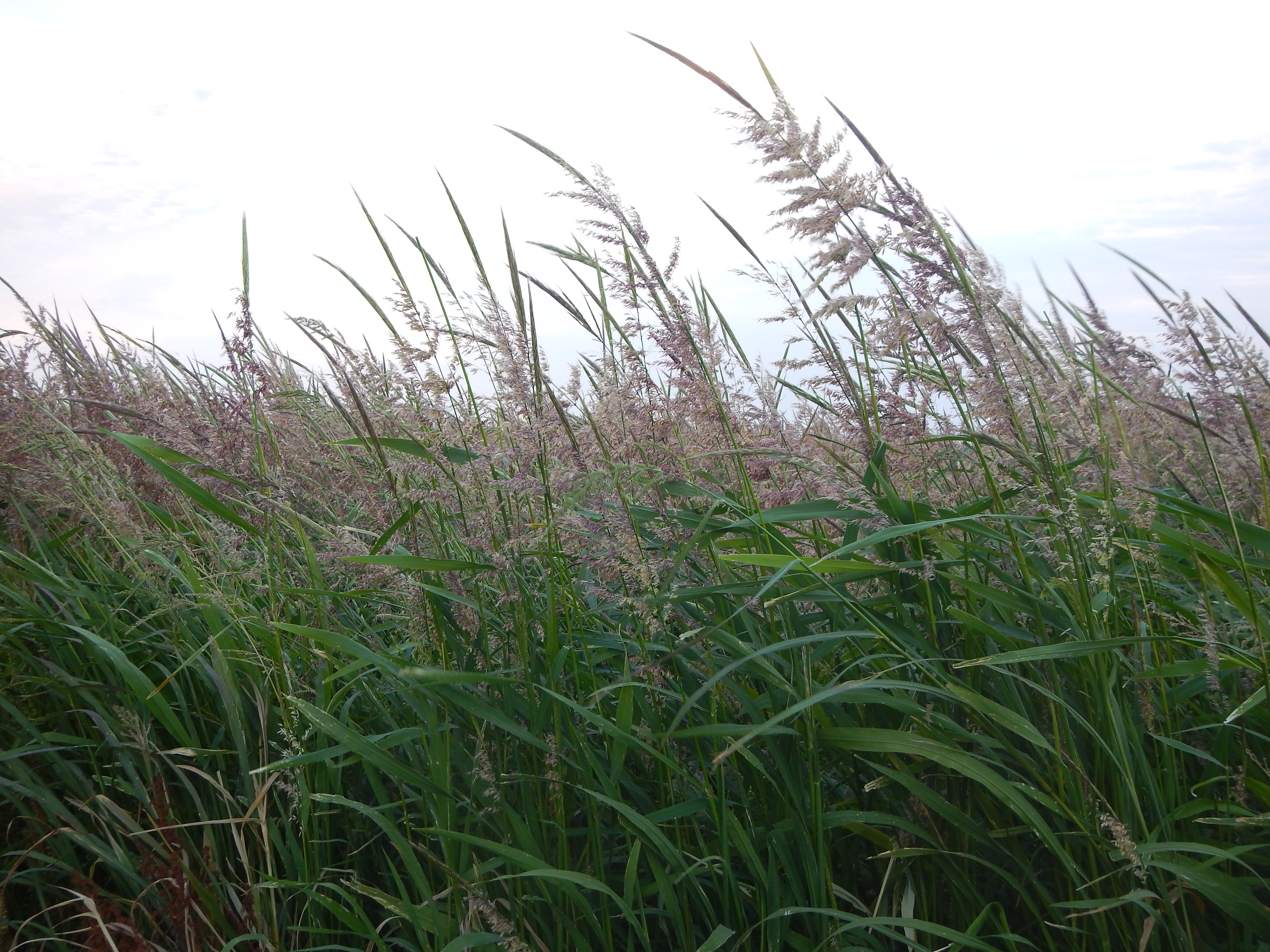
Feld
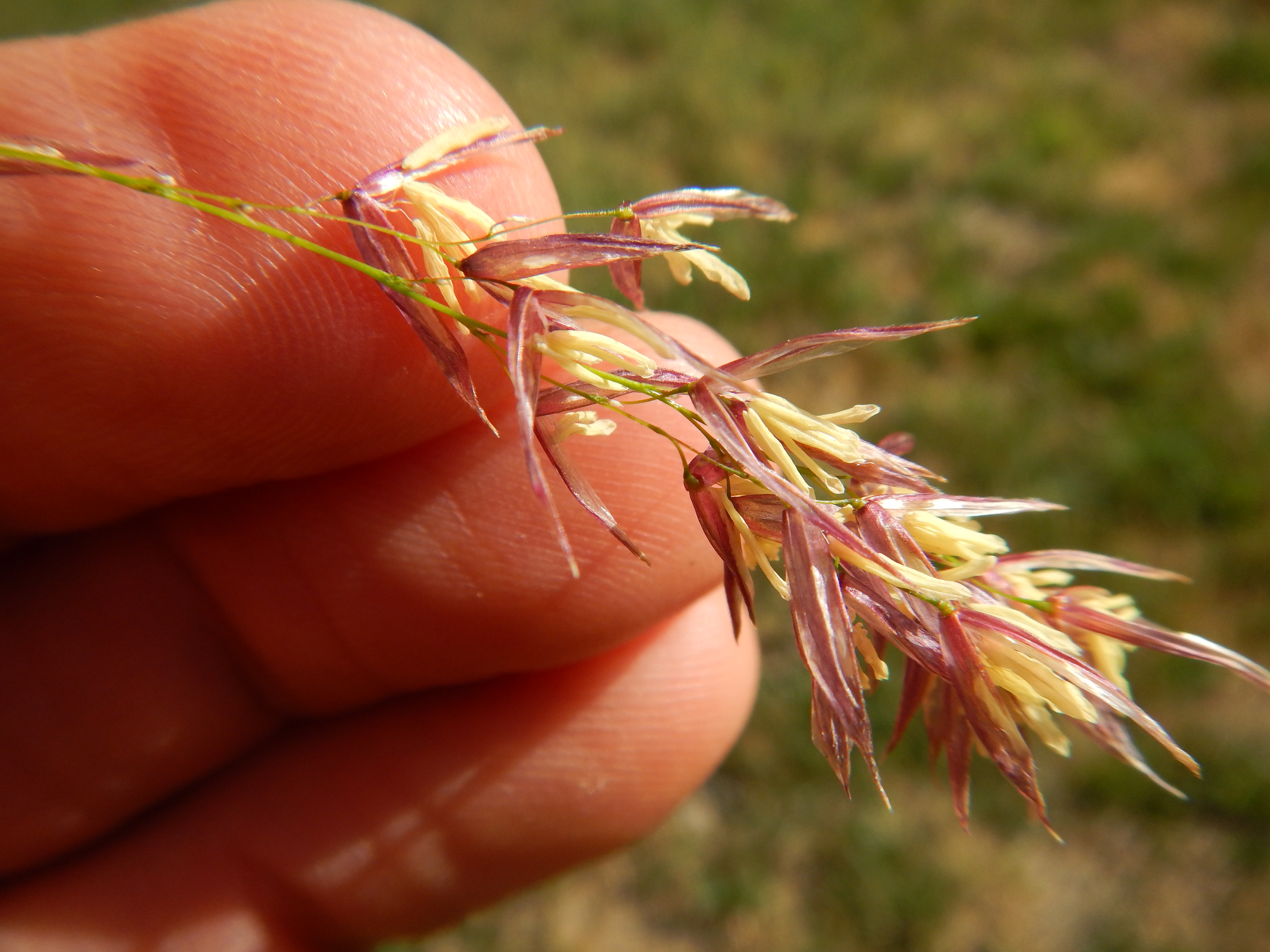
Rispe
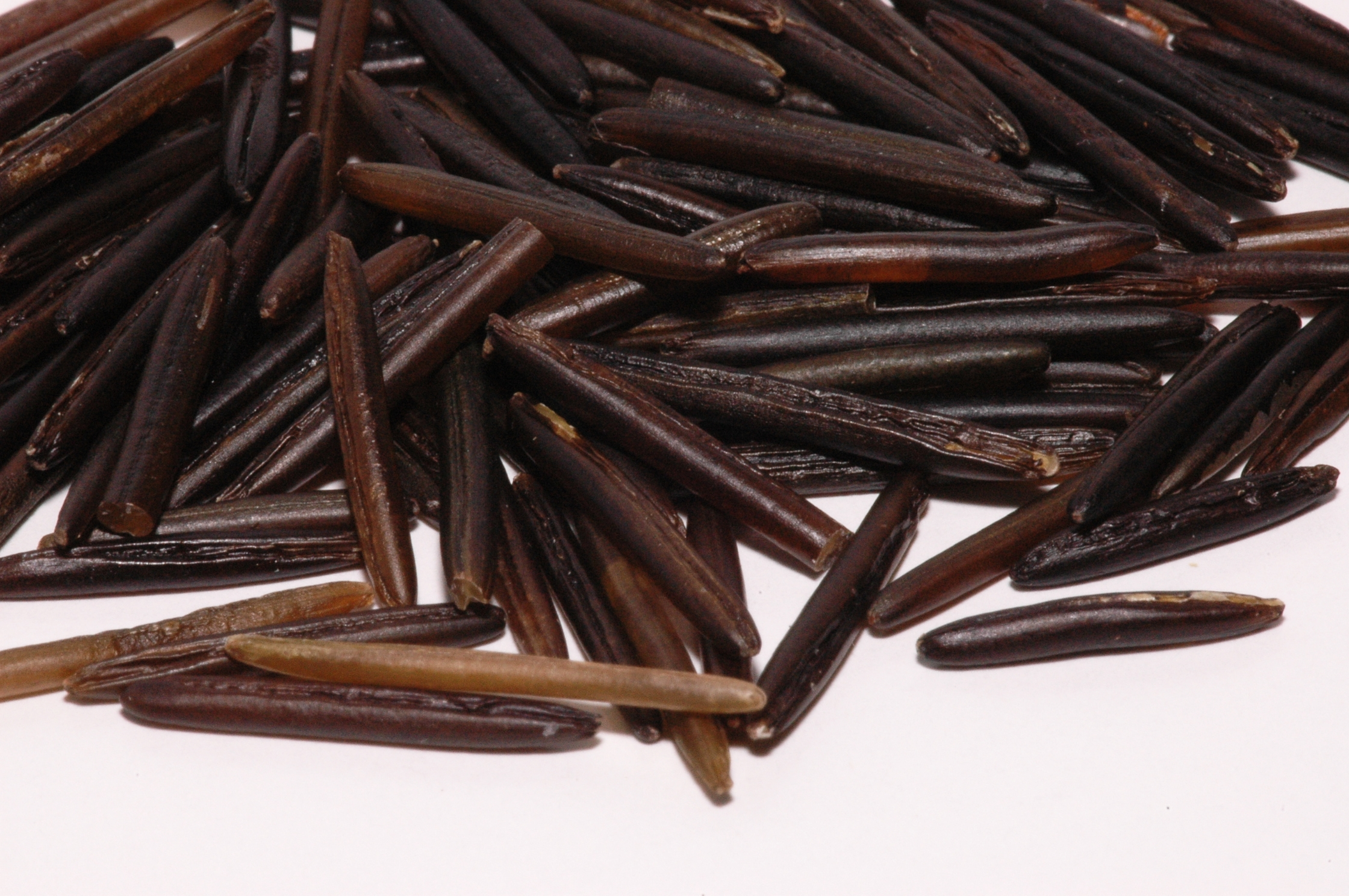
Körner. Sie werden beim Trocknen dunkel.

### Zizania texana

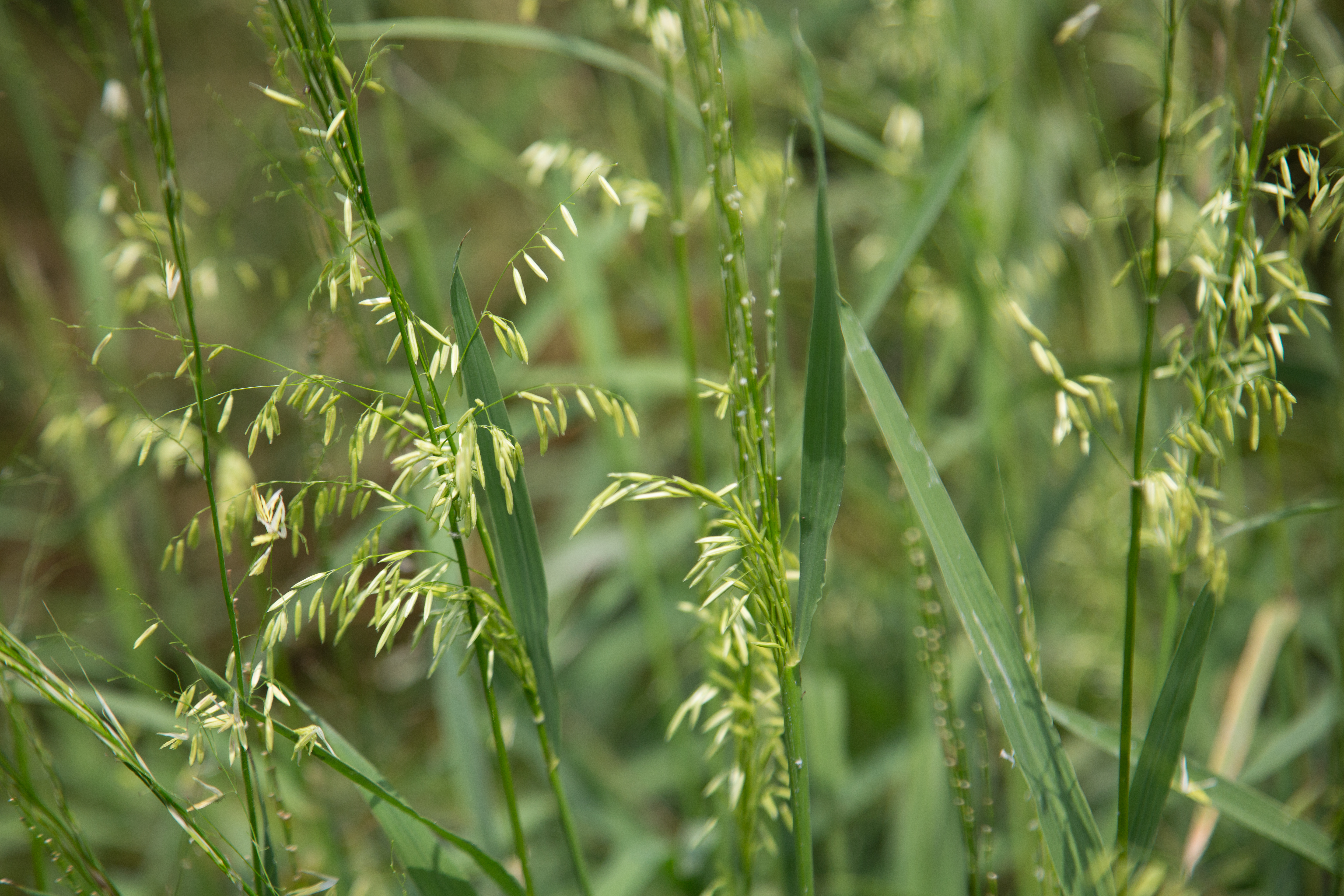
Feld
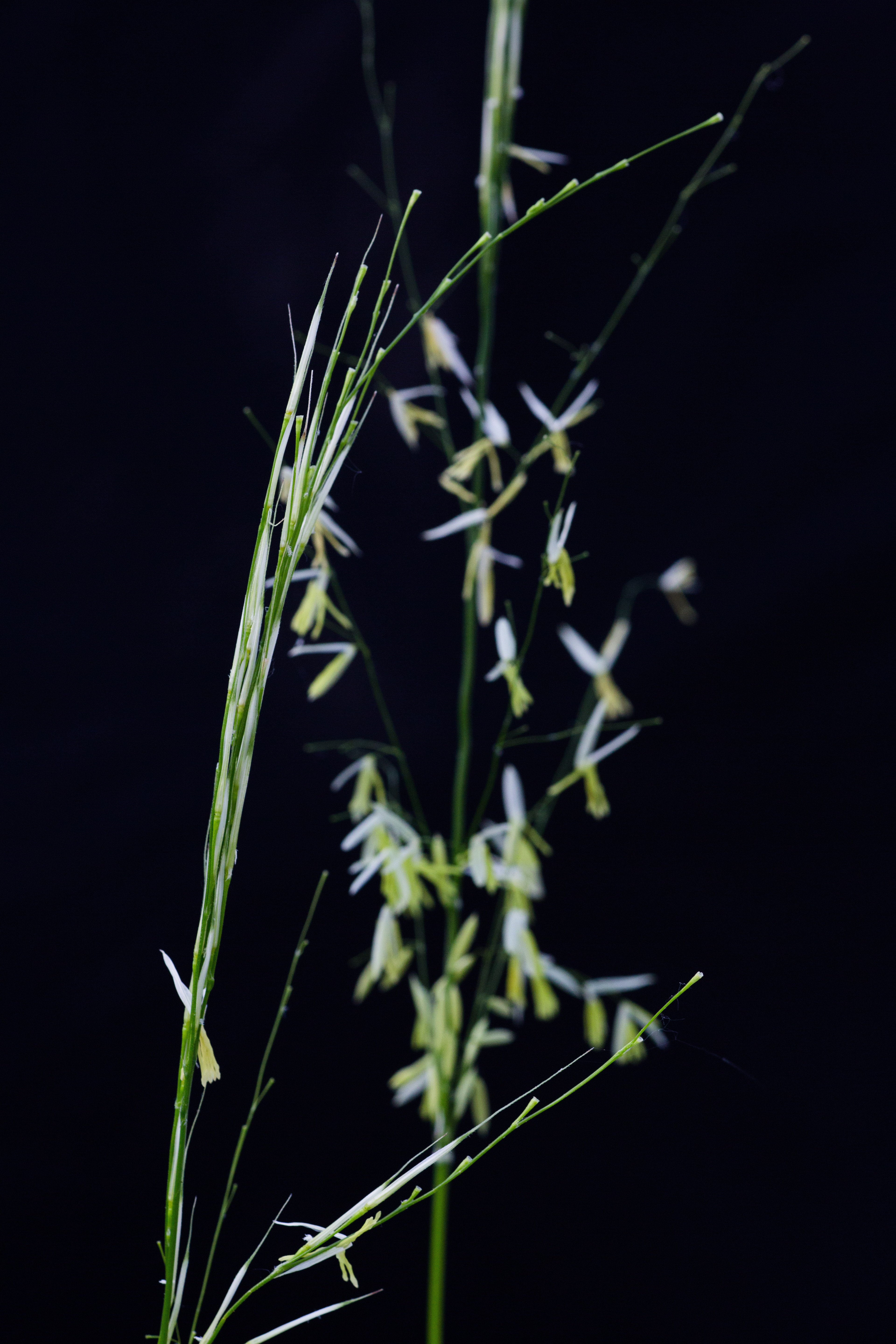
Rispe

## Weizen

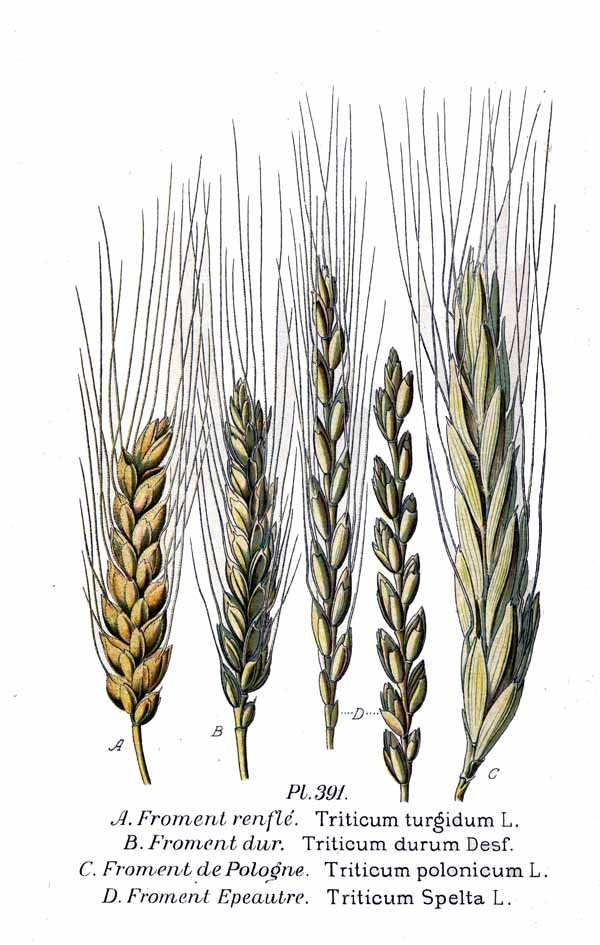
Weizenarten
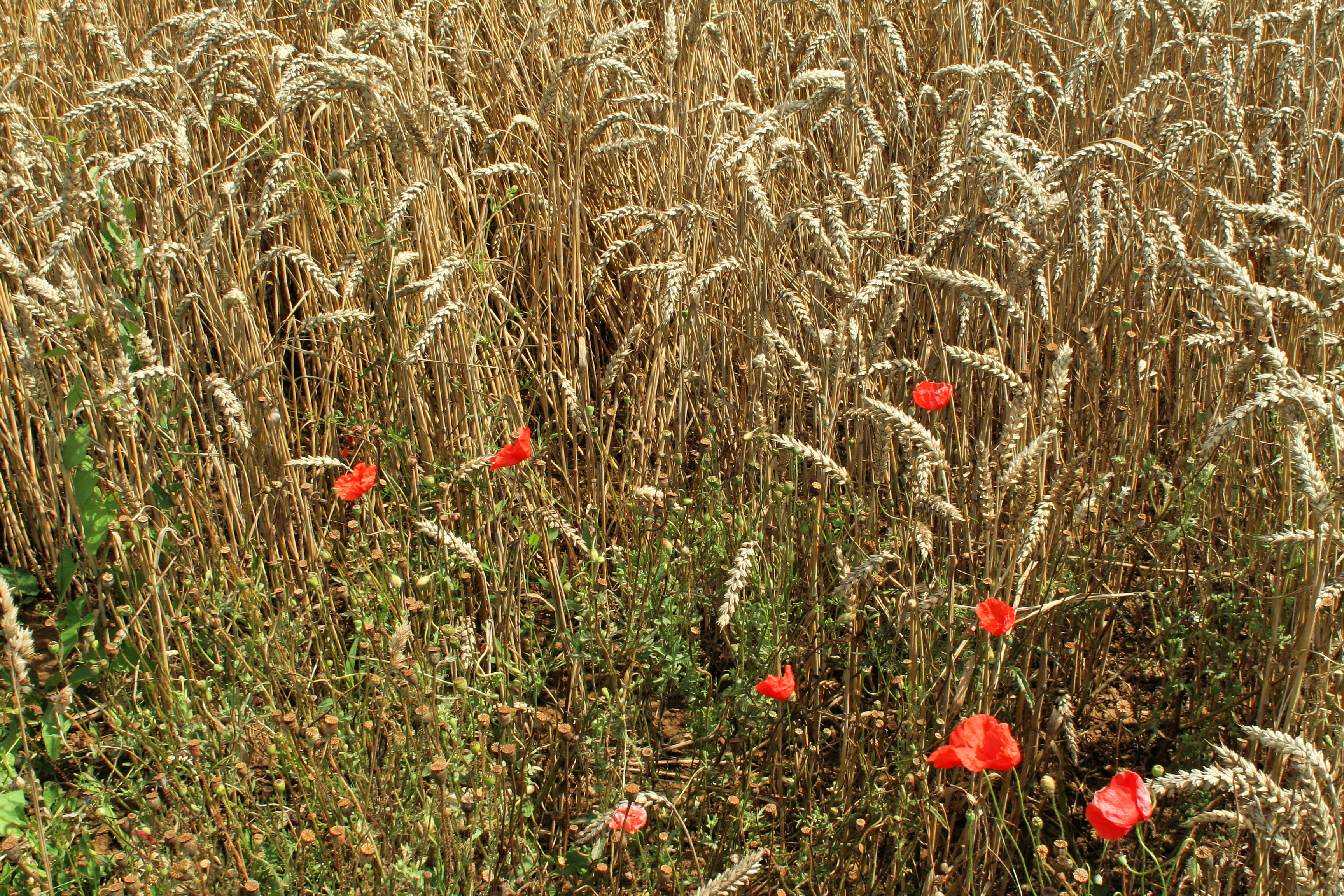
Feld
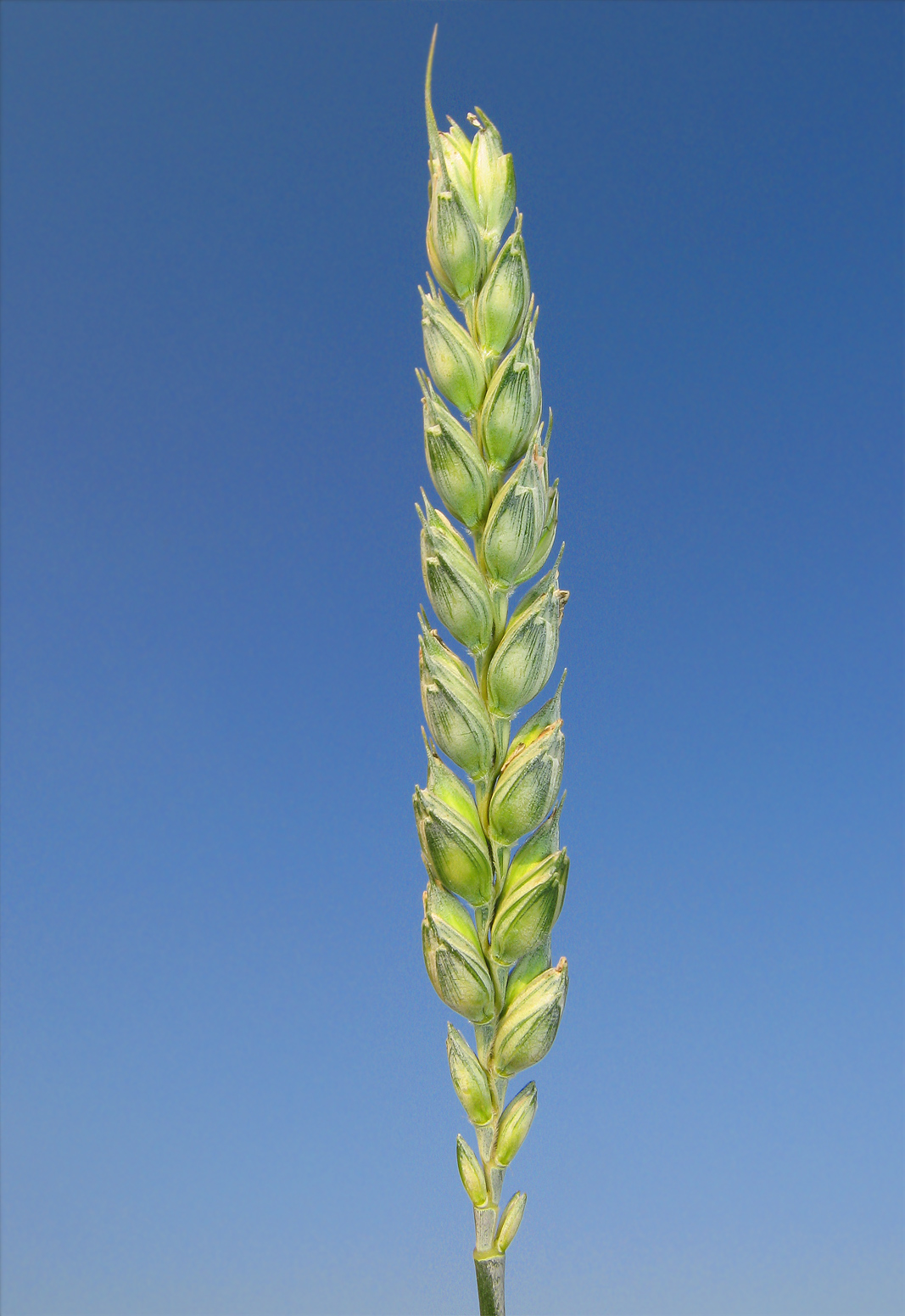
Ähre
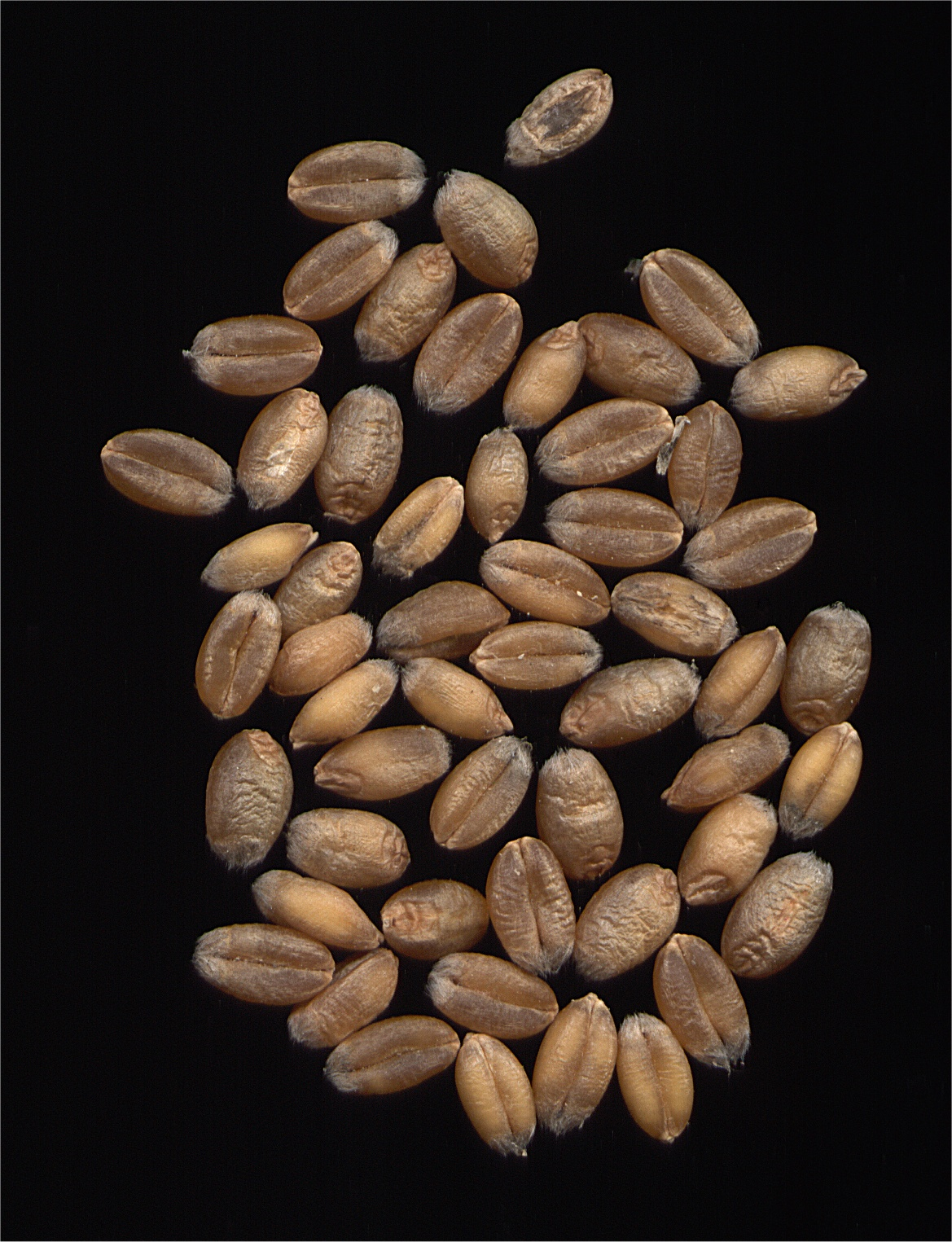
Körner

### DiploiderWeizen / Einkornreihe

#### Einkorn

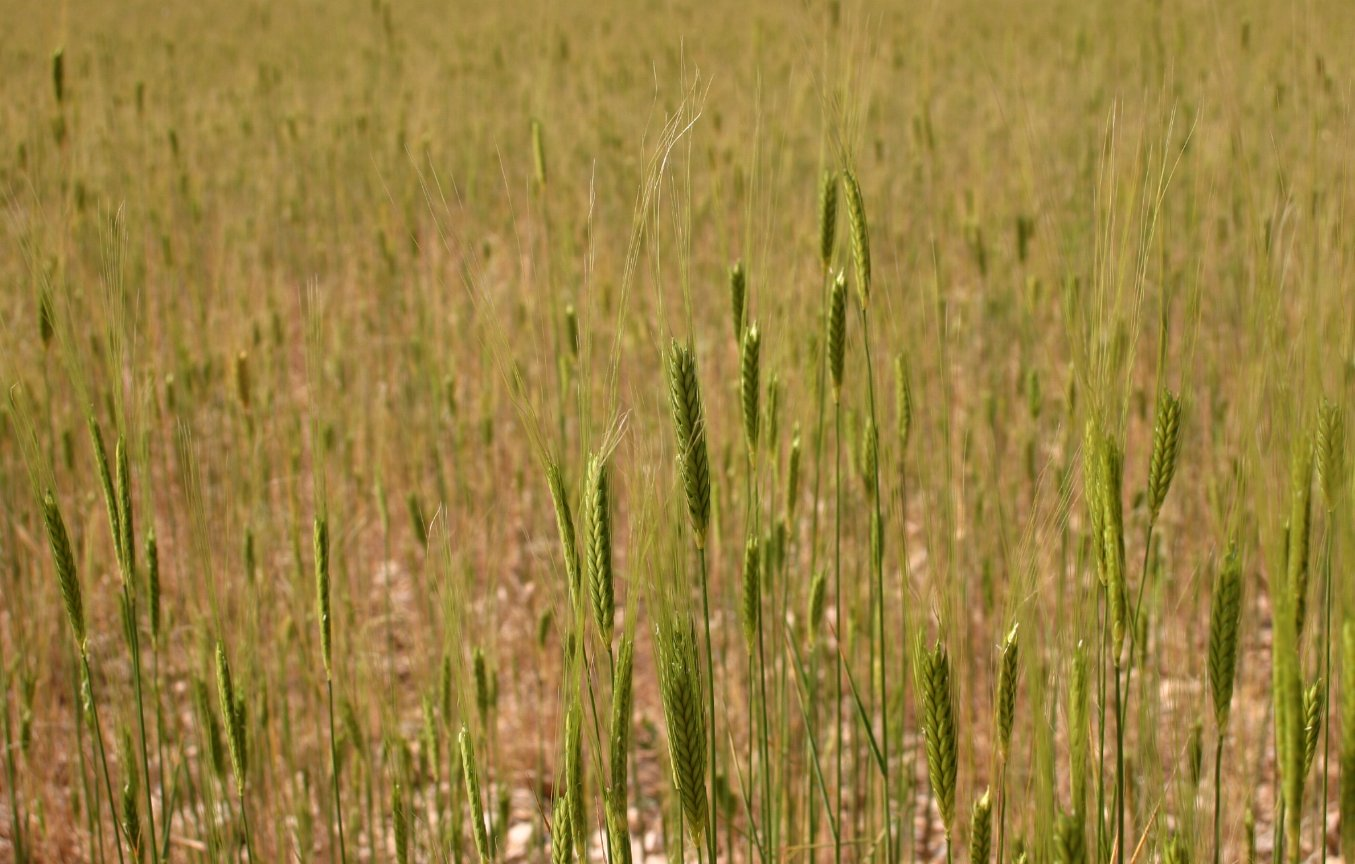
Feld
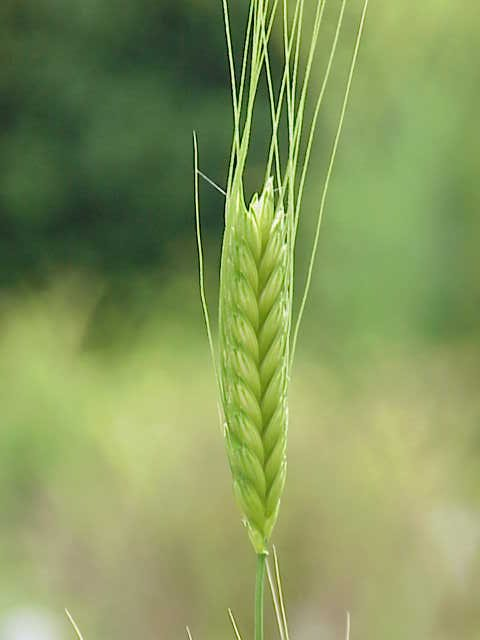
Ähre
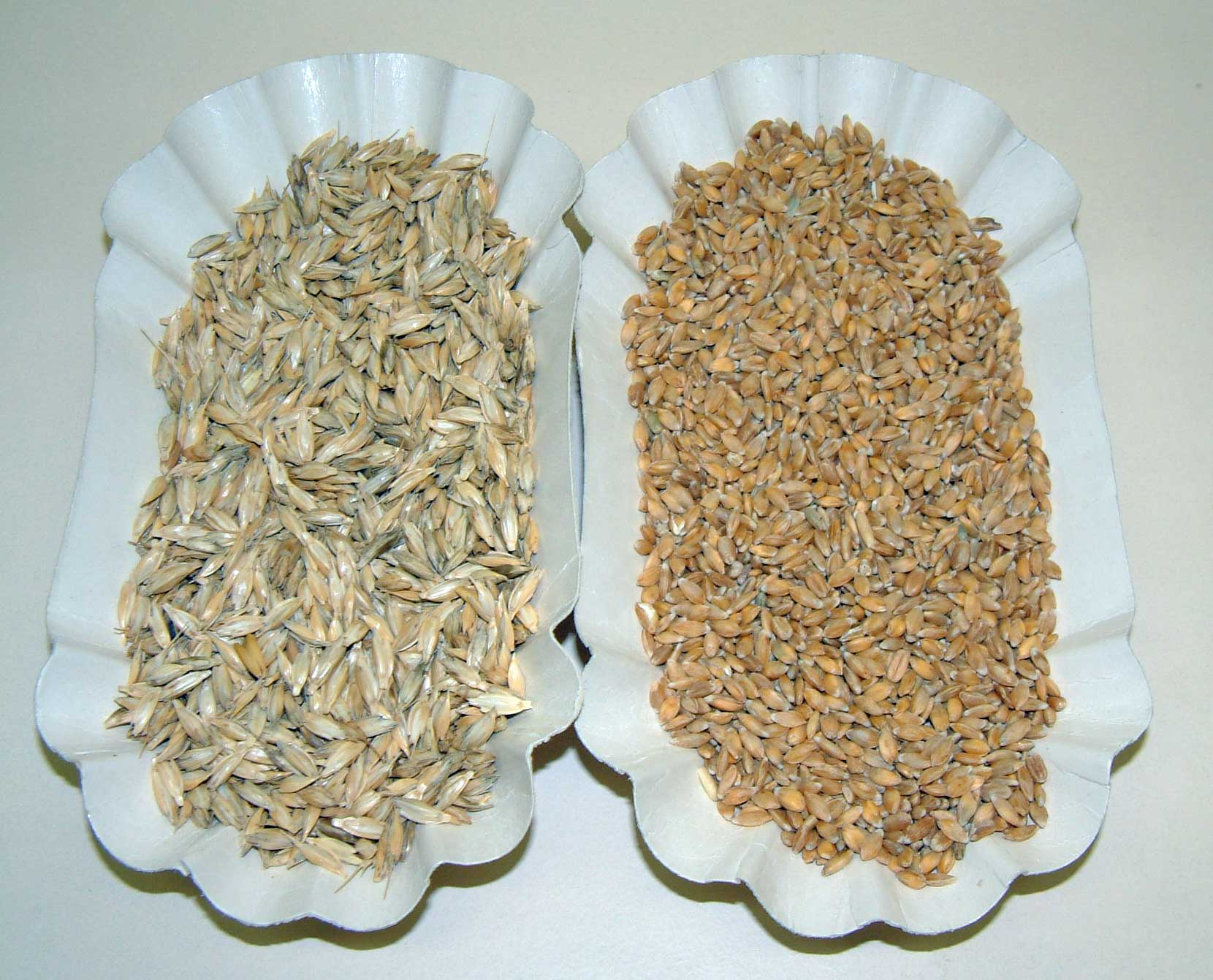
Körner mit und ohne Spelzen

### TetraploiderWeizen / Emmerreihe

#### Emmer

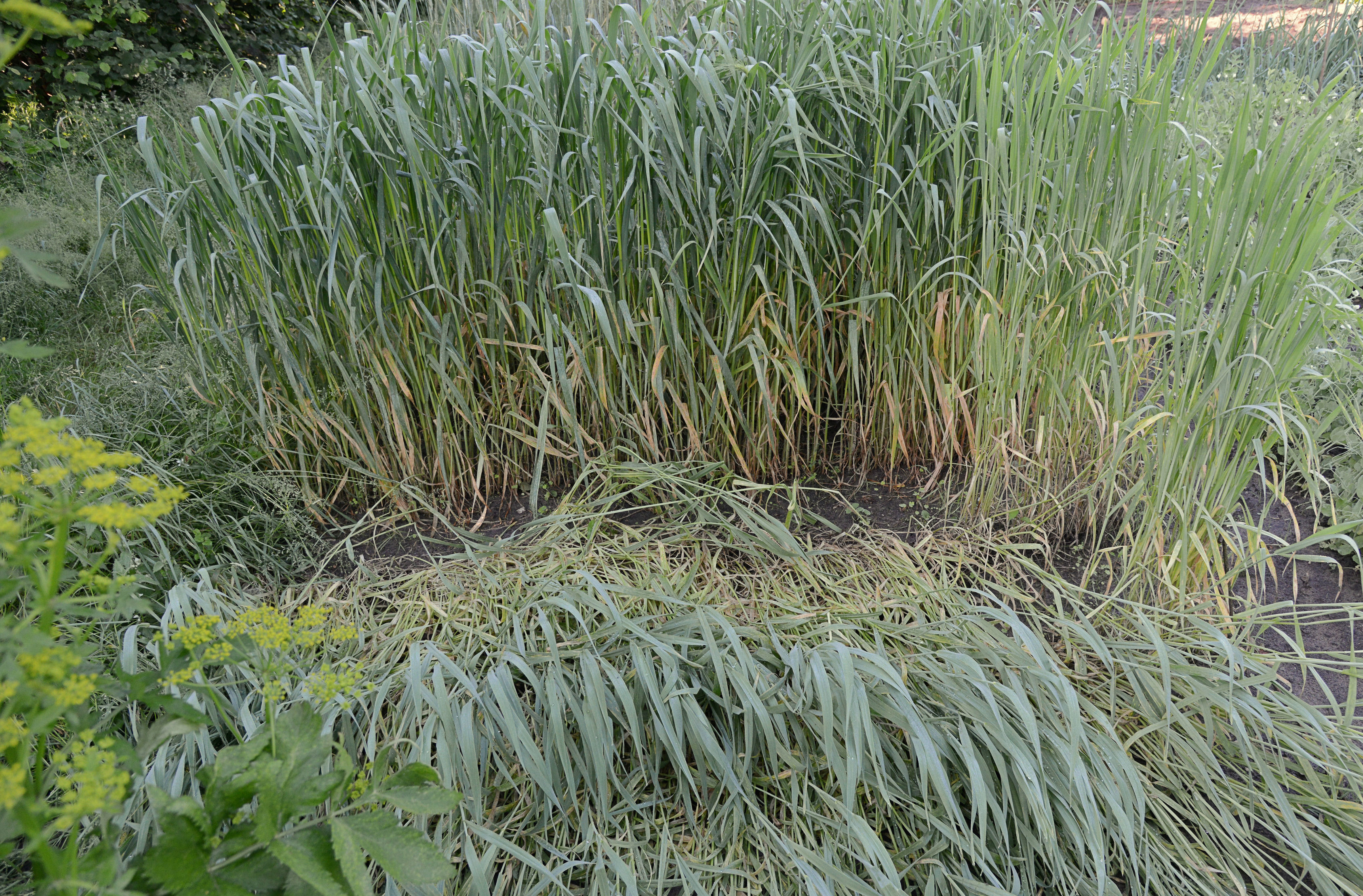
Feld
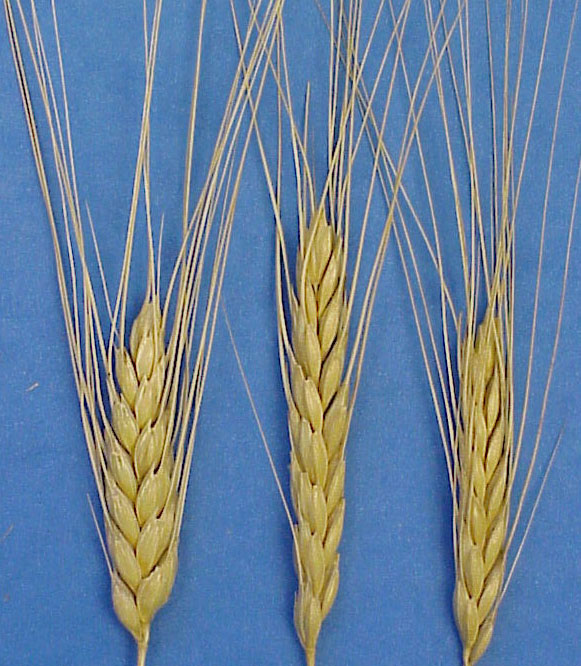
Ähre
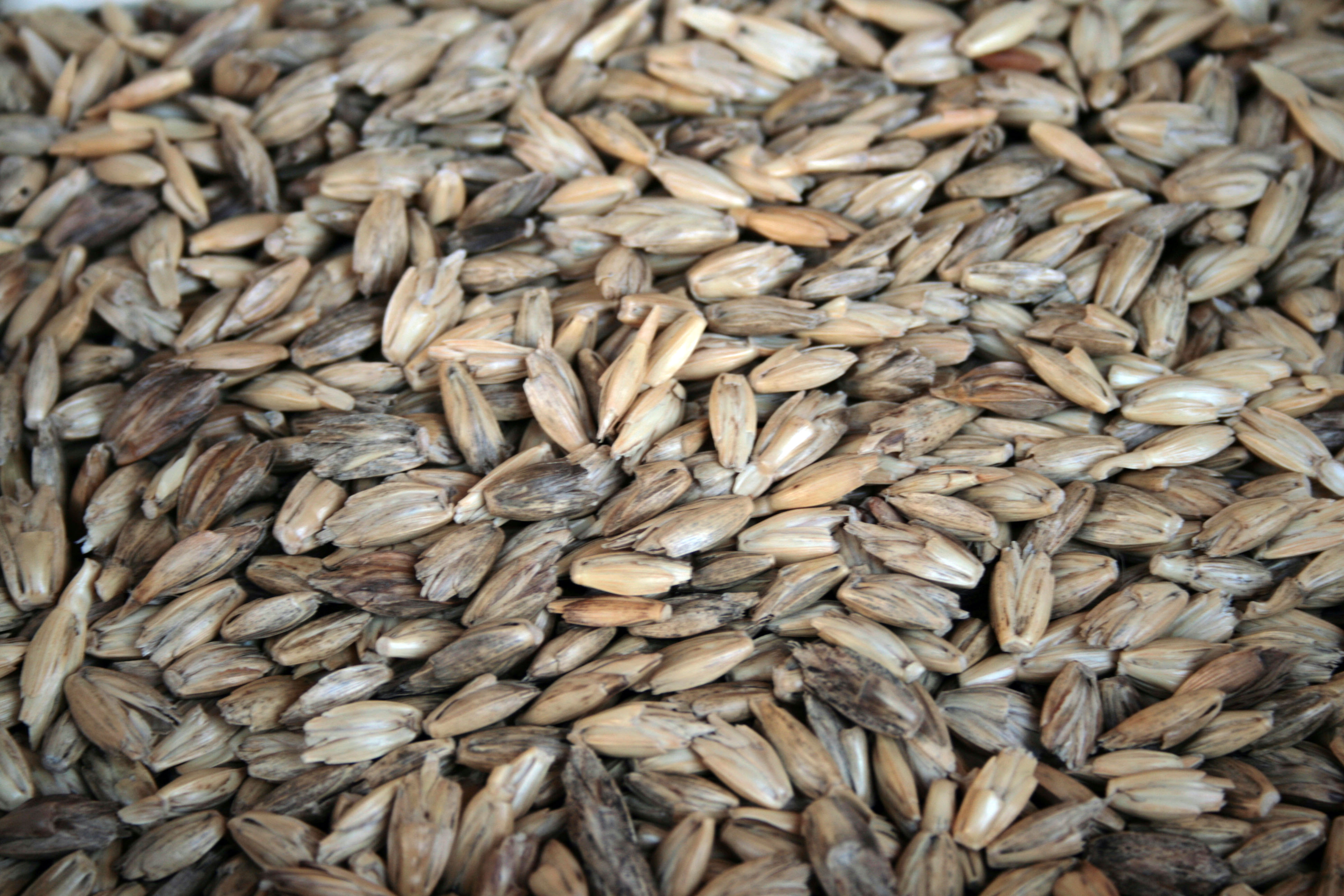
Körner mit Spelzen

#### Hartweizen

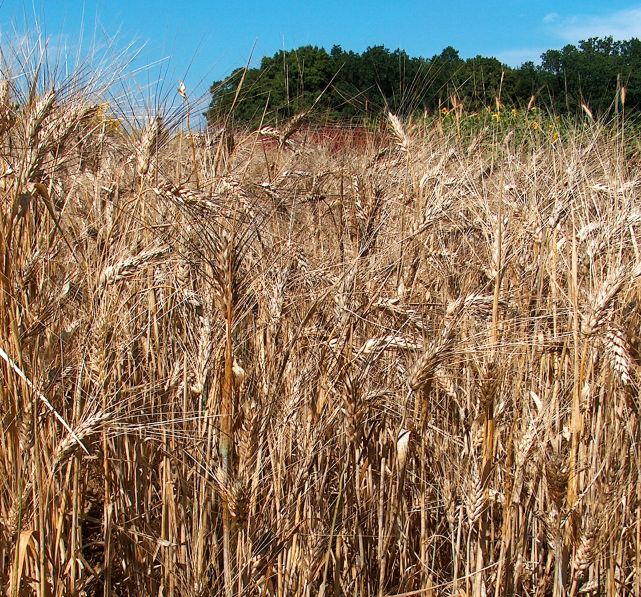
Feld
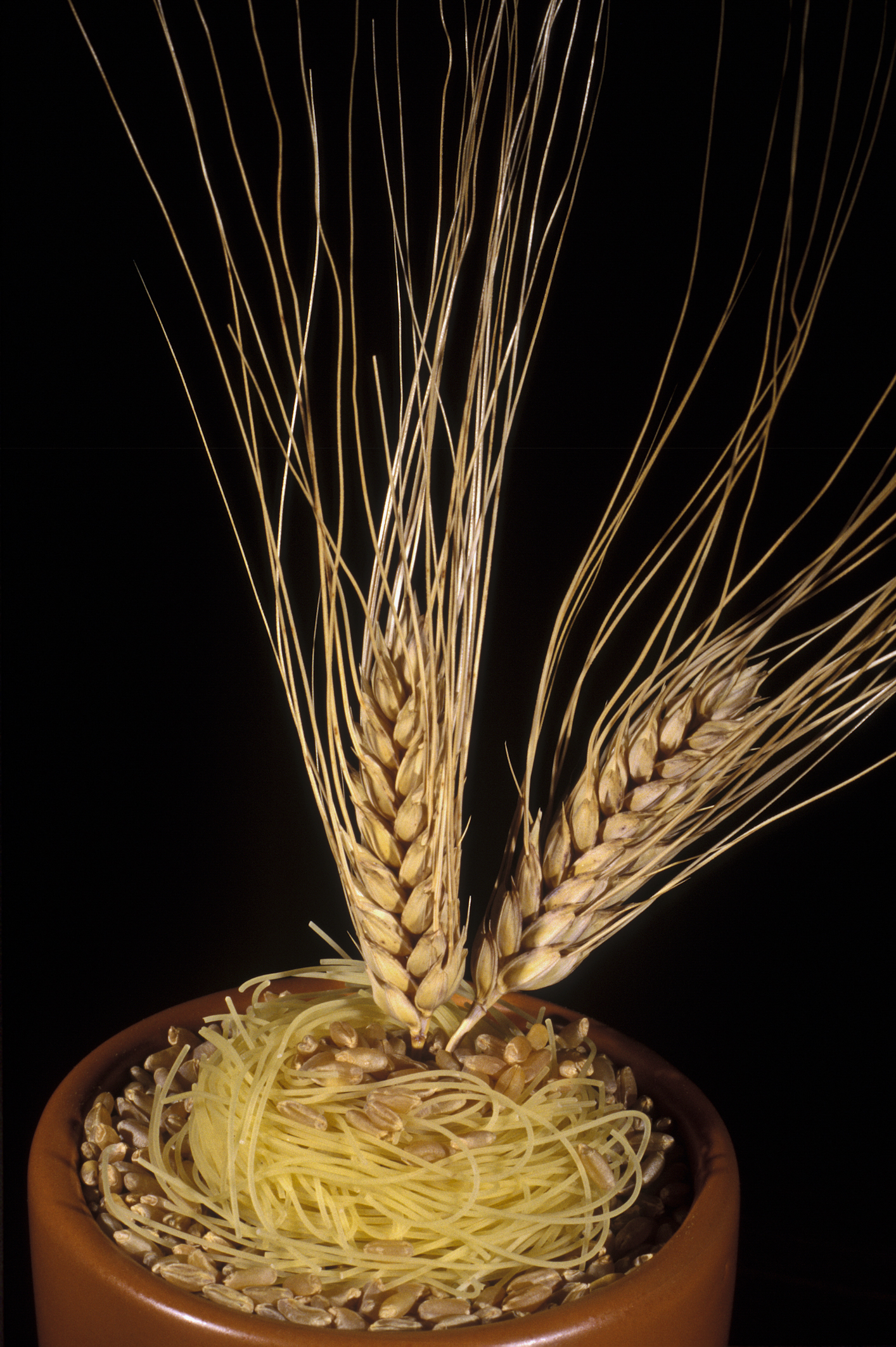
Ähre
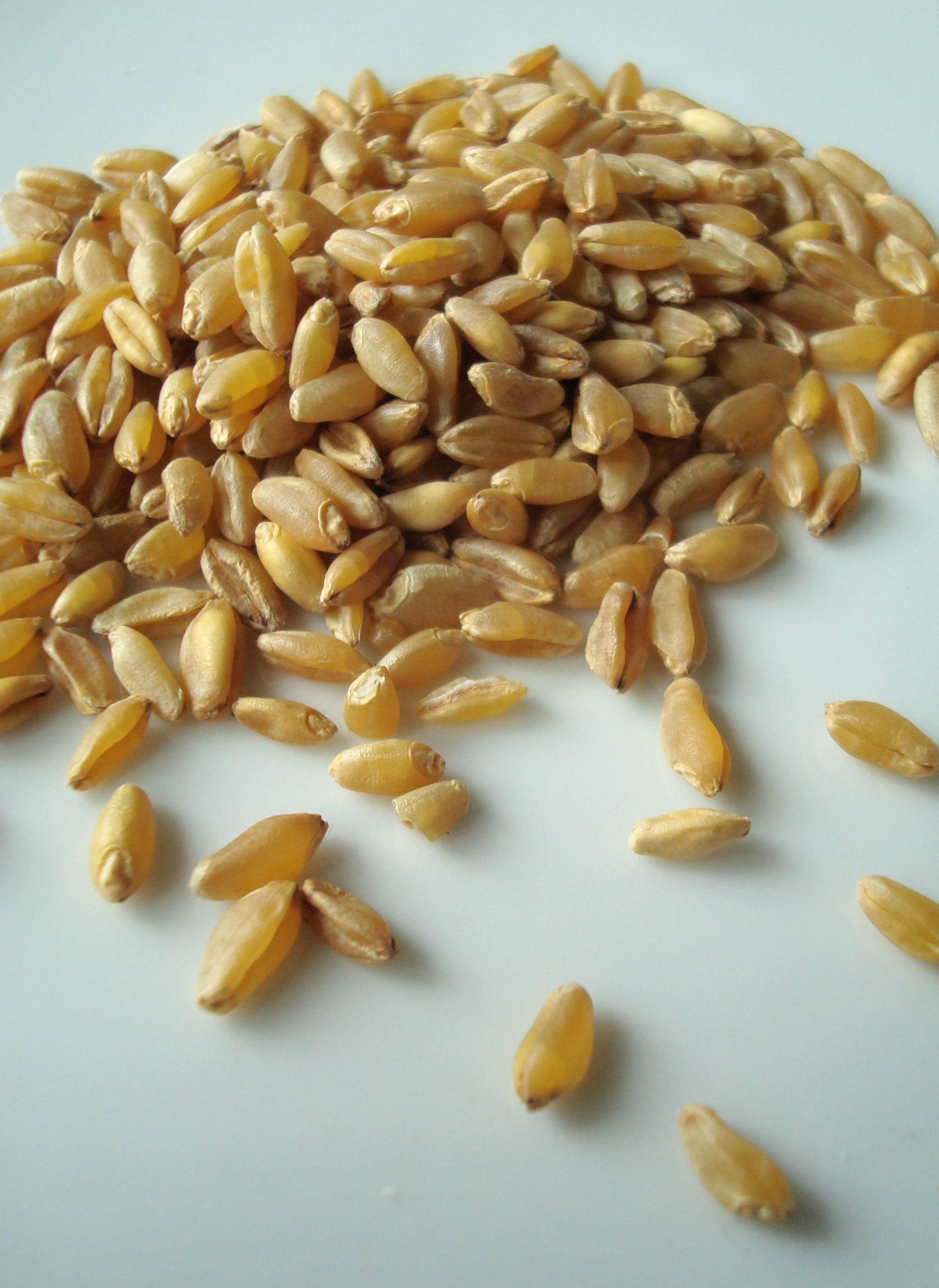
Körner

#### Kamut

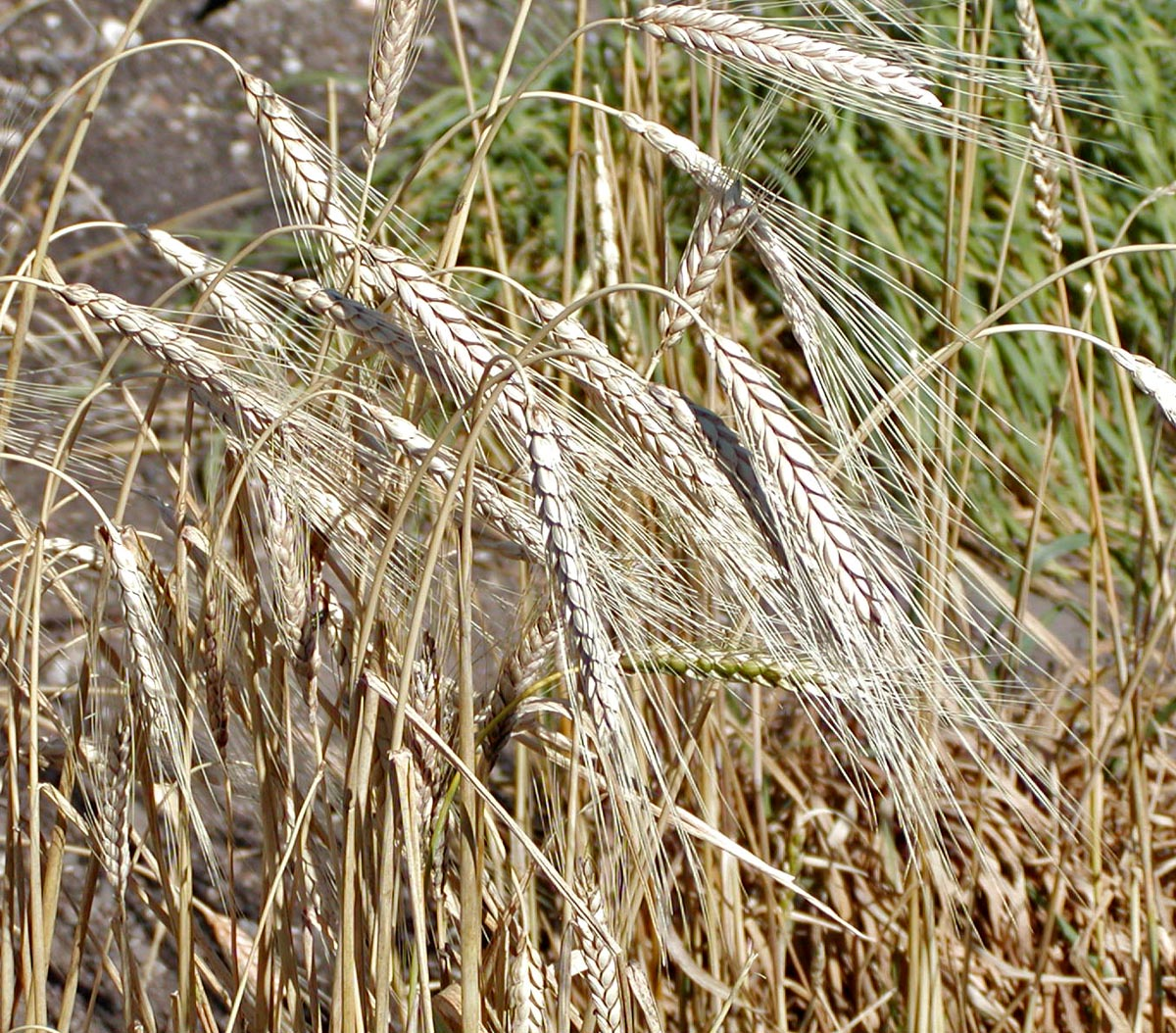
Feld
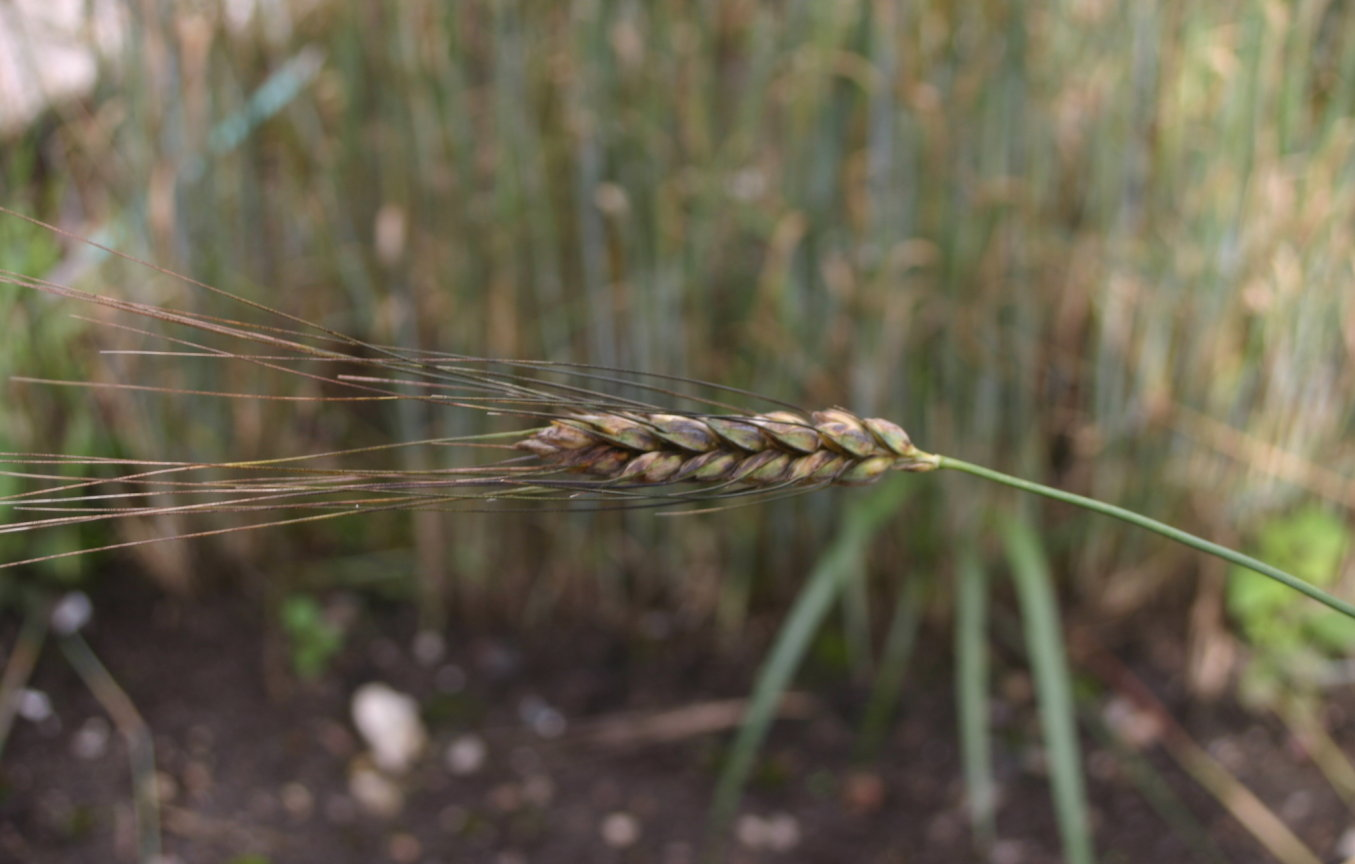
Ähre
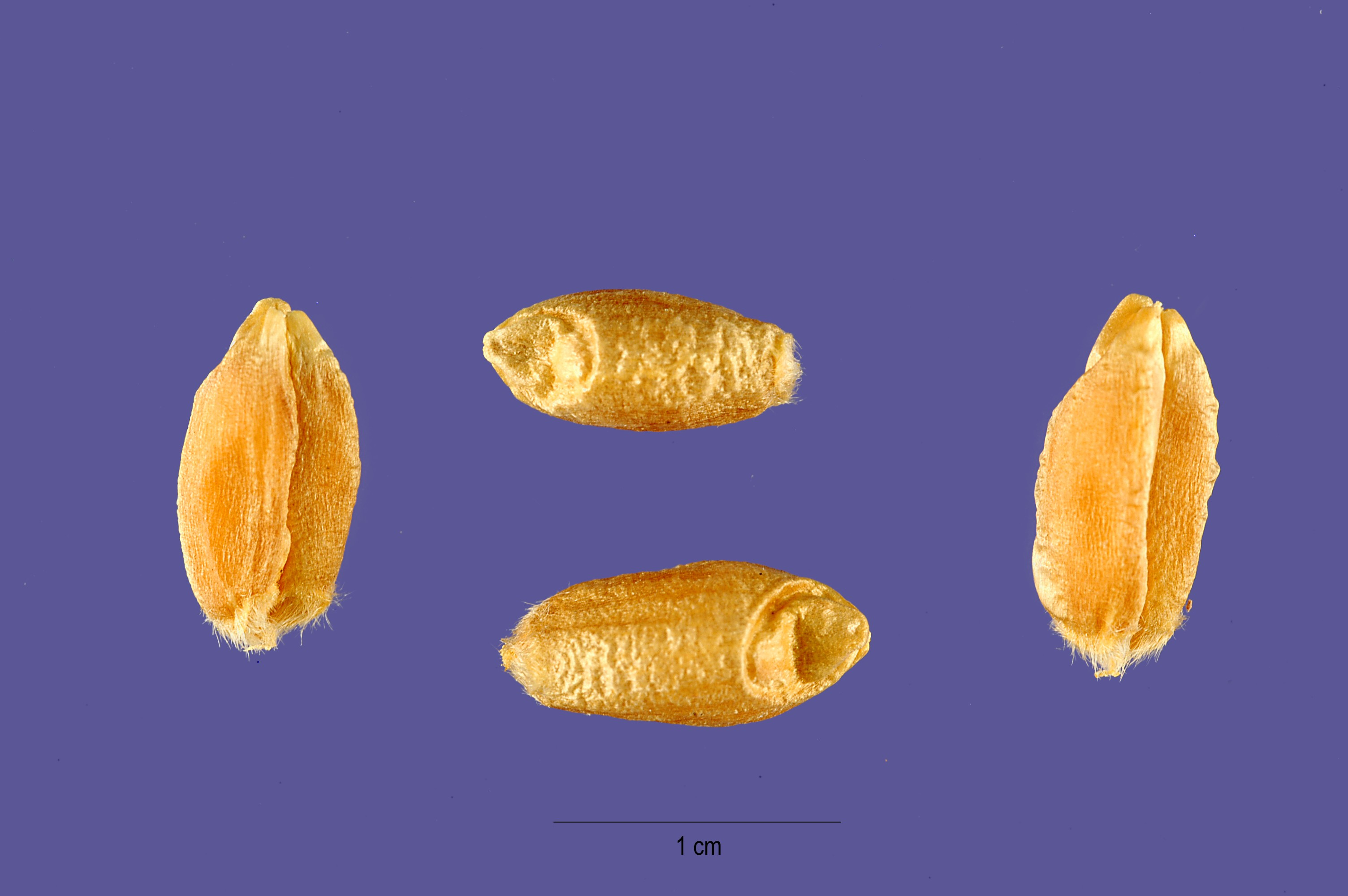
Körner

### Hexaploider Weizen / Dinkelreihe

#### Dinkel

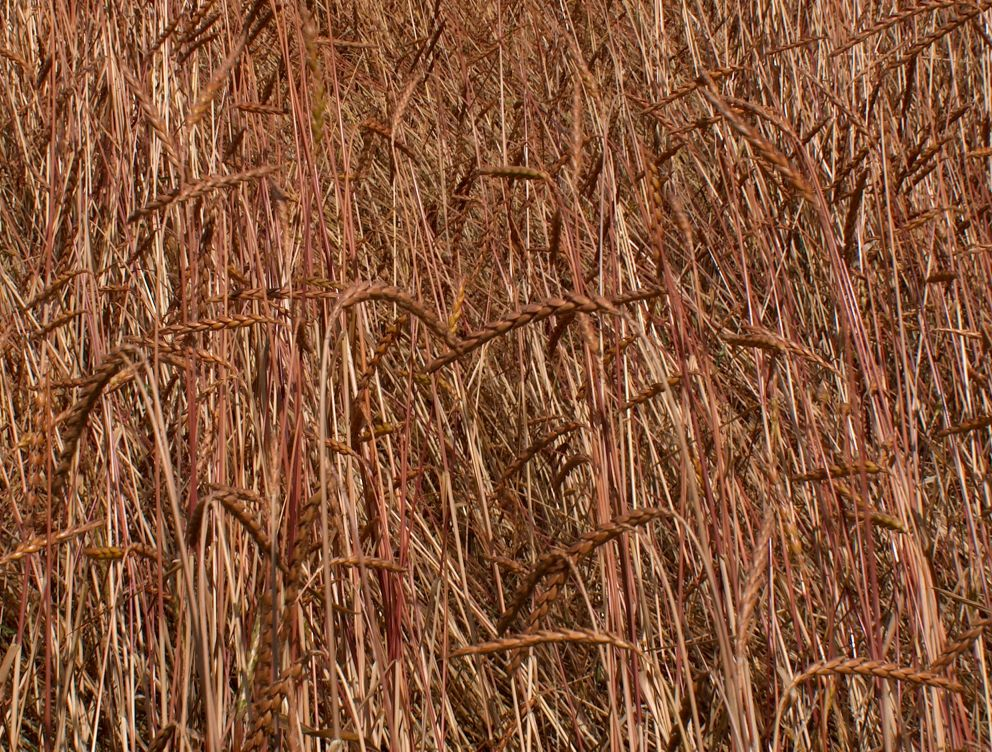
Feld
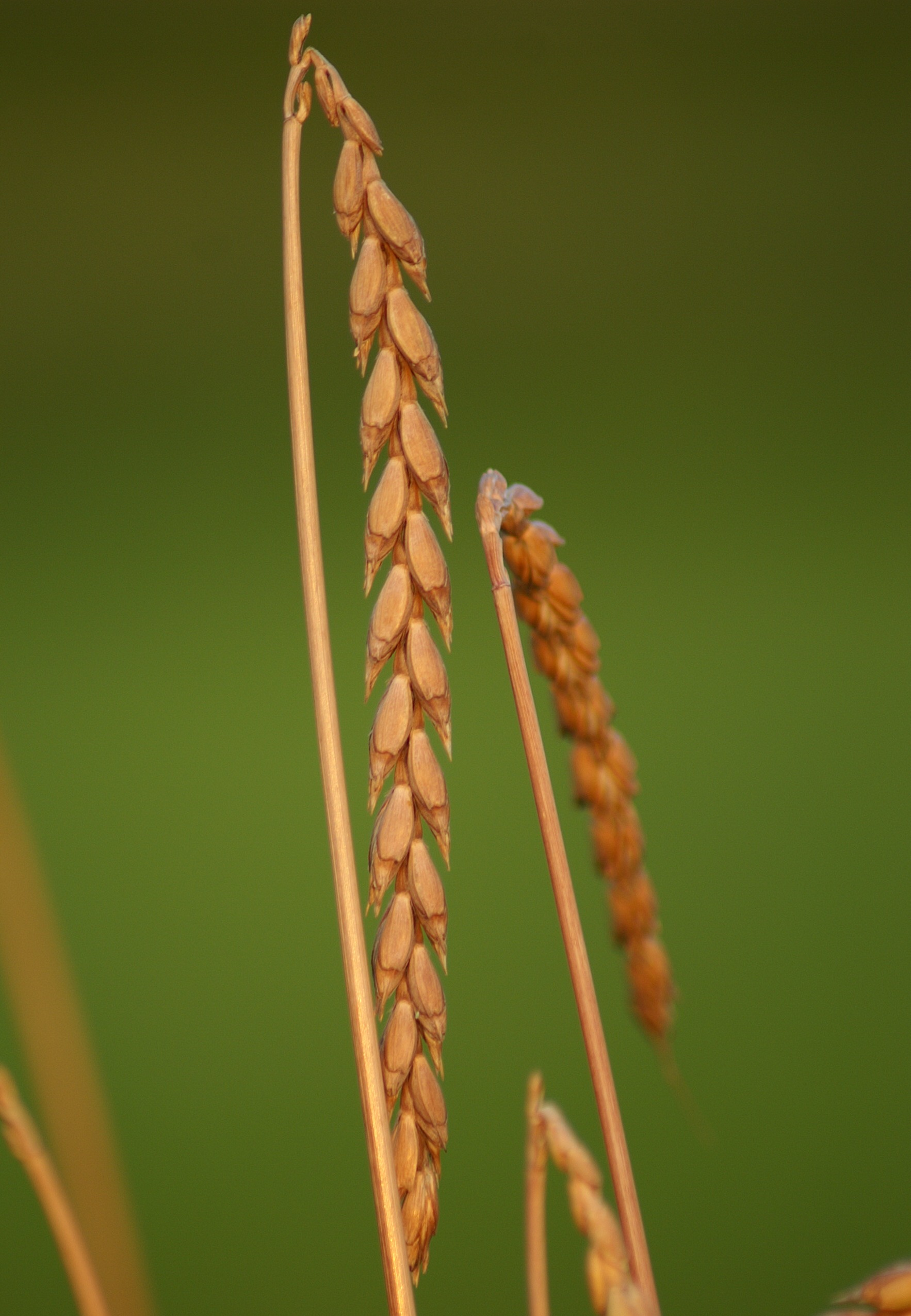
Ähre
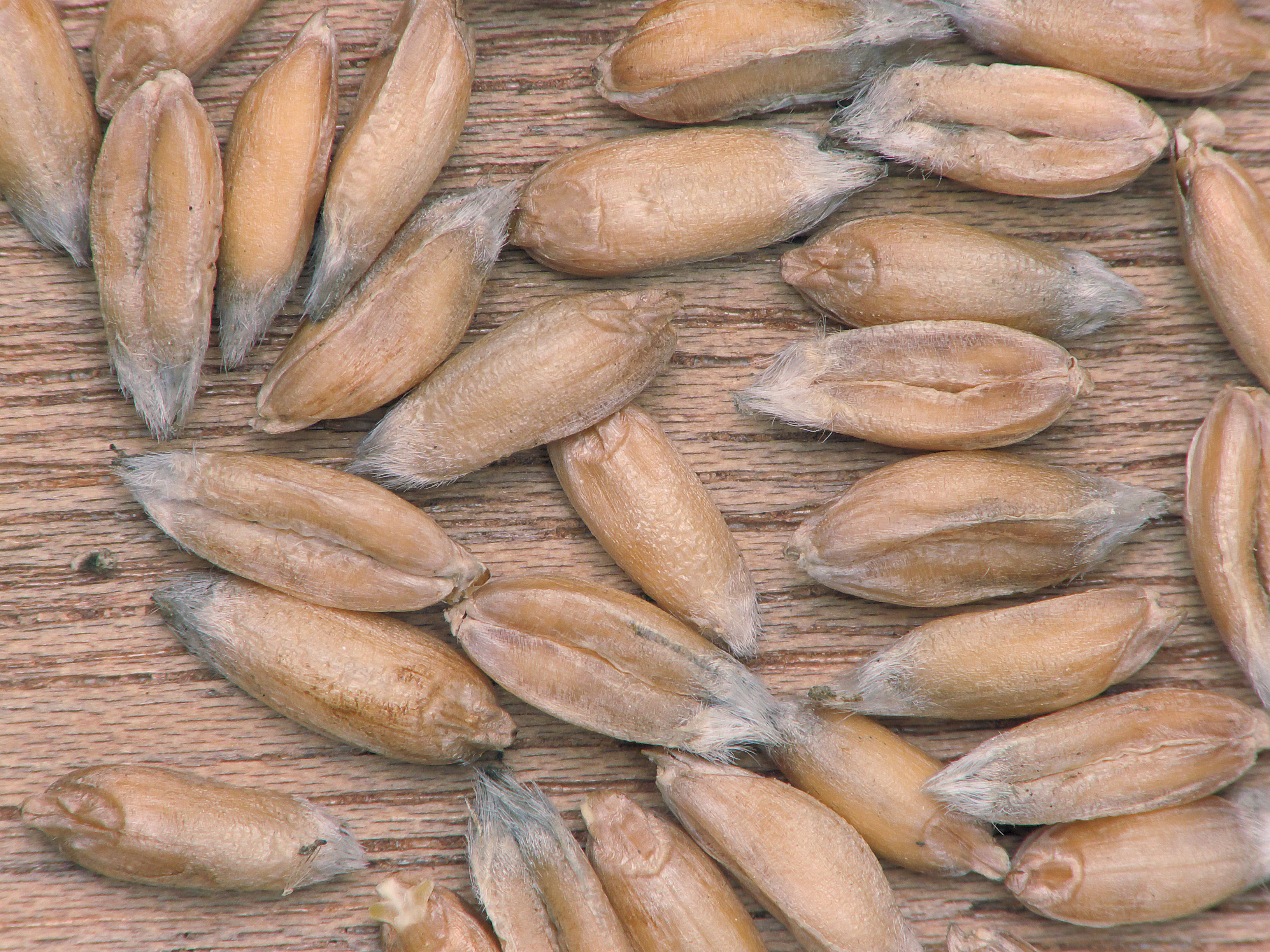
Körner

##### Grünkern

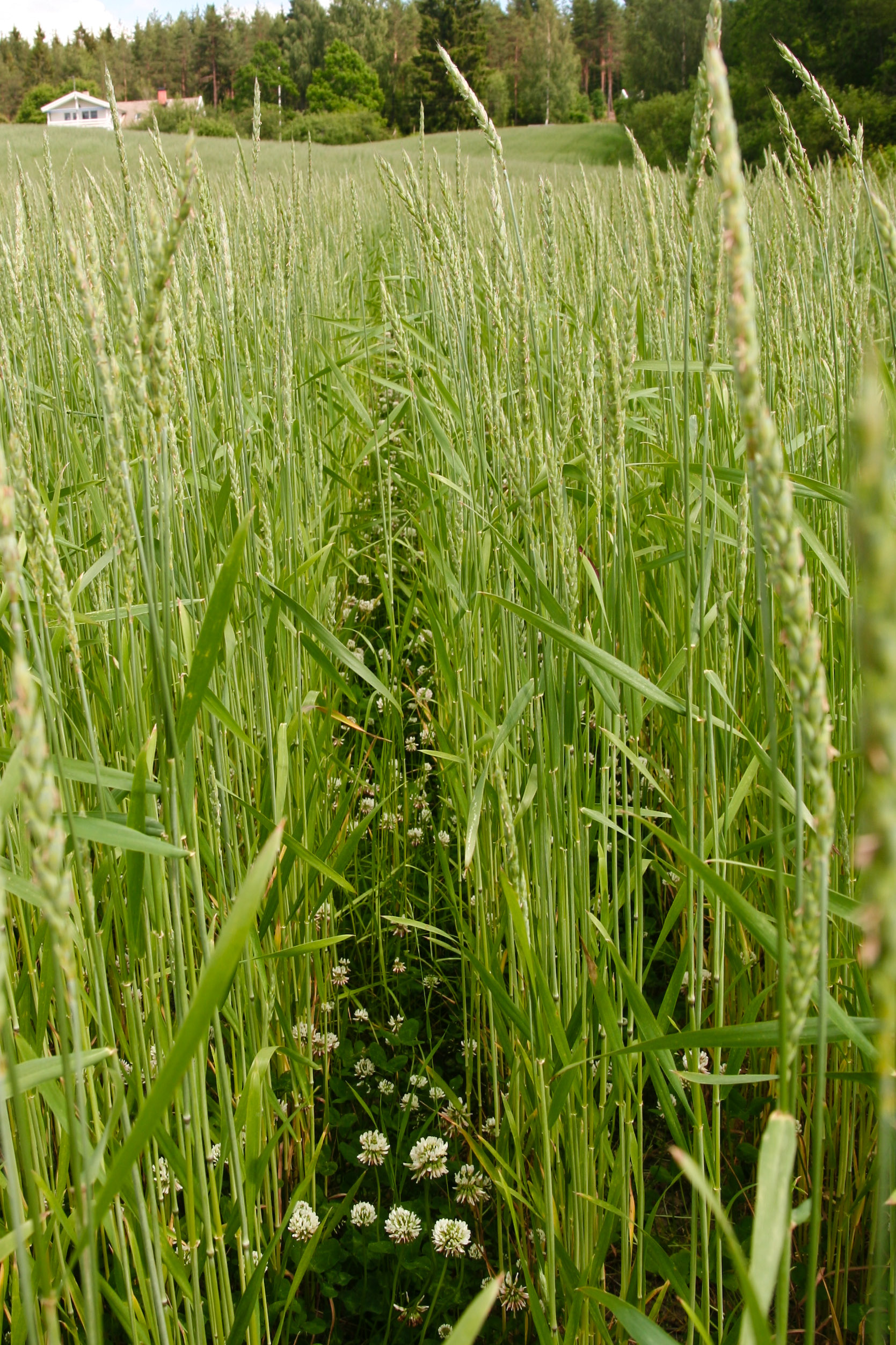
Feld
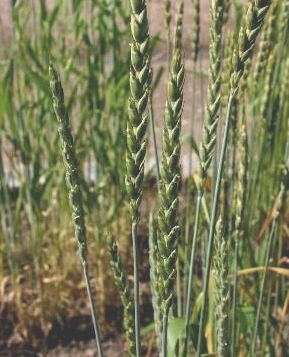
Ähre, noch unreif
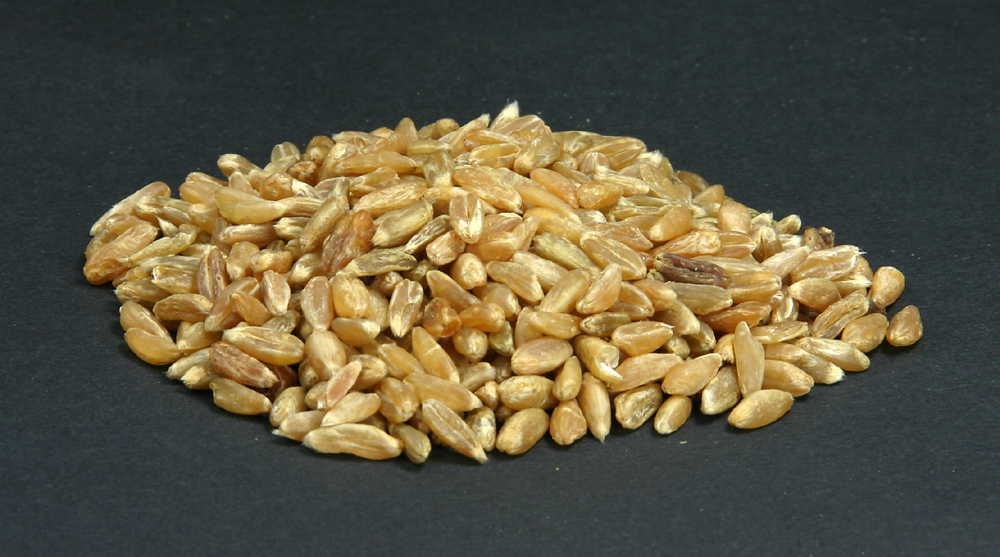
Körner, entspelzt

#### Weichweizen

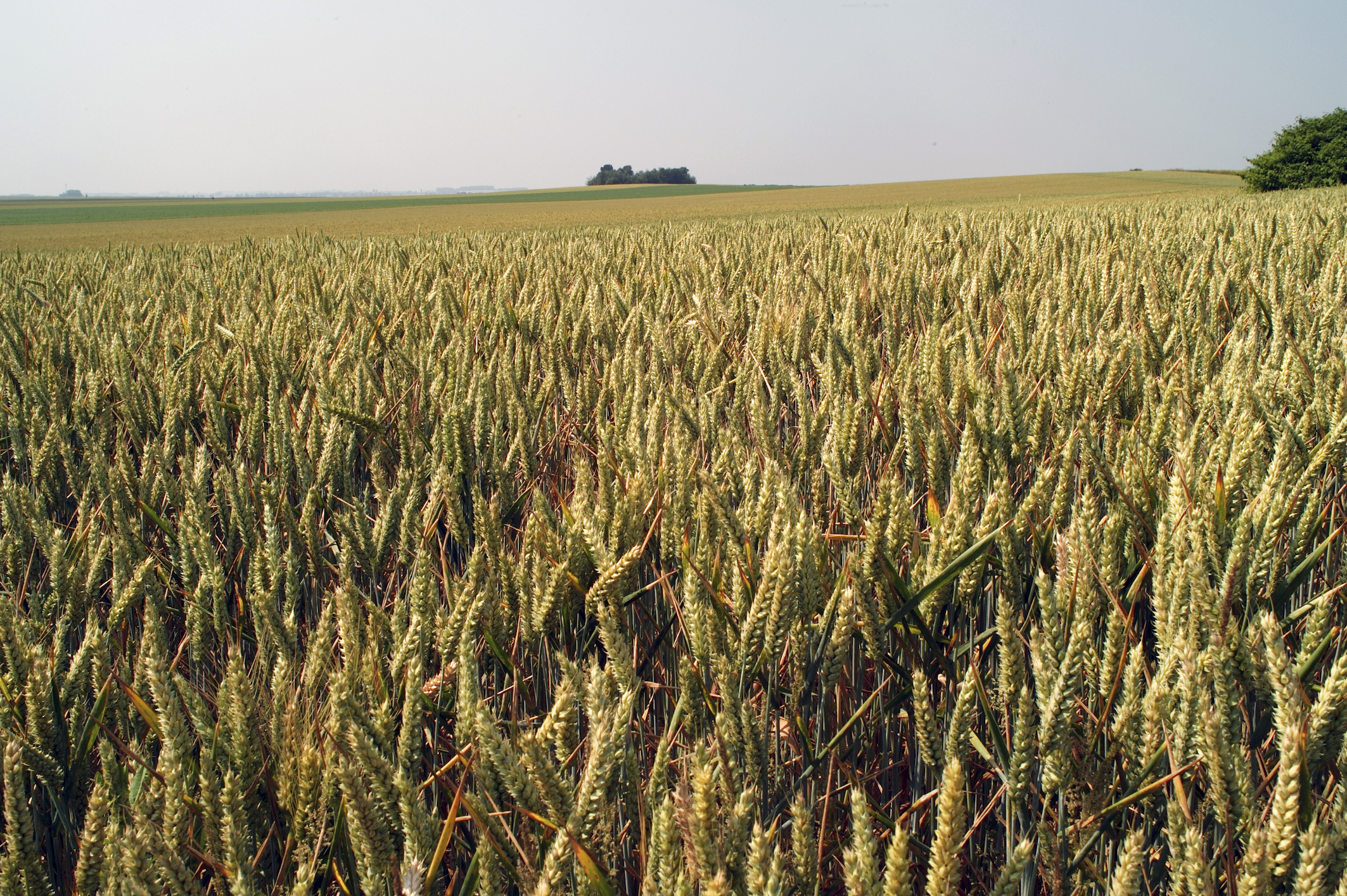
Feld
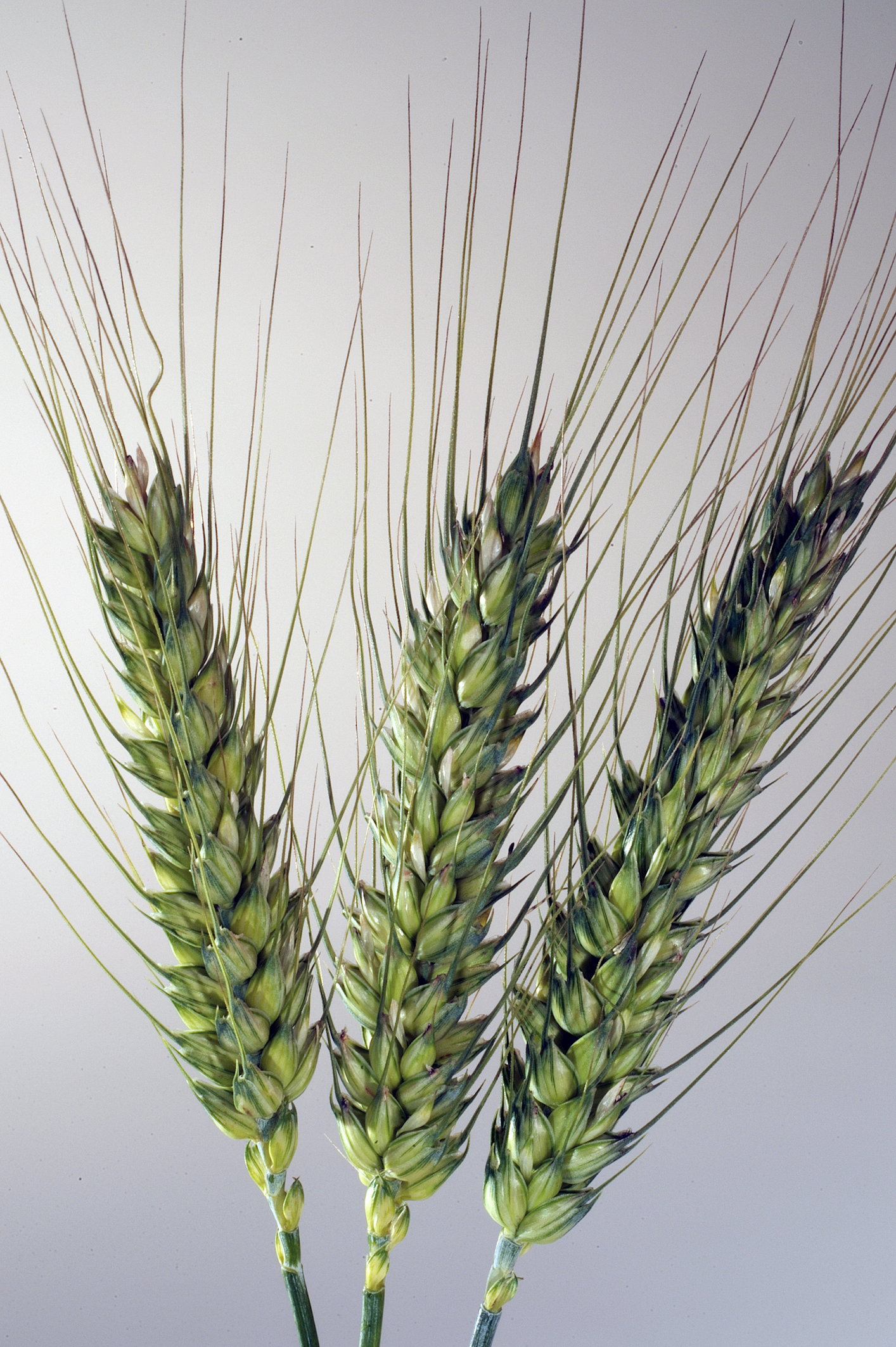
Ähre mit Grannen
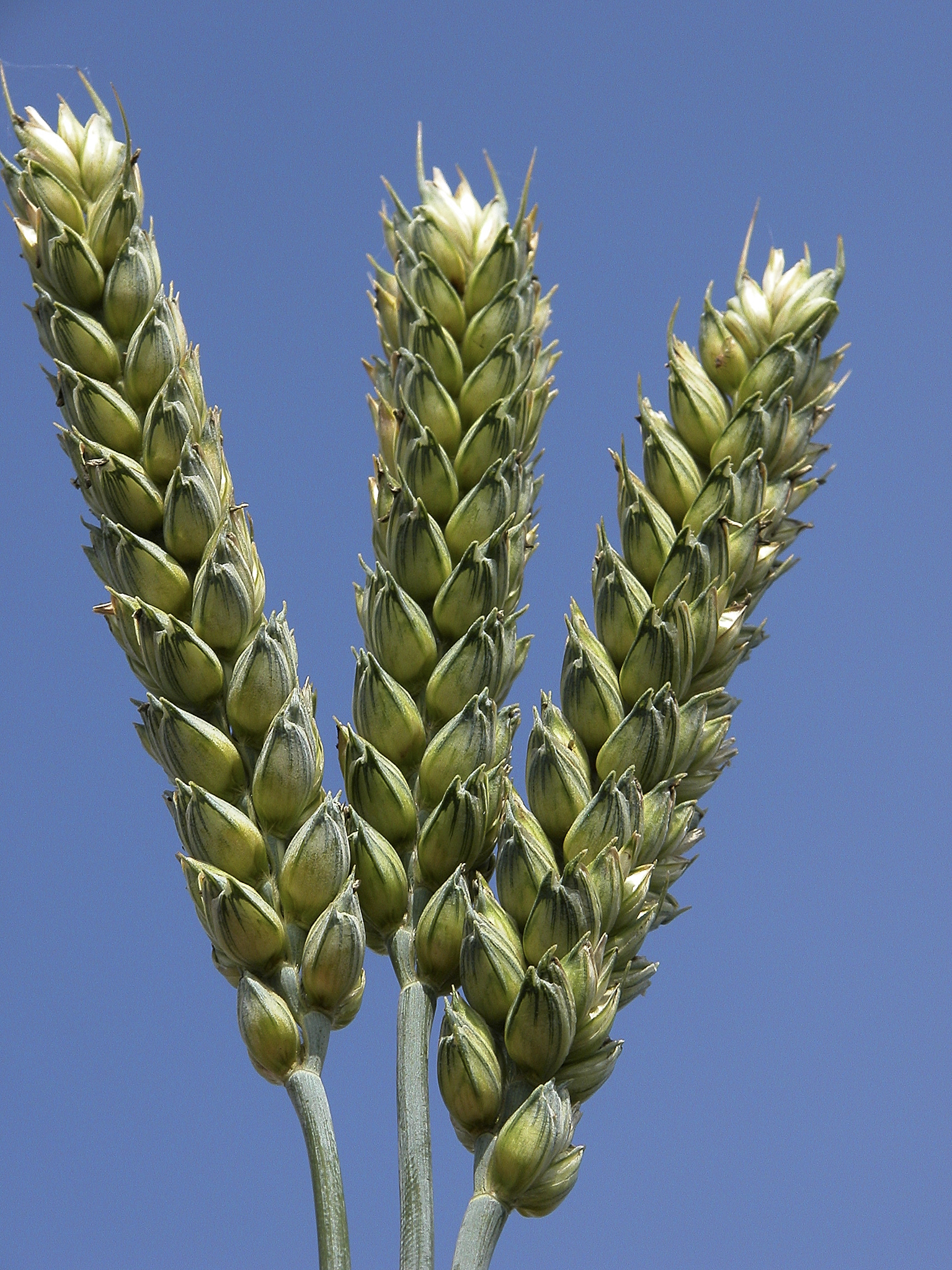
Ähre ohne Grannen
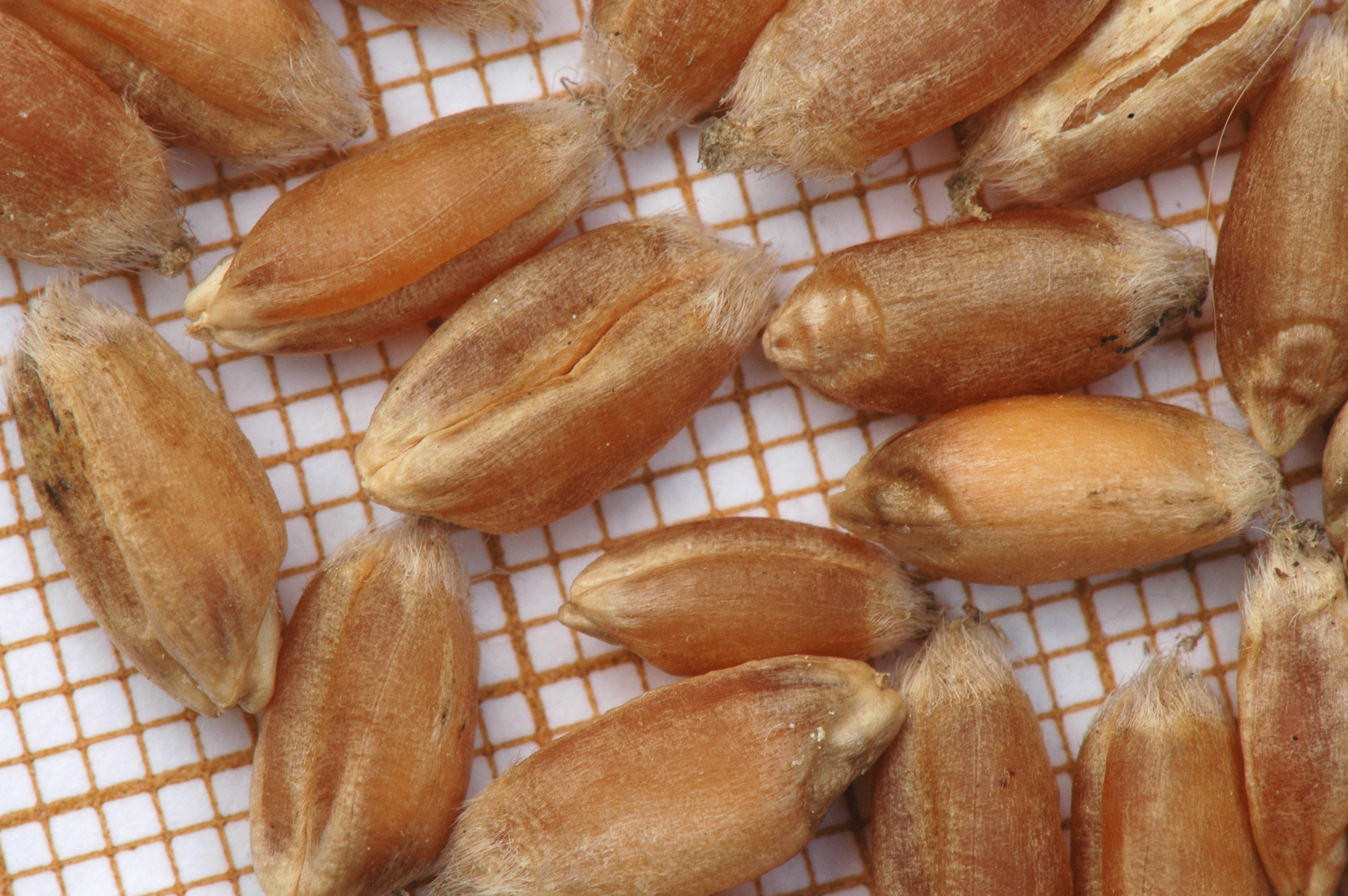
Körner

## Pseudogetreide

### Amarant

#### Garten-Fuchsschwanz(Kiwicha)

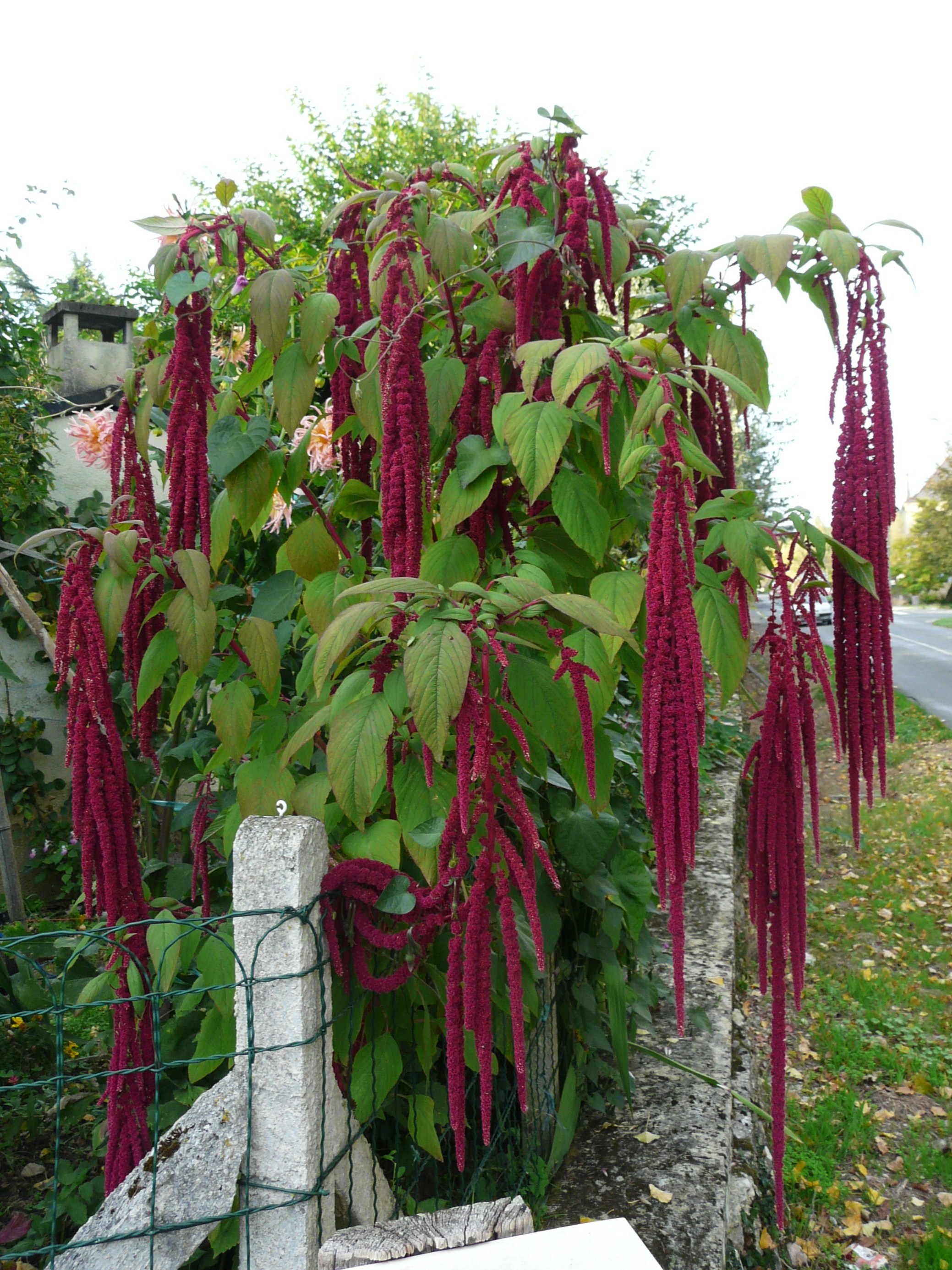
Feld
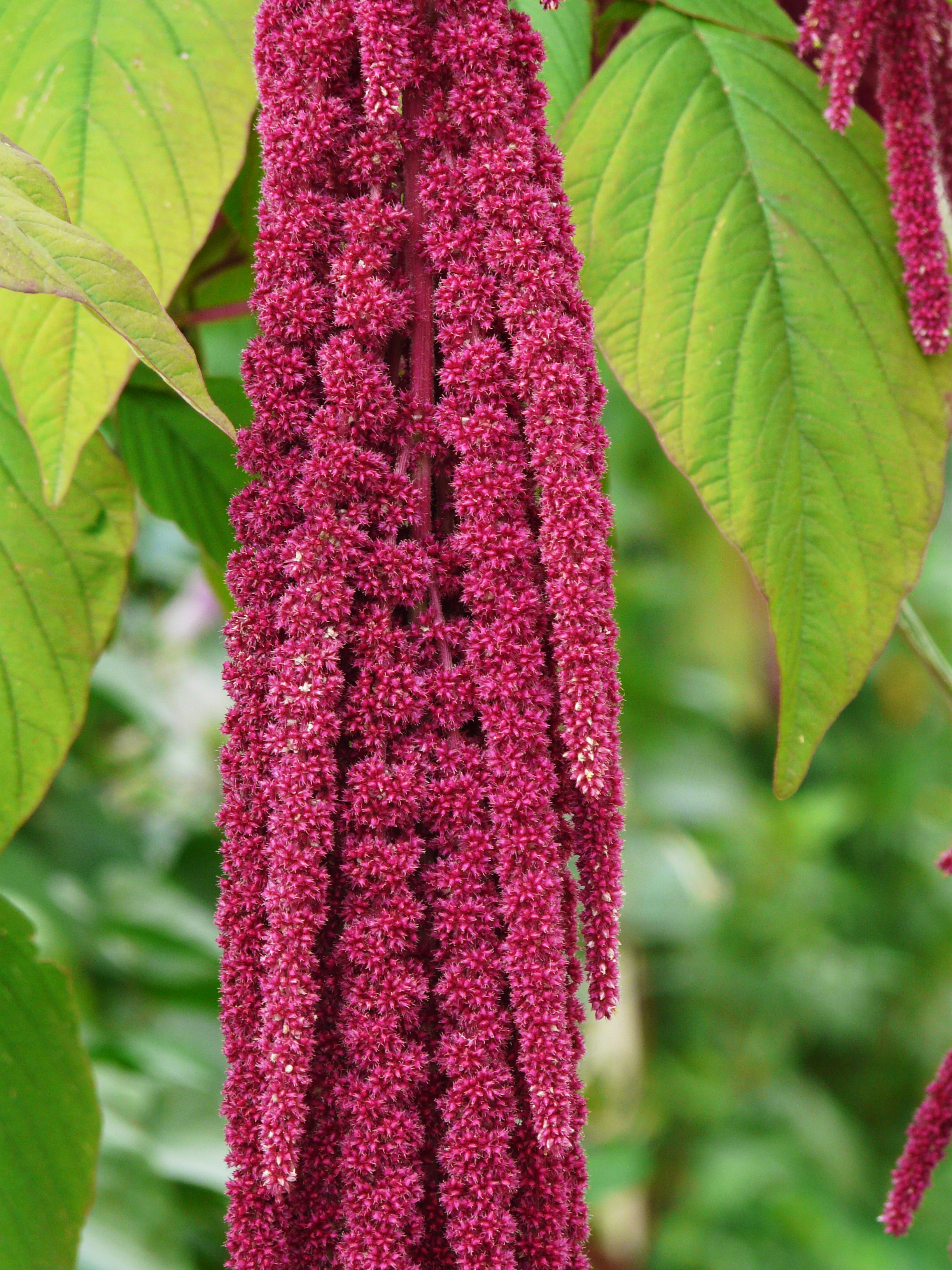
Fruchtstand
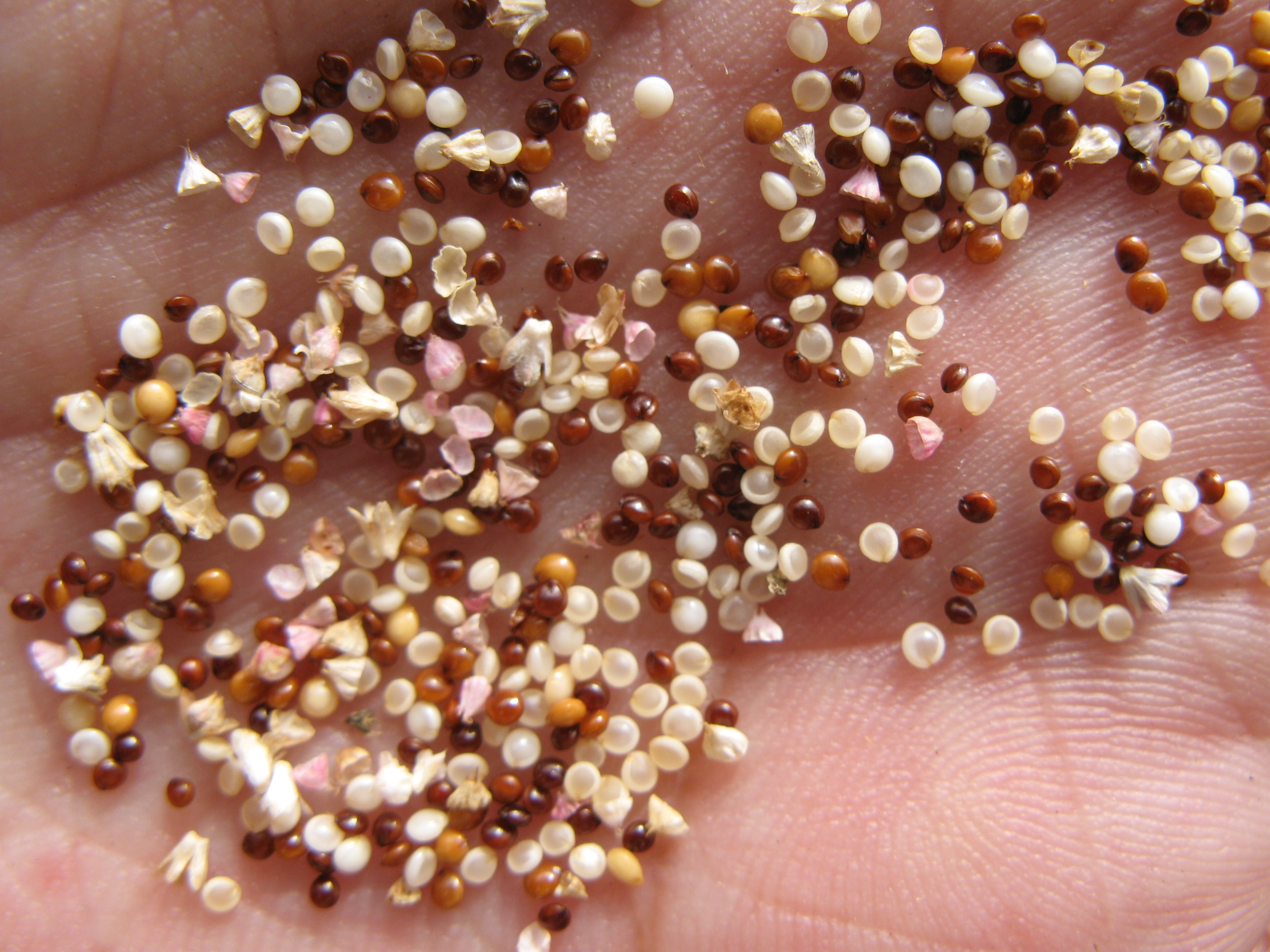
Körner

#### Rispen-Fuchsschwanz

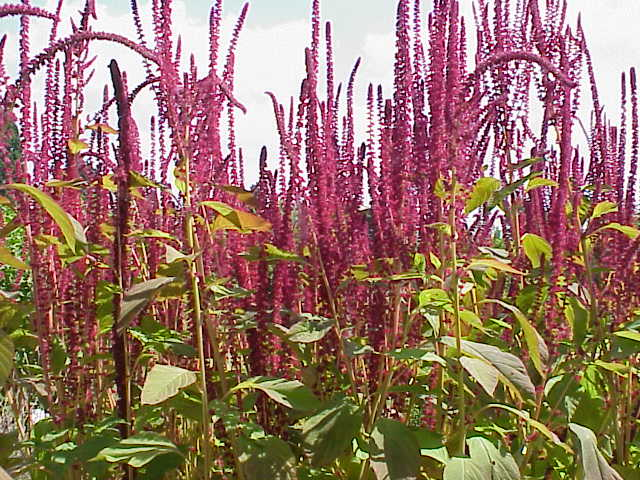
Feld
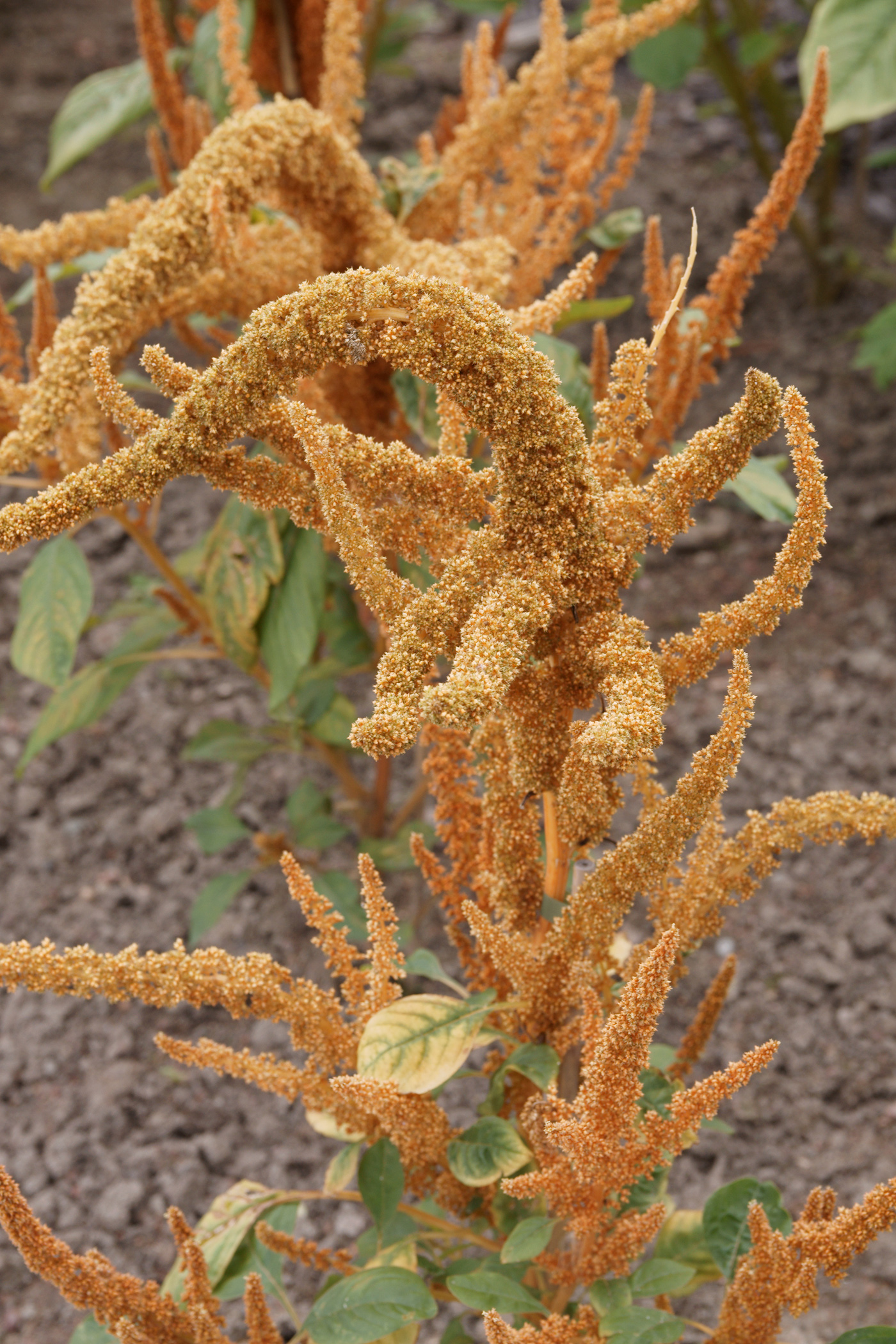
Fruchtstand
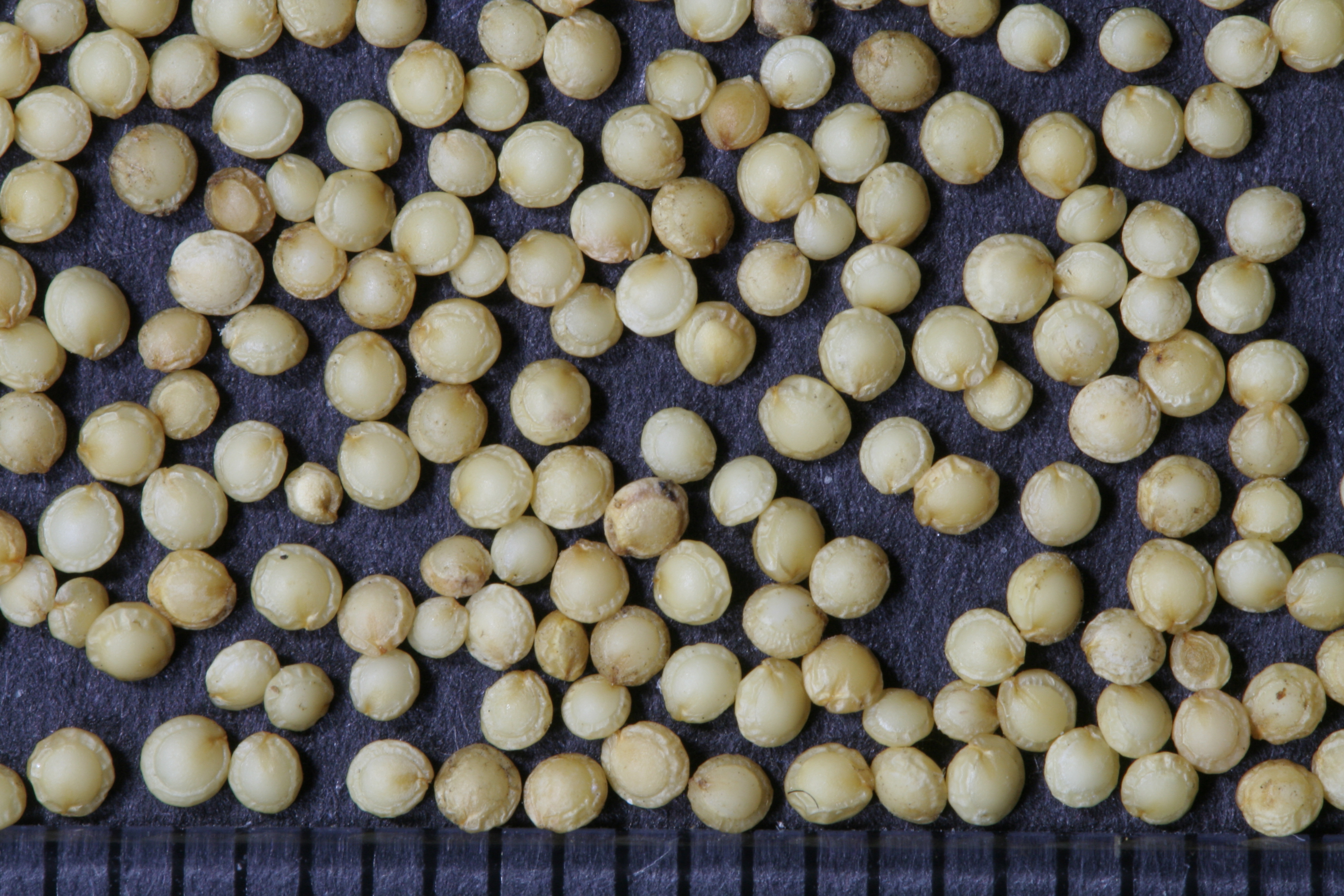
Körner

#### Trauer-Fuchsschwanz

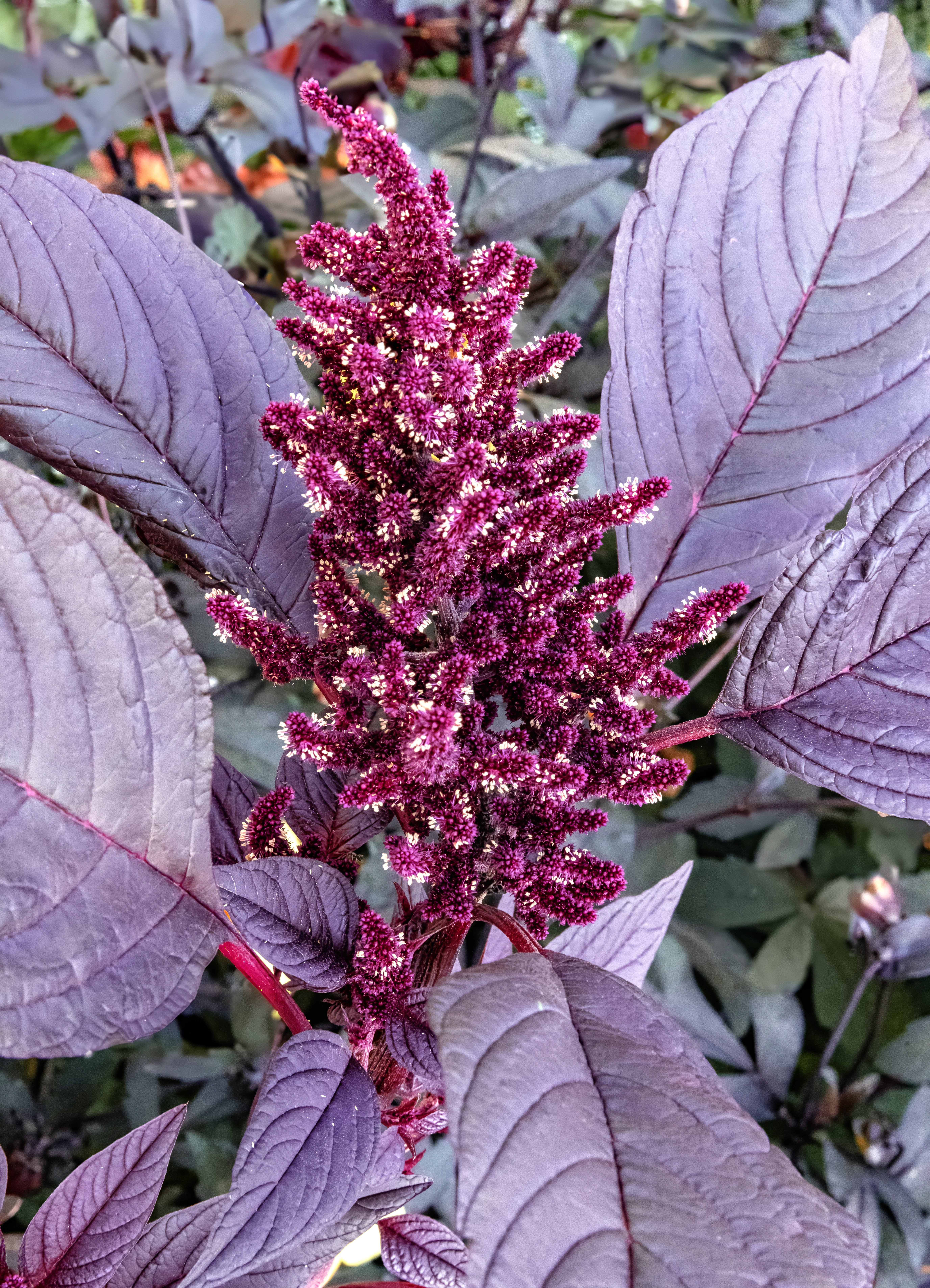
Blütenstand
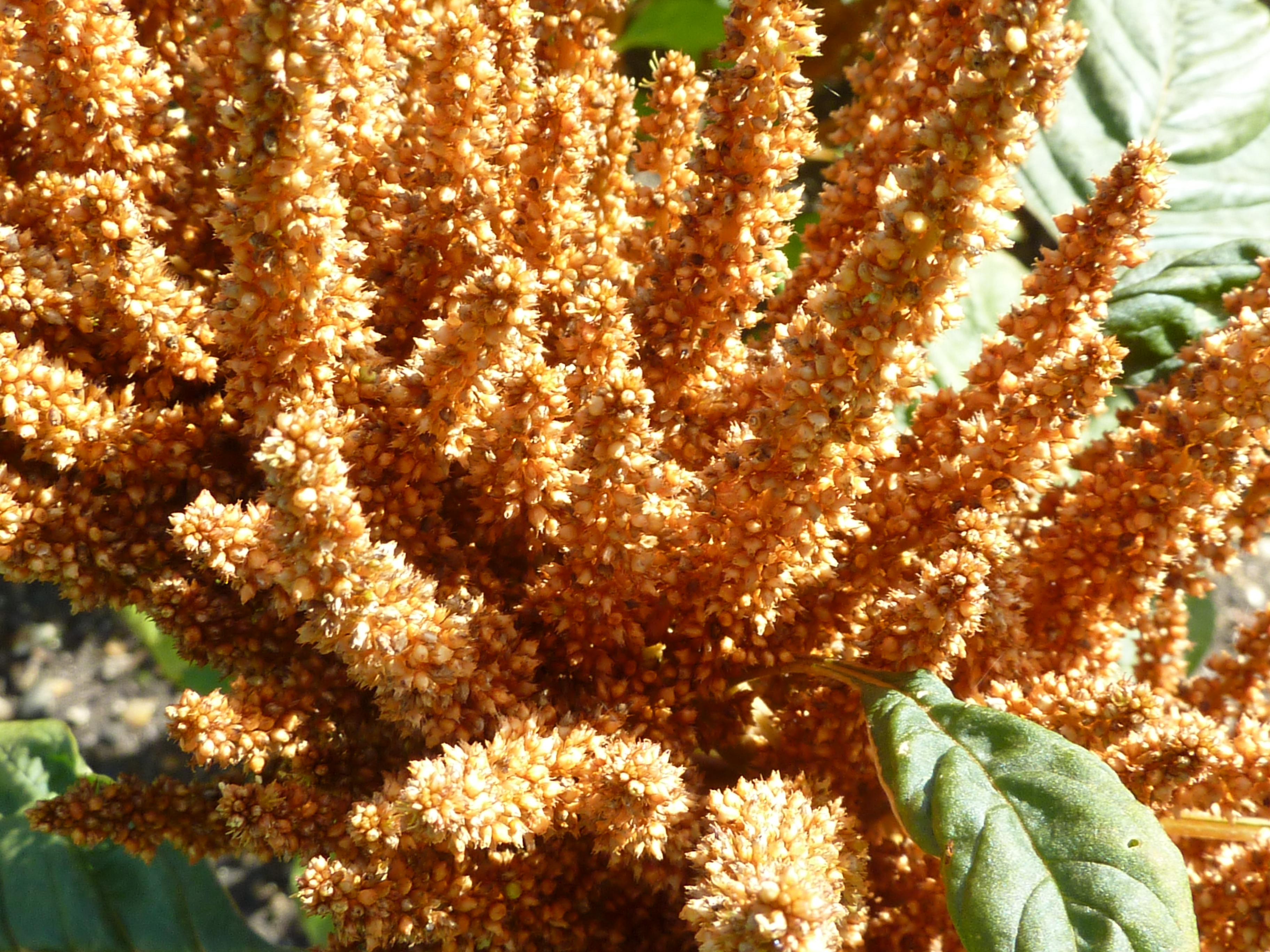
Fruchtstand

### Buchweizen

#### Echter Buchweizen

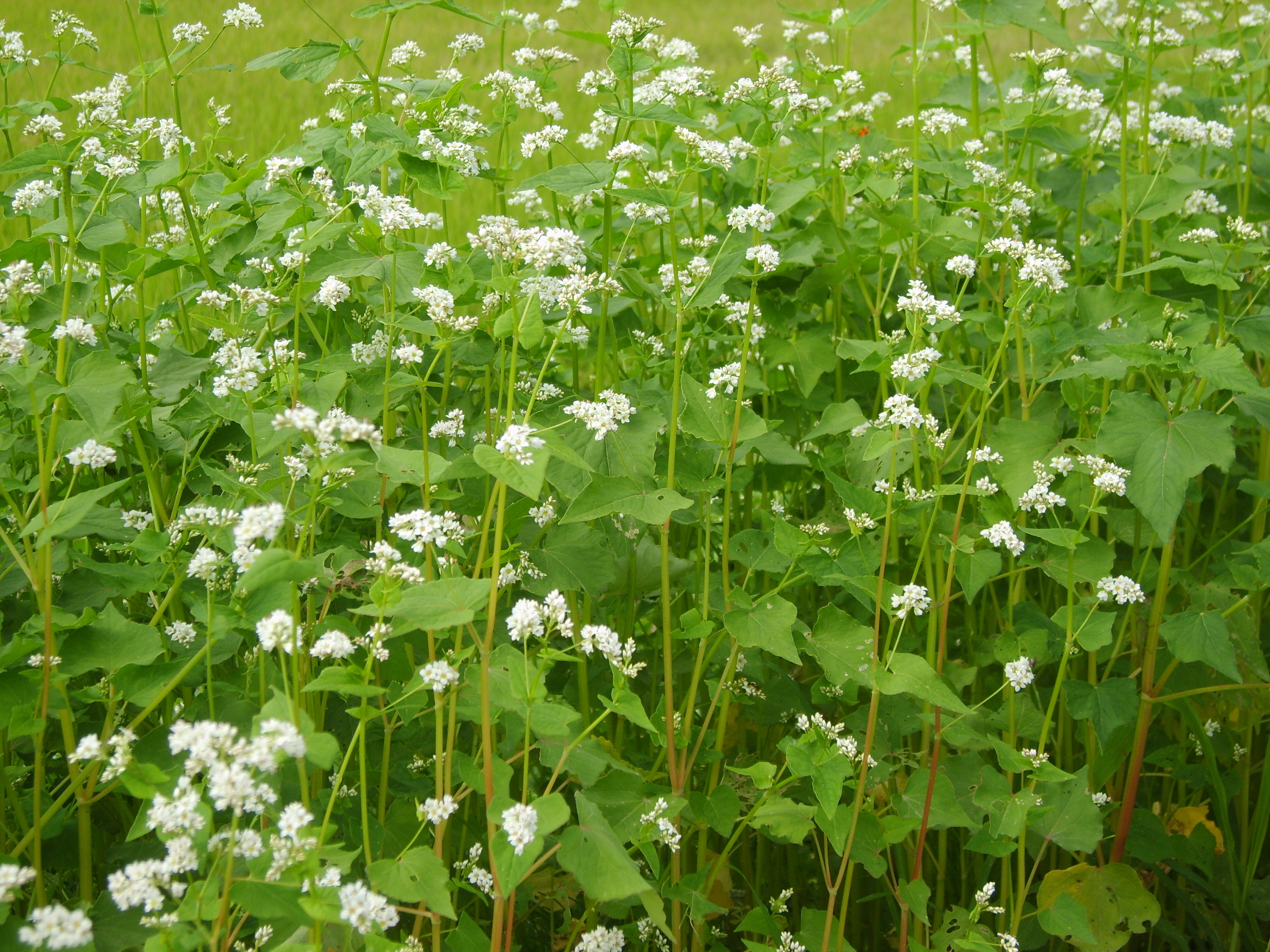
Feld
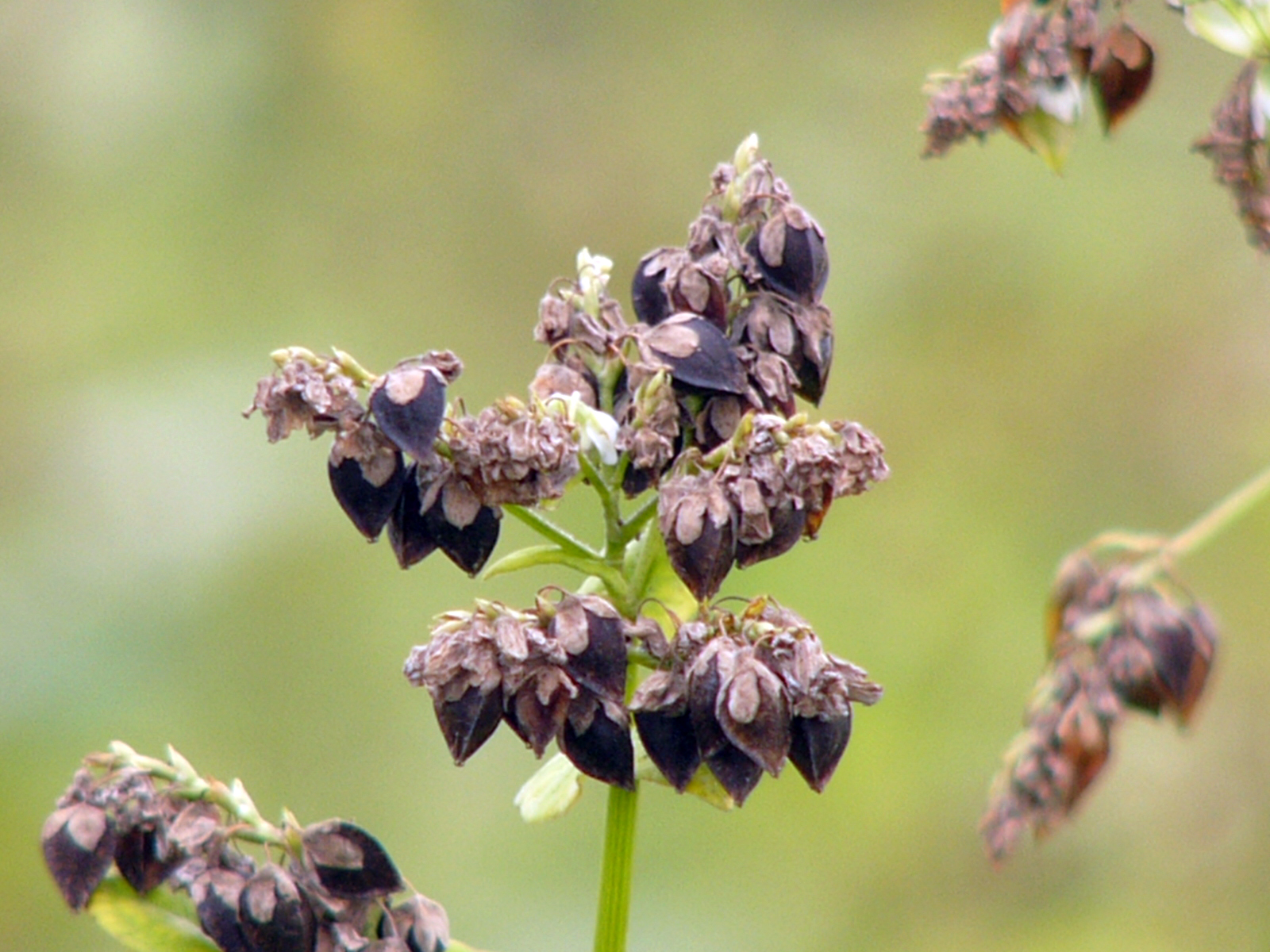
Fruchtstand
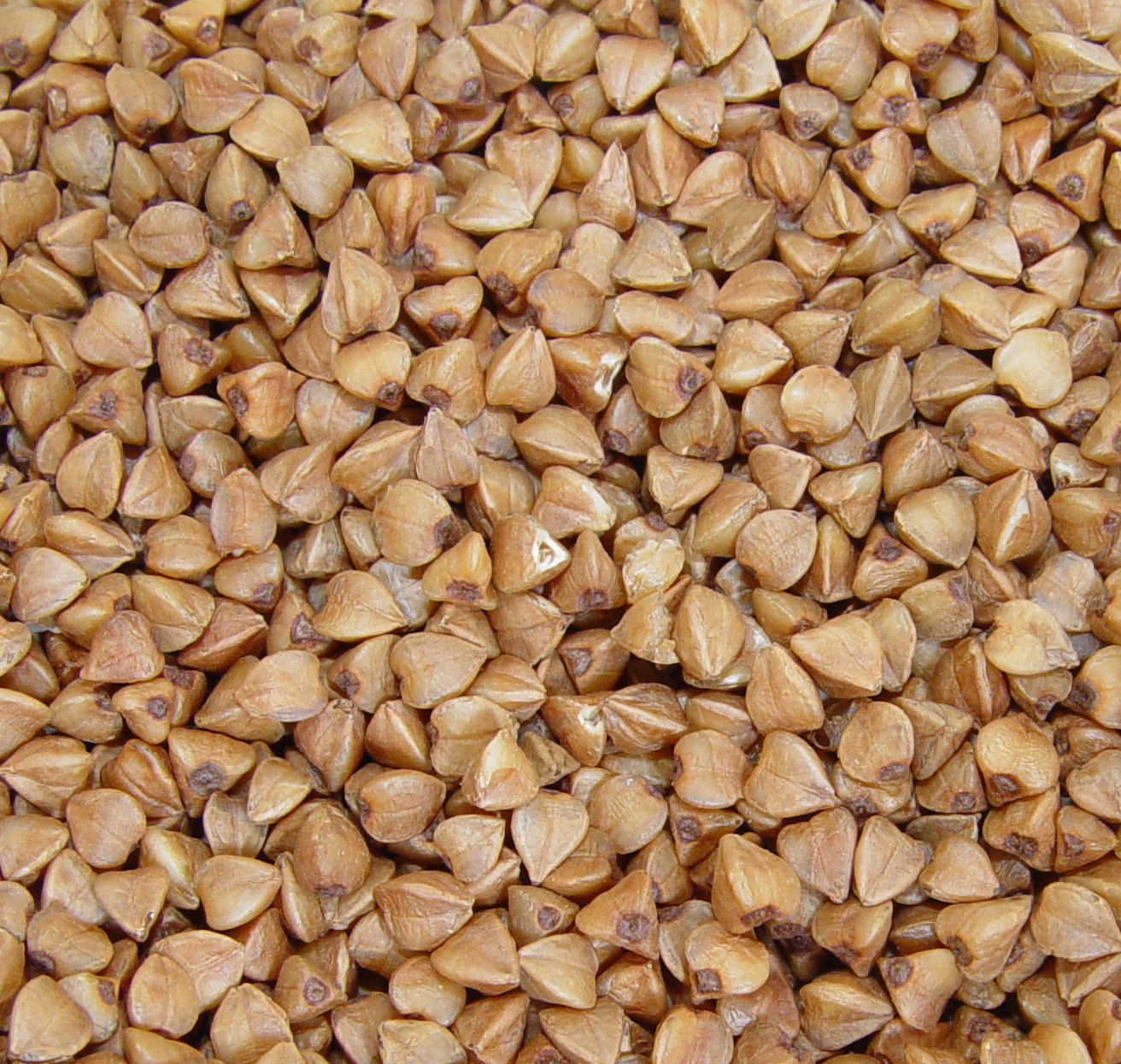
Nüsschen

#### Tatarischer Buchweizen

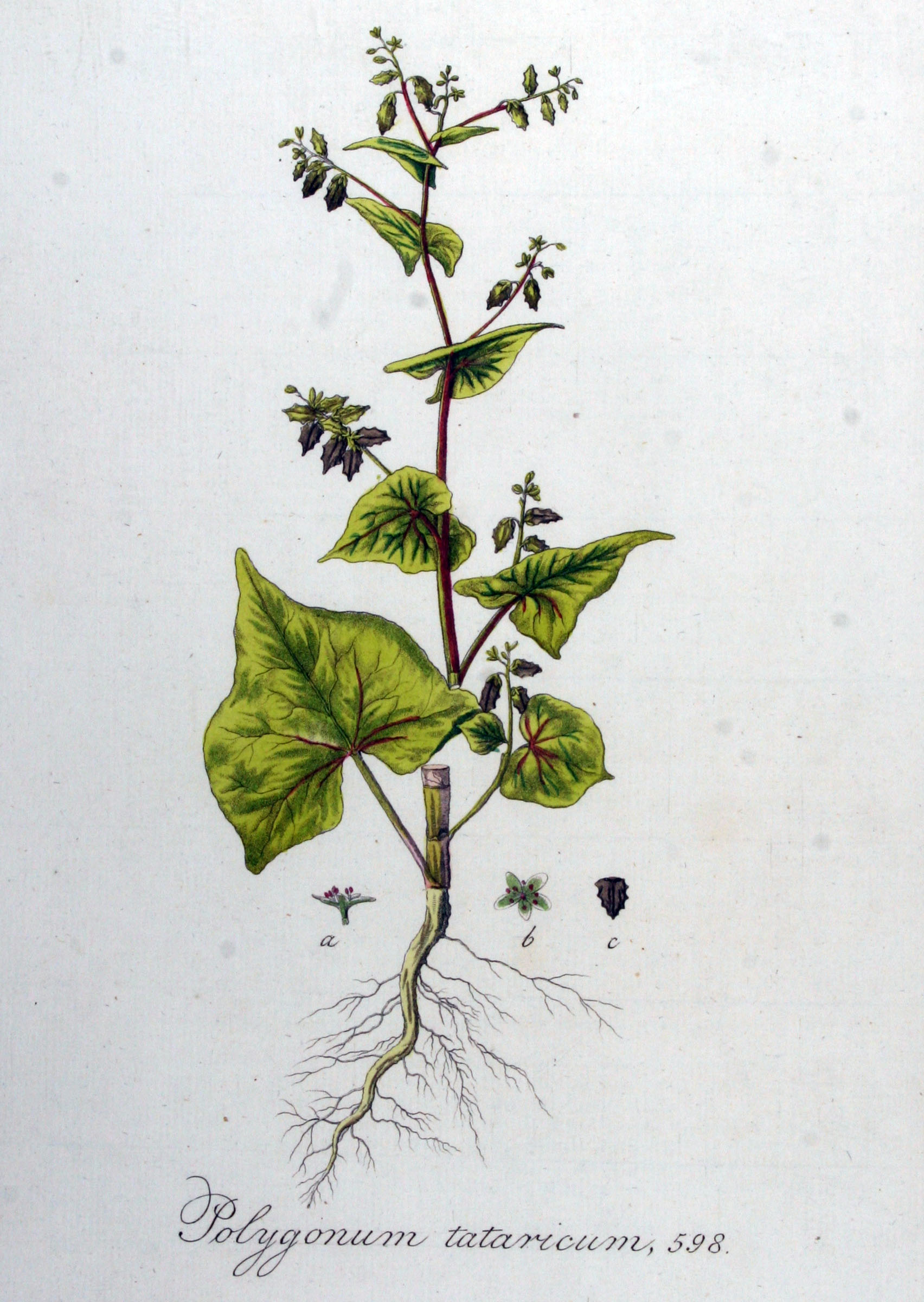
Pflanze
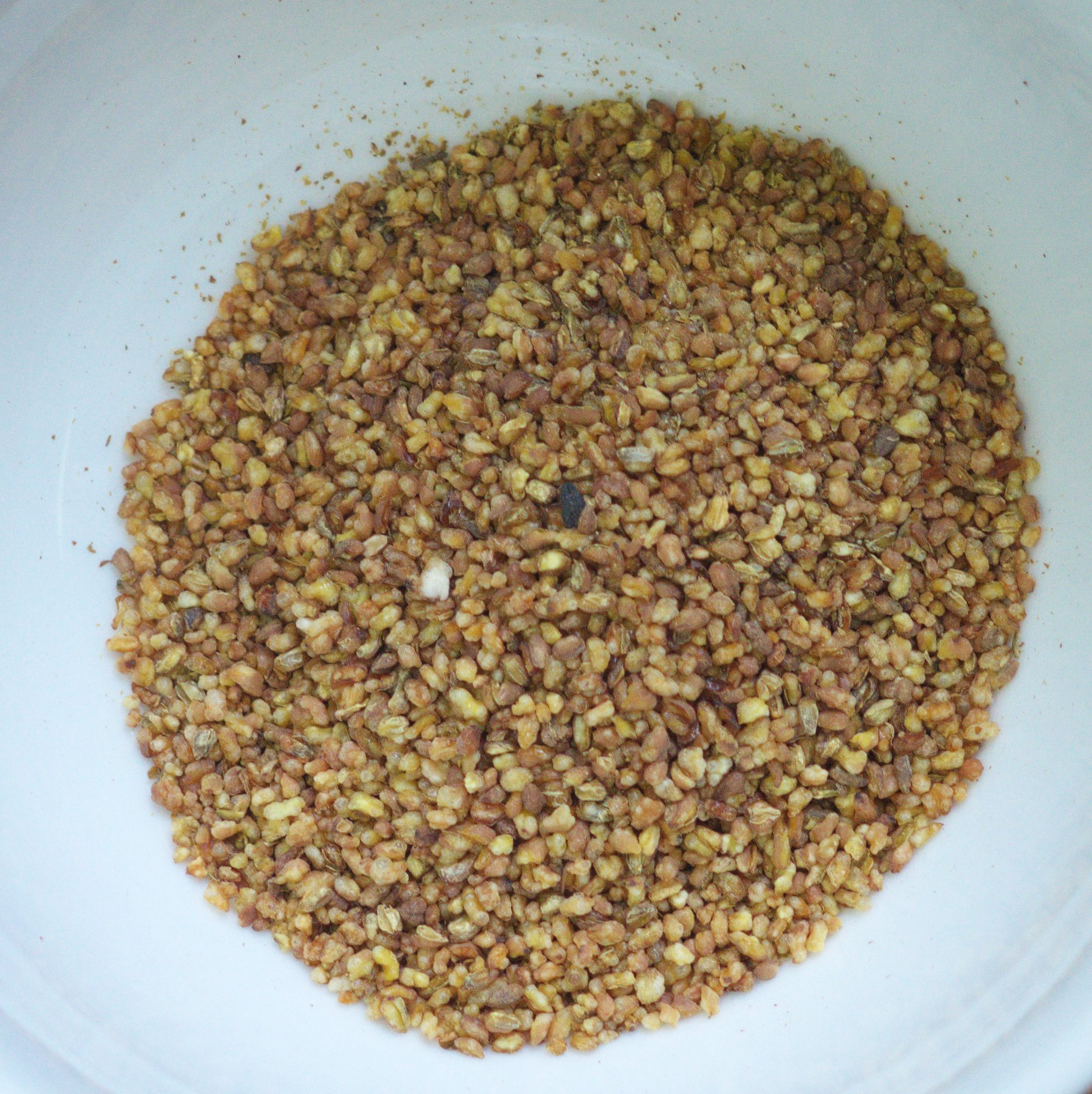
Körner
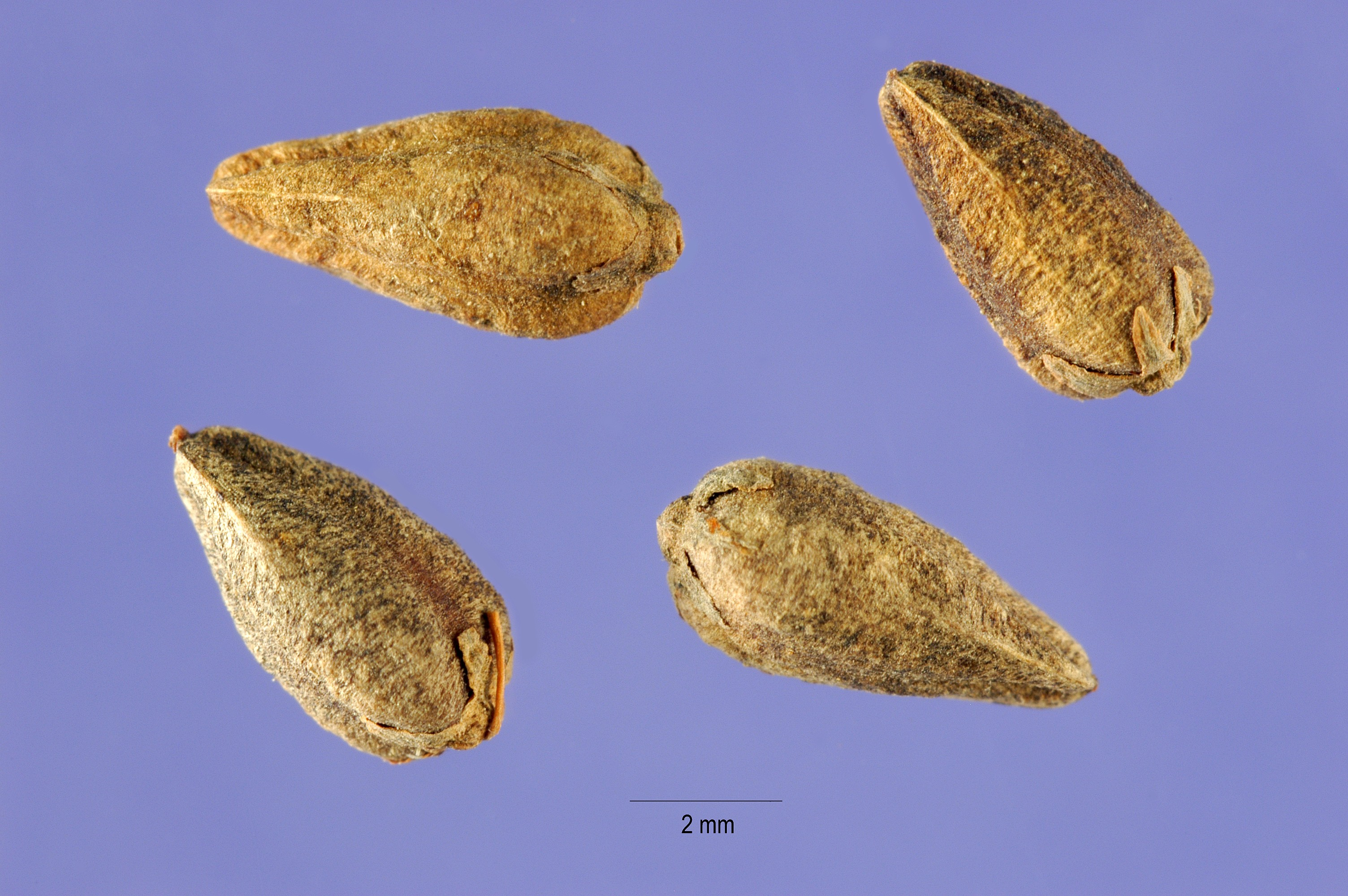
Körner

### Quinoa

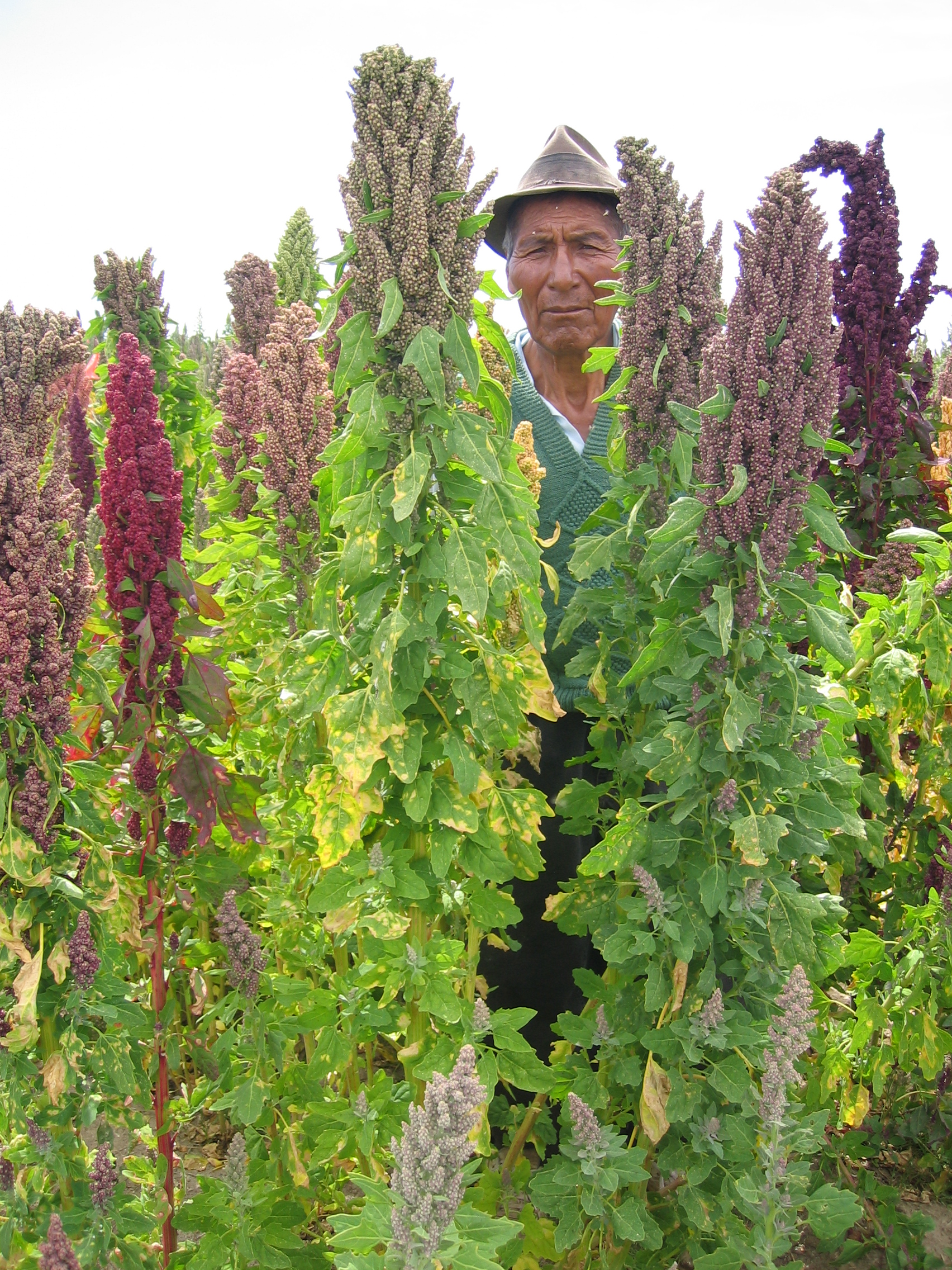
Feld
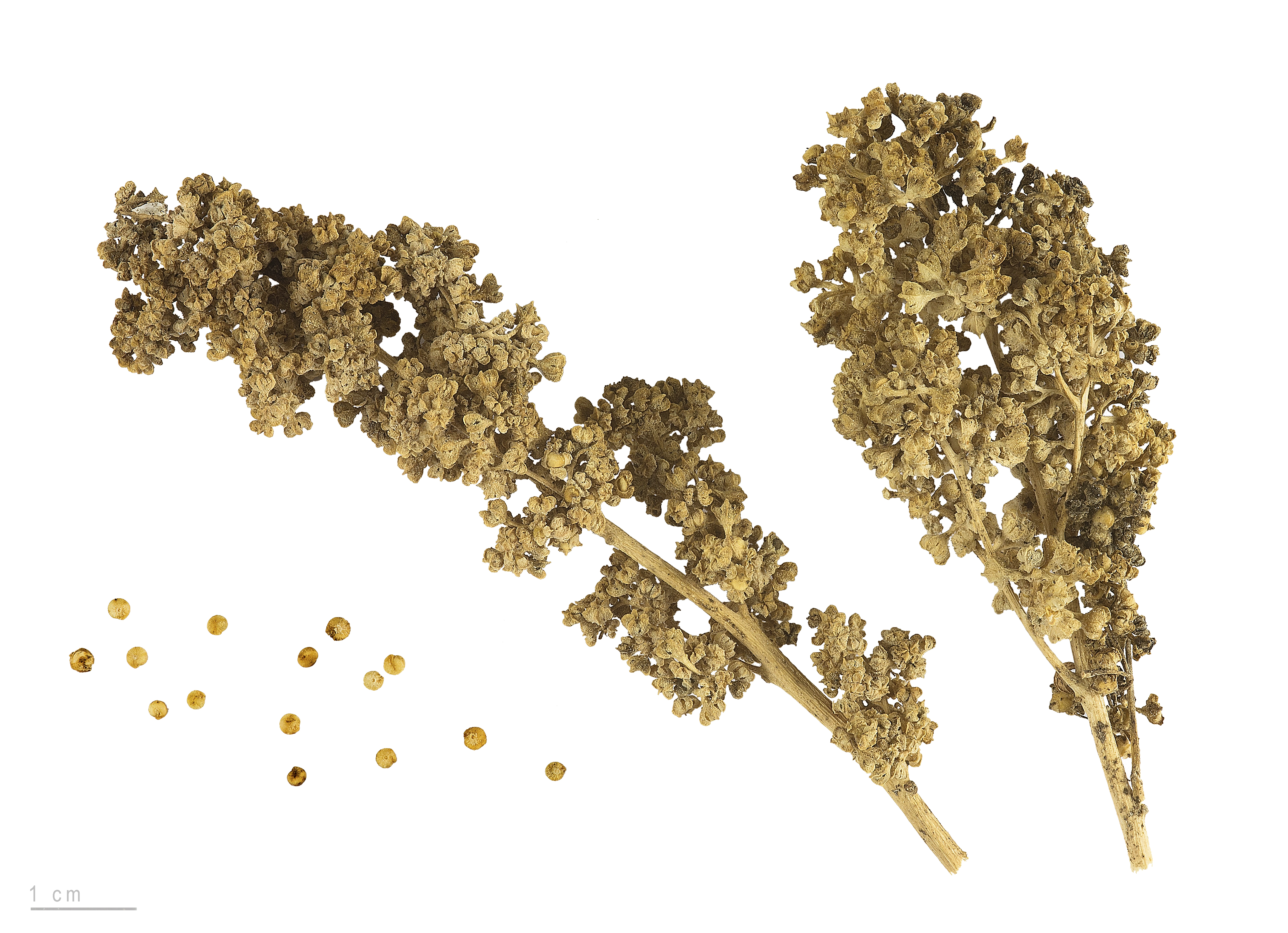
Ähre
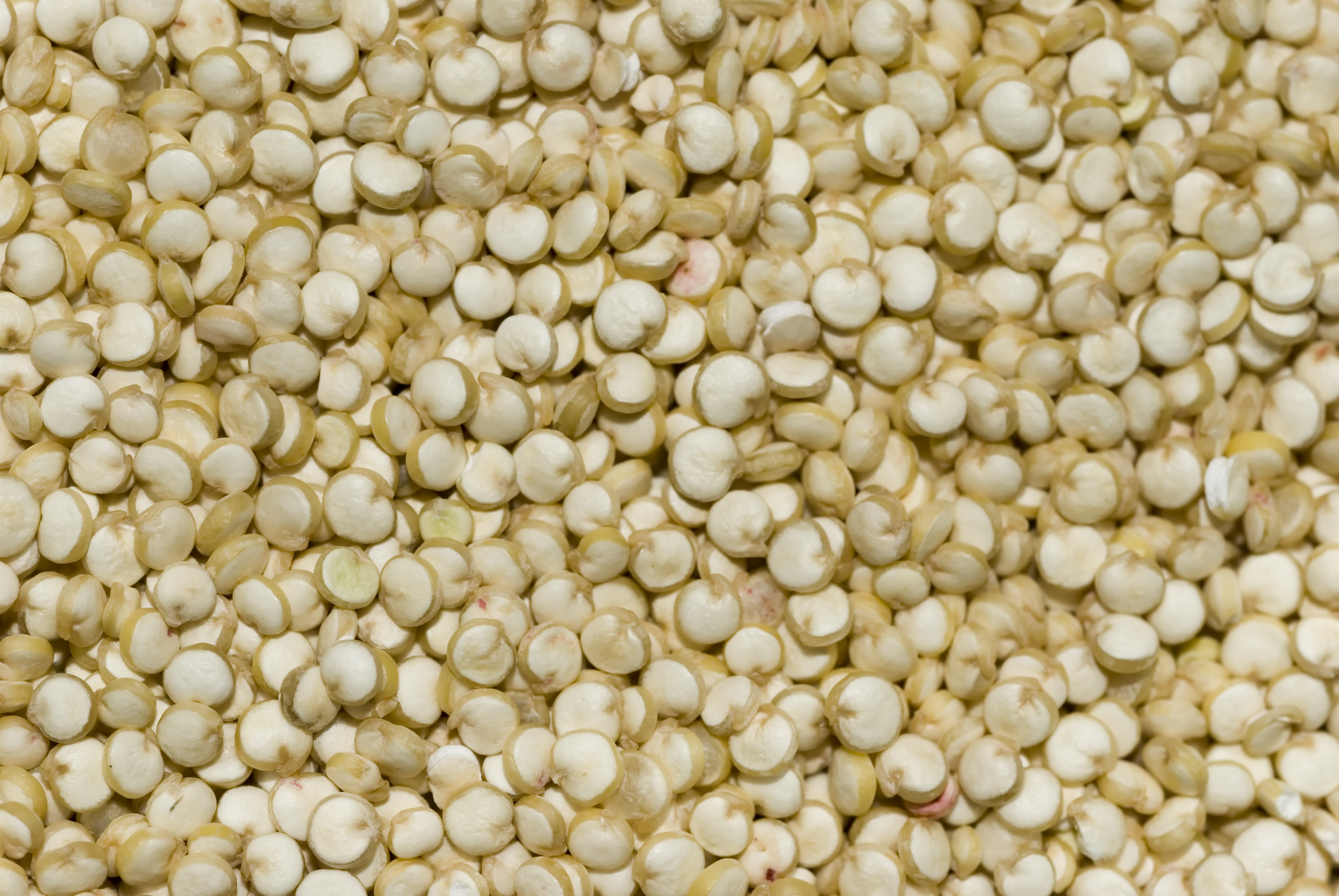
Körner

### Chia

#### Kalifornische Chia

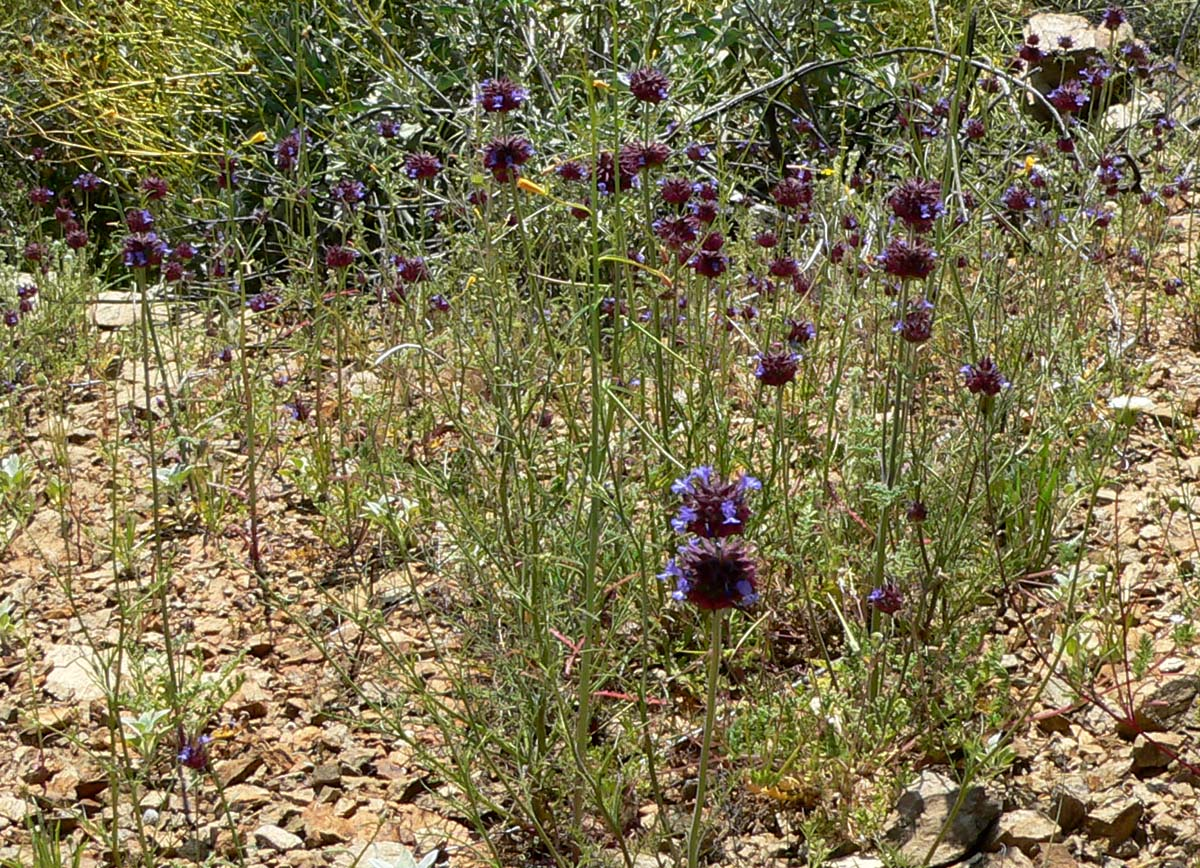
Feld
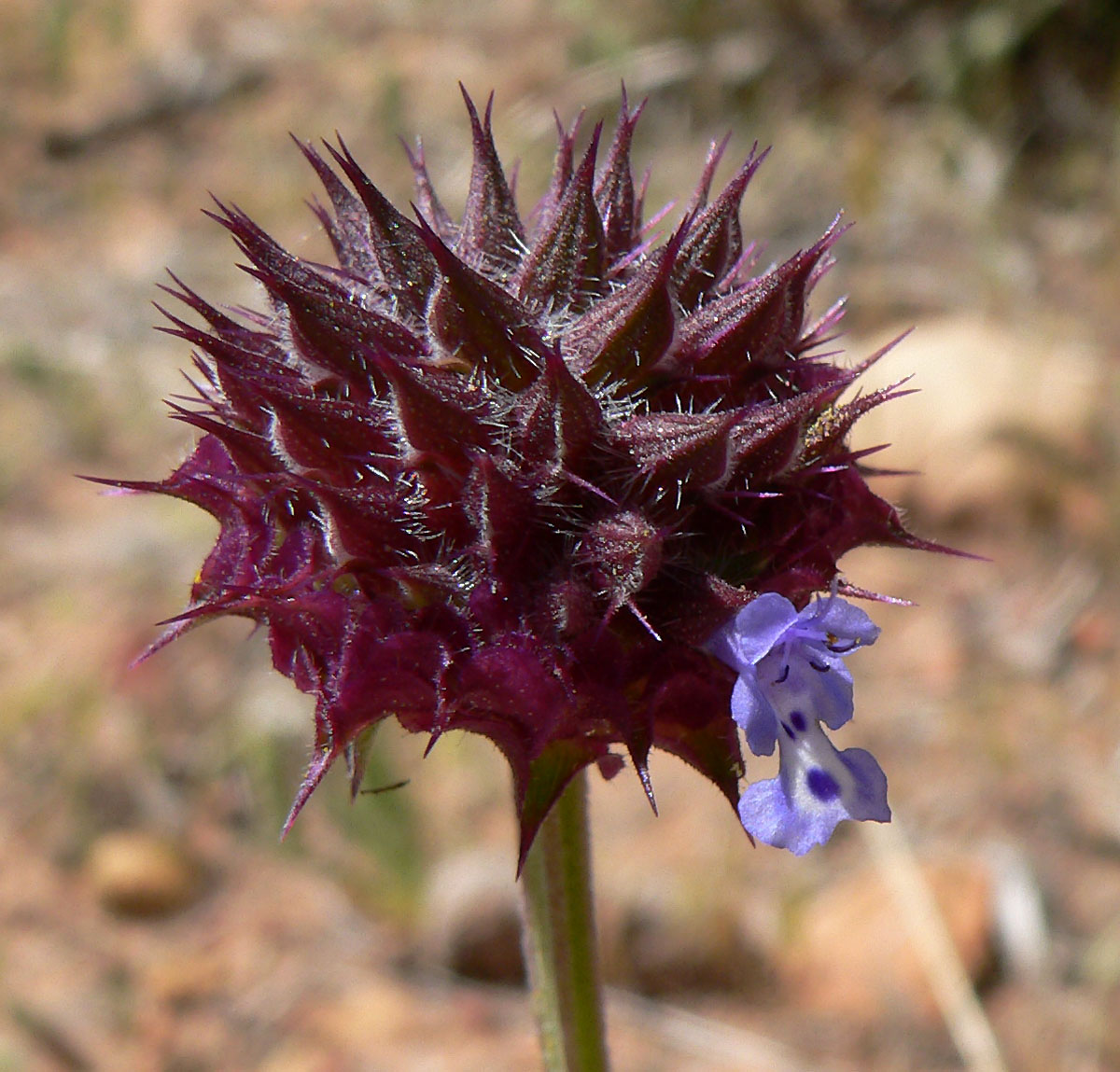
Fruchtstand
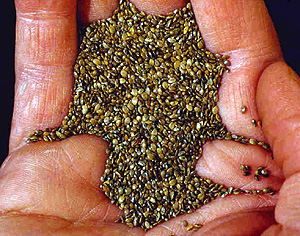
Körner

#### Mexikanische Chia

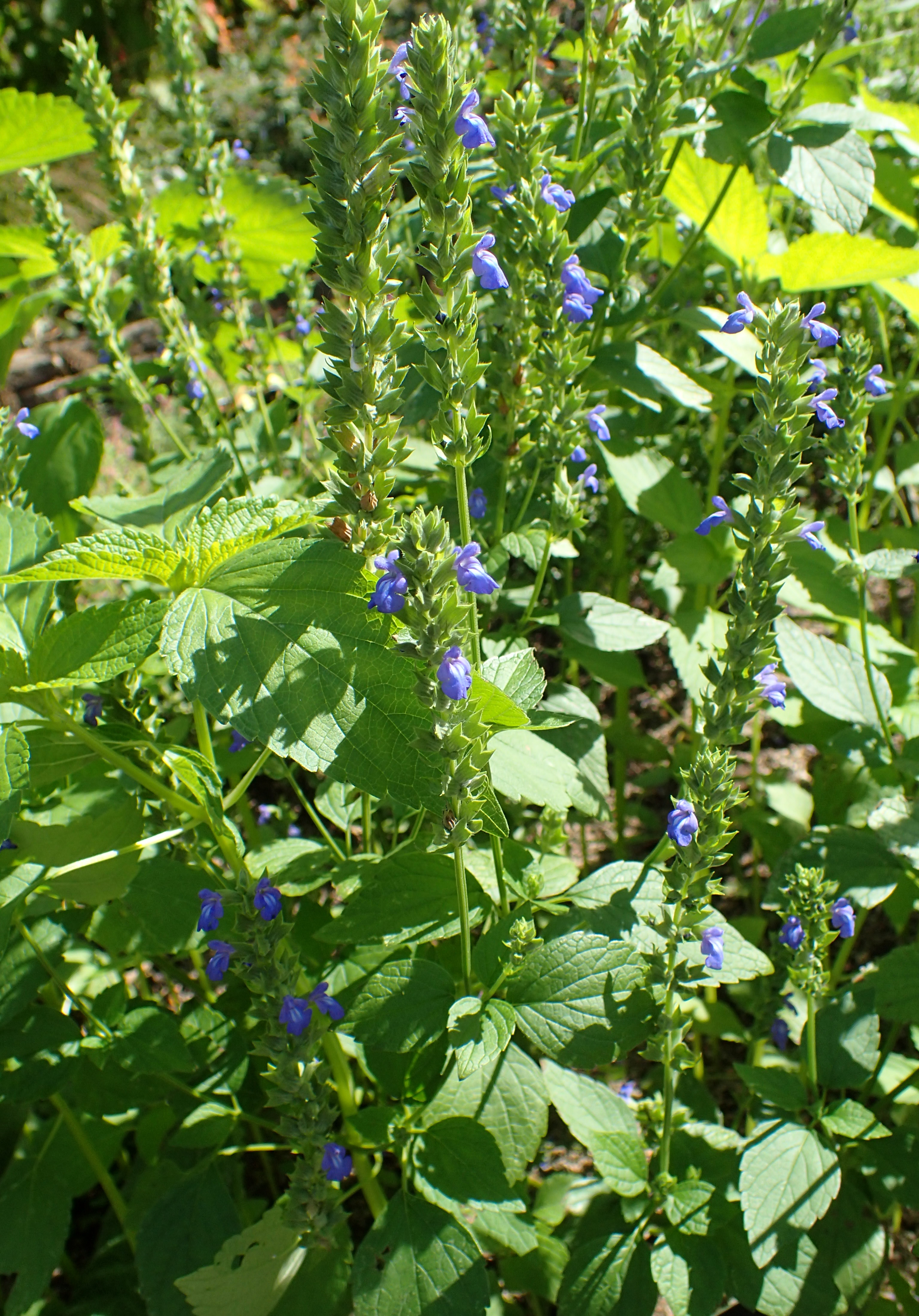
Feld
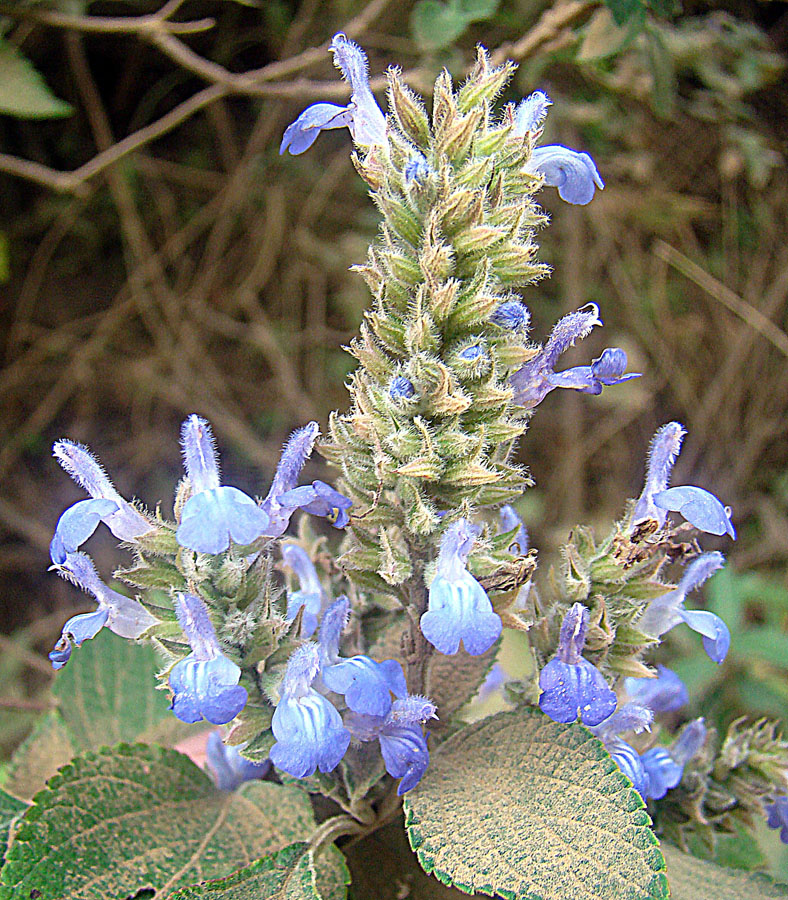
Fruchtstand
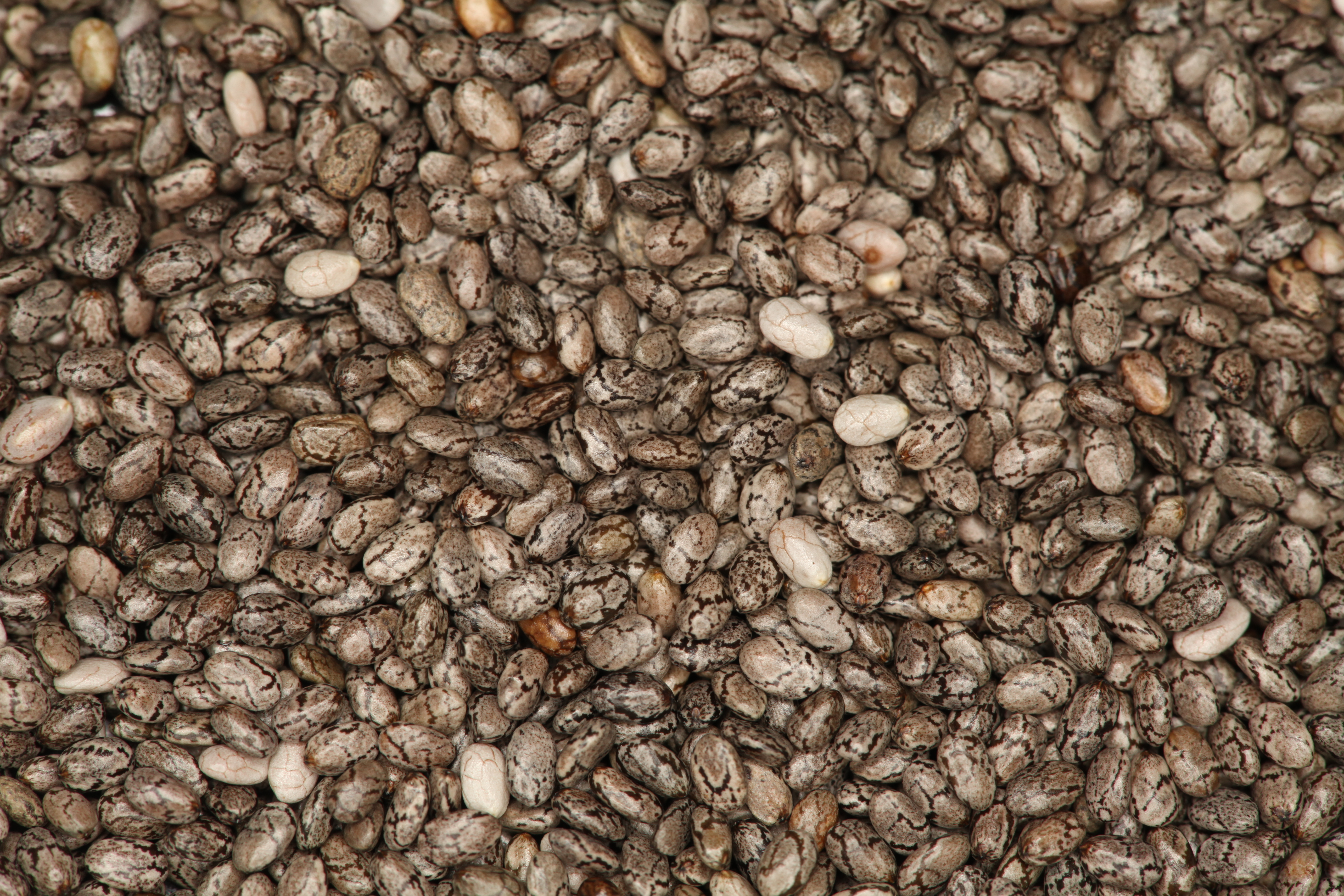
Samen